# Liste der Biografien/Tur
Liste der Biografien |
Portal Biografien |
Personensuche
# |
A |
B |
C |
D |
E |
F |
G |
H |
I |
J |
K |
L |
M |
N |
O |
P |
Q |
R |
S |
T |
U |
V |
W |
X |
Y |
Z |
?
 
Ta |
Tc |
Te |
Tf |
Tg |
Th |
Ti |
Tj |
Tk |
Tl |
Tm |
To |
Tq |
Tr |
Ts |
Tu |
Tv |
Tw |
Tx |
Ty |
Tz
 
Tua |
Tub |
Tuc |
Tud |
Tue |
Tuf |
Tug |
Tuh |
Tui |
Tuj |
Tuk |
Tul |
Tum |
Tun |
Tuo |
Tup |
Tuq |
Tur |
Tus |
Tut |
Tuu |
Tuv |
Tuw |
Tux |
Tuy |
Tuz
Die Liste der Biografien führt alle Personen auf, die in der deutschsprachigen Wikipedia einen Artikel haben. Dieses ist eine Teilliste mit 1040 Einträgen von Personen, deren Namen mit den Buchstaben „Tur“ beginnt.

## Tur
- Tur Bonet, Lina, spanische ViolinistinLina Tur Bonet

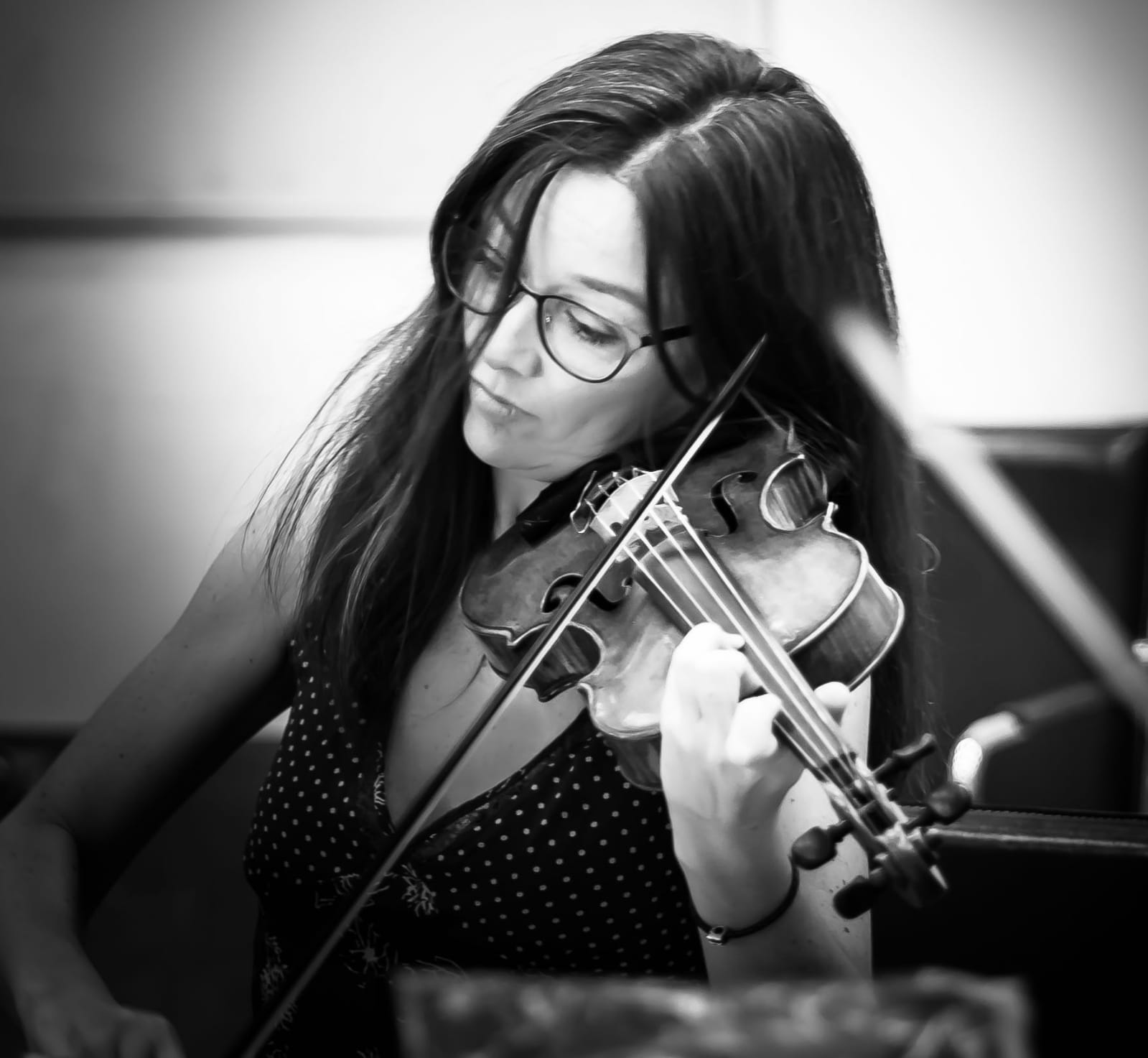
Lina Tur Bonet

- Tur, Abd-ar-Rahman Ahmad Ali († 2004), erster Präsident Somalilands
- Tur, Batuhan (* 1992), türkischer Fußballspieler
- Tur, Jewgenija (1815–1892), russische Schriftstellerin
- Tur, Katy (* 1983), amerikanische Autorin und Journalistin
- Tur, Manuel (* 1986), deutscher Musiker, Labelgründer und DJ
- Tur, Marc (* 1994), spanischer Geher
- Tur, Nasan (* 1974), deutscher Künstler
- Tur, Nikephoros, Archimandrit von Kiew (1593–1599)
- Tur-Sinai, Naftali Herz (1886–1973), israelischer Philologe und Bibelausleger

### Tura
- Tura, Aldo (1909–1963), italienischer Möbeldesigner
- Tura, Cosmè († 1495), italienischer Maler der Renaissance
- Tura, Eshetu (* 1950), äthiopischer Langstreckenläufer
- Tura, Giovan Francesco, italienischer Maler in Mantua und Umgebung
- Tura, Paolo (* 1971), san-marinesischer Bogenschütze
- Tura, Seifu (* 1997), äthiopischer Langstreckenläufer
- Tura, Tai (* 1949), Politiker in den Cookinseln
- Tura, Waldemar (* 1942), polnischer Großmeister der Schachkomposition
- Turabi, Hasan at- (1932–2016), sudanesischer Politiker und religiöser Führer
- Turacı, Önder (* 1981), belgisch-türkischer Fußballspieler
- Turahan Bey († 1456), osmanischer Befehlshaber und Gouverneur
- Turai, Orsolya (* 1978), ungarische Germanistin
- Turais, Khalid al- (* 1987), saudi-arabischer Fußballschiedsrichter
- Turajew, Boris Alexandrowitsch (1868–1920), russischer Ägyptologe
- Turajew, Wladimir Georgijewitsch (* 1954), russischer Mathematiker
- Turajlić, Hakija (1936–1993), bosnischer Politiker und Geschäftsmann
- Tural, Cemal (1905–1981), türkischer General
- Turan Schah († 1180), ayyubidischer Herrscher
- Turan Schah († 1250), siebenter Sultan der Ayyubiden in ÄgyptenTuran Schah († 1250)

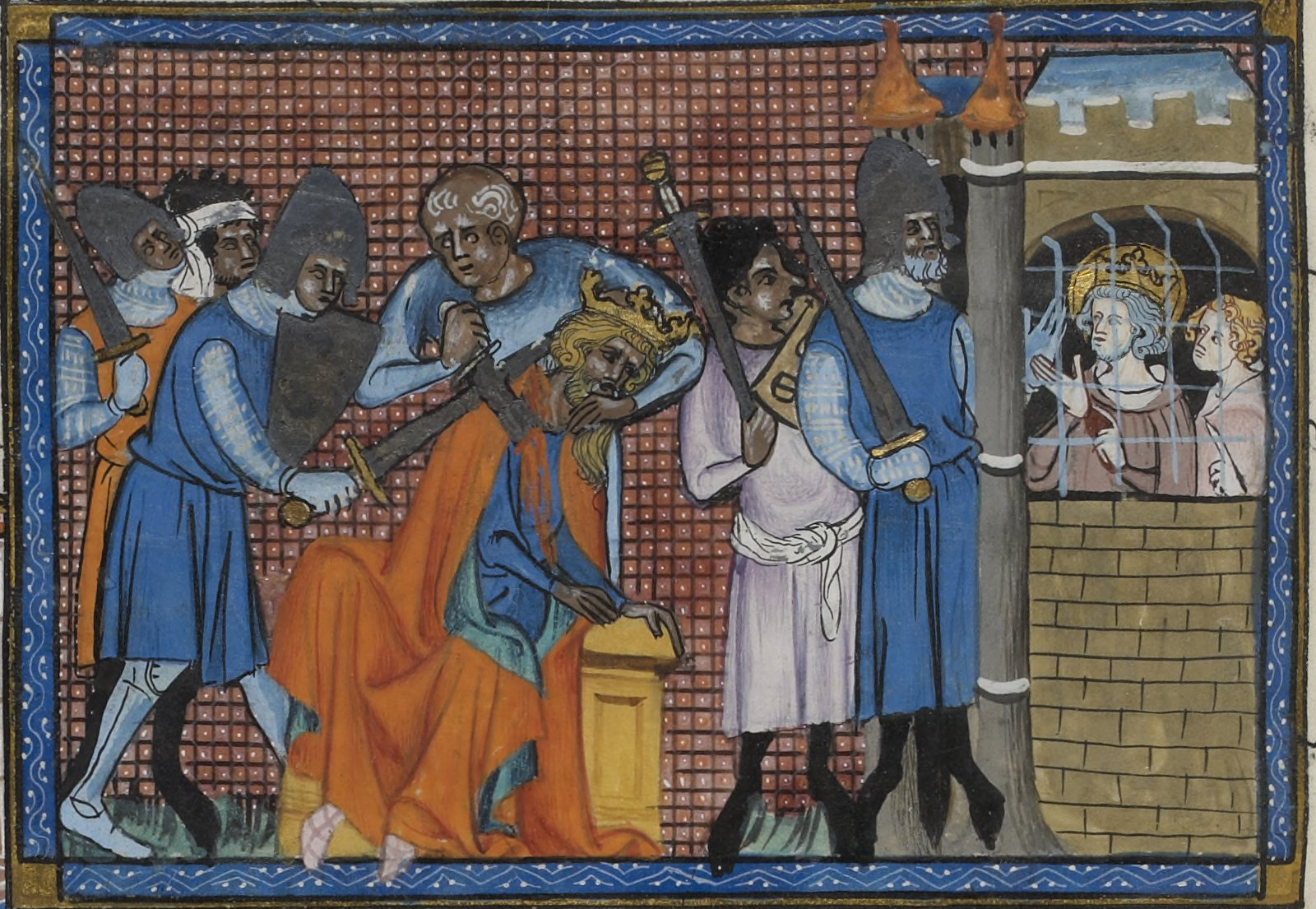
Turan Schah († 1250)

- Turan Schah I. († 1096), Seldschuken-Herrscher von Kerman
- Turan, Alara (* 1995), türkische Schauspielerin
- Turan, Ali (* 1983), türkischer Fußballspieler
- Turan, Arda (* 1987), türkischer Fußballspieler und -trainerArda Turan (* 1987)

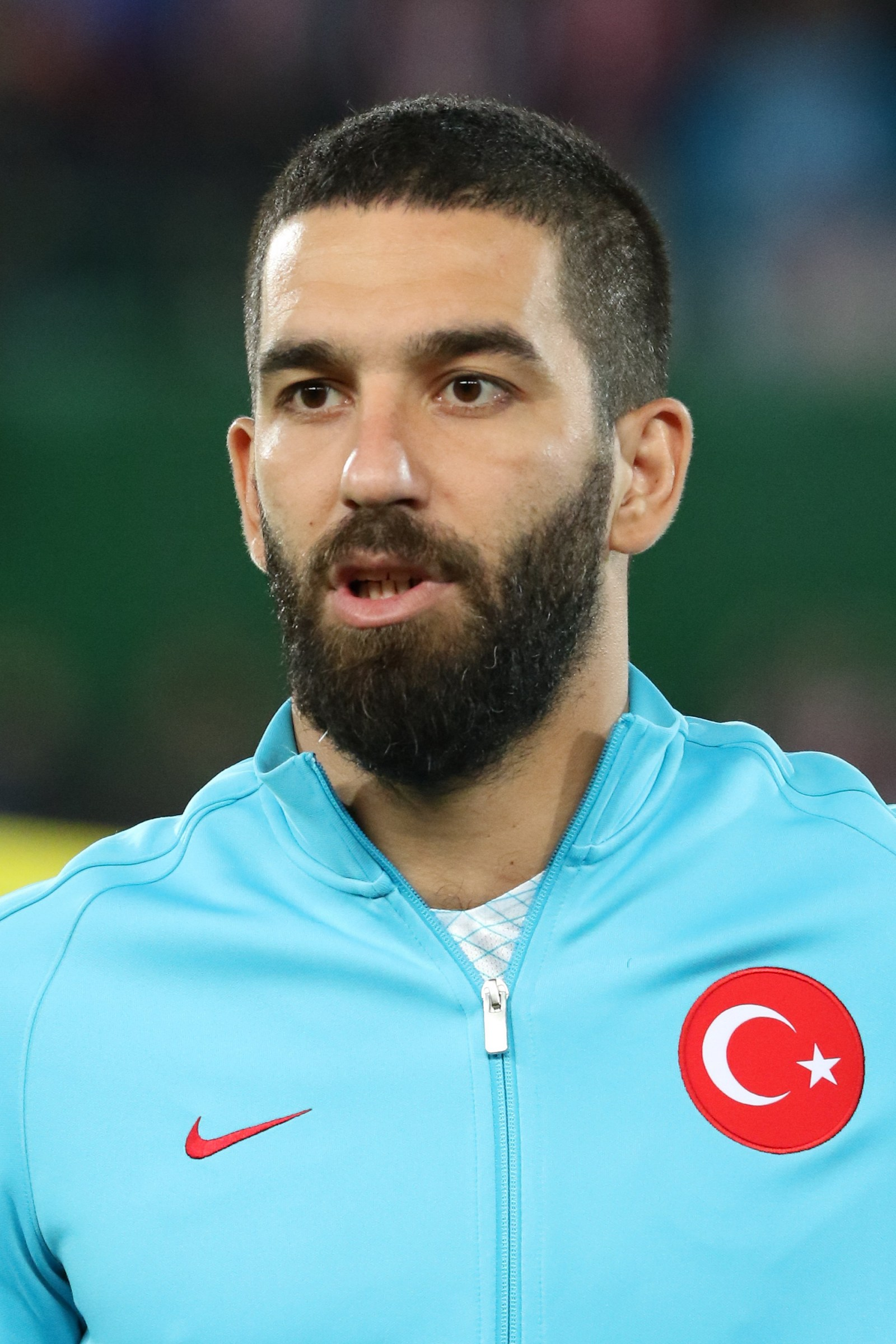
Arda Turan (* 1987)

- Turan, Atila (* 1992), türkisch-französischer Fußballspieler
- Turan, Ayça Ayşin (* 1992), türkische Schauspielerin
- Turan, Aykut (* 1993), türkischer Fußballspieler
- Turan, Berç (1920–1997), türkischer Architekt und Politiker armenischer Herkunft
- Turan, Berkan Burak (* 1998), türkischer Fußballspieler
- Turan, Cemil (* 1947), türkischer Fußballspieler
- Turan, Cevahir (* 1988), türkische Schauspielerin
- Turan, Elif (* 1984), türkische Musikerin und Sängerin
- Turan, Emre (* 1990), türkischer Fußballspieler
- Turan, Fatih (* 1993), belgisch-türkischer Fußballspieler
- Turan, Hakan (* 1992), türkischer Fußballspieler
- Turan, İlter (* 1941), türkischer Politikwissenschaftler
- Turan, Kenneth (* 1946), US-amerikanischer Filmkritiker und Autor von Büchern über Filme
- Turan, Osman (1914–1978), türkischer Historiker und Politiker
- Turán, Pál (1910–1976), ungarischer Mathematiker
- Turan, Sali (* 1949), türkischer Maler
- Turan, Semra (* 1985), dänische Schauspielerin
- Turan, Sinan (* 1985), türkischer Fußballspieler
- Turan, Tevfik (* 1954), türkischer Germanist, Herausgeber und literarischer Übersetzer
- Turan, Türkü (* 1985), türkische Schauspielerin
- Turan, Yasin (* 1991), deutscher Basketballspieler und -trainer
- Turandurey (* 1806), australische Aborigines-Frau
- Turang, Peter (1947–2025), indonesischer Geistlicher, römisch-katholischer Erzbischof von Kupang
- Turano, Raúl (* 1978), argentinischer Radrennfahrer
- Turanskaja, Tatjana Michailowna (* 1972), transnistrische Politikerin
- Turanskyj, Tatjana (1966–2021), deutsche Regisseurin, Produzentin, Drehbuchautorin und Schauspielerin
- Turányi, Gábor (1948–2020), ungarischer Architekt
- Turányi, Lilla (* 1998), ungarische Fußballspielerin
- Turaschwili, Dawit (* 1966), georgischer Schriftsteller
- Turati, Anna (* 1997), italienische Tennisspielerin
- Turati, Antonio Maria († 1650), italienischer Komponist und Kapellmeister
- Turati, Augusto (1888–1955), italienischer faschistischer Politiker, Mitglied der Camera dei deputati, IOC-Mitglied, Präsident des Italienischen Olympischen Komitees, Fechter
- Turati, Bianca (* 1997), italienische Tennisspielerin
- Turati, Filippo (1857–1932), italienischer Jurist, Soziologe, Dichter und sozialdemokratischer PolitikerFilippo Turati (1857–1932)

Filippo Turati (1857–1932)

- Turati, Marcela (* 1974), mexikanische Journalistin
- Turauskienė, Renata (* 1969), litauische Schachspielerin
- Turawa, Alessja (* 1979), belarussische Mittelstrecken- und Hindernisläuferin
- Turawa, Ryta (* 1980), belarussische Geherin
- Turay, Aminata (* 1970), sierra-leonische Handballspielerin
- Turay, Ibrahim (* 1993), sierra-leonischer Leichtathlet
- Turay, József (1905–1963), ungarischer Fußballspieler
- Turay, Sanusi (* 1968), sierra-leonischer Leichtathlet
- Turazzi, Andrea (* 1948), italienischer Geistlicher, emeritierter römisch-katholischer Bischof von San Marino-Montefeltro

### Turb
- Turba, Ctibor (1944–2025), tschechischer Schauspieler, Pantomime, Bühnenautor, Regisseur und Pädagoge
- Turba, David (* 1982), deutscher Synchronsprecher
- Turba, Frank, deutscher Tierarzt, Schauspieler, Musiker, Synchronsprecher und Synchronregisseur
- Turba, Giovanni (1905–1994), italienischer Sprinter
- Turba, Gustav (1864–1935), österreichischer Historiker
- Turba, Kurt (1929–2007), deutscher Verleger und Politiker (SED)
- Turba, Magdalena (* 1983), deutsche Synchronsprecherin
- Turba, Sidonie (1822–1902), österreichische Opernsängerin (Sopran) und Schauspielerin
- Turbajewski, Wladimir (* 1983), russischer Triathlet
- Turban, Angelika (* 1953), deutsche Künstlerin
- Turban, Dietlinde (* 1957), deutsche Schauspielerin
- Turban, Emil (1886–1973), deutscher Verwaltungsbeamter
- Turban, Gertrud (1925–2022), deutsche Malerin
- Turban, Ingolf (* 1964), deutscher Violinist
- Turban, Karl (1856–1935), deutscher Lungenfacharzt
- Turban, Lilian (* 2001), estnische Hochspringerin
- Turban, Ludwig der Ältere (1821–1898), Staatsminister in Baden
- Turban, Ludwig der Jüngere (1857–1930), badischer Beamter
- Turban, Otto (1875–1945), deutscher Handwerker und Politiker (SPD)
- Turbanisch, Gérard (* 1956), deutsch- und französischstämmiger Entwicklungshelfer
- Turbat, Eugène (1865–1944), französischer Rosenzüchter und Bürgermeister von Orléans
- Turbay Ayala, Julio César (1916–2005), kolumbianischer Politiker, Präsident von Kolumbien (1978–1982)Julio César Turbay Ayala (1916–2005)

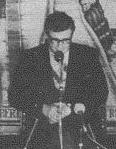
Julio César Turbay Ayala (1916–2005)

- Turbay, Paola (* 1970), kolumbianisch-US-amerikanische Schauspielerin, Fernsehmoderatorin und Model
- Turbayne, Albert Angus (1866–1940), nordamerikanischer Buchgestalter
- Turbayne, Colin Murray (1916–2006), australischer Philosoph
- Turberville, Gilbert de, normannischer Adliger
- Turberville, Gilbert de (Adliger, † um 1238), anglonormannischer Adliger
- Turberville, Gilbert de (Adliger, † vor 1281), anglonormannischer Adliger
- Turberville, Hugh de († 1293), englischer Ritter und Militär; Seneschall der Gascogne
- Turberville, James († 1559), englischer römisch-katholischer Bischof
- Turberville, Payn de, normannischer Adliger
- Turberville, Payn de, anglonormannischer Adliger
- Turberville, Thomas de († 1295), englischer Ritter und Spion
- Turbeville, Deborah (1932–2013), US-amerikanische Fotografin
- Turbide, Nadia (* 1945), kanadische Musikwissenschaftlerin und -pädagogin
- Turbiglio, Sebastiano (1842–1901), italienischer Philosoph
- Turbinton, Earl (1941–2007), US-amerikanischer R&B- und Jazzmusiker
- Turbo B (* 1967), US-amerikanischer RapperTurbo B (* 1967)

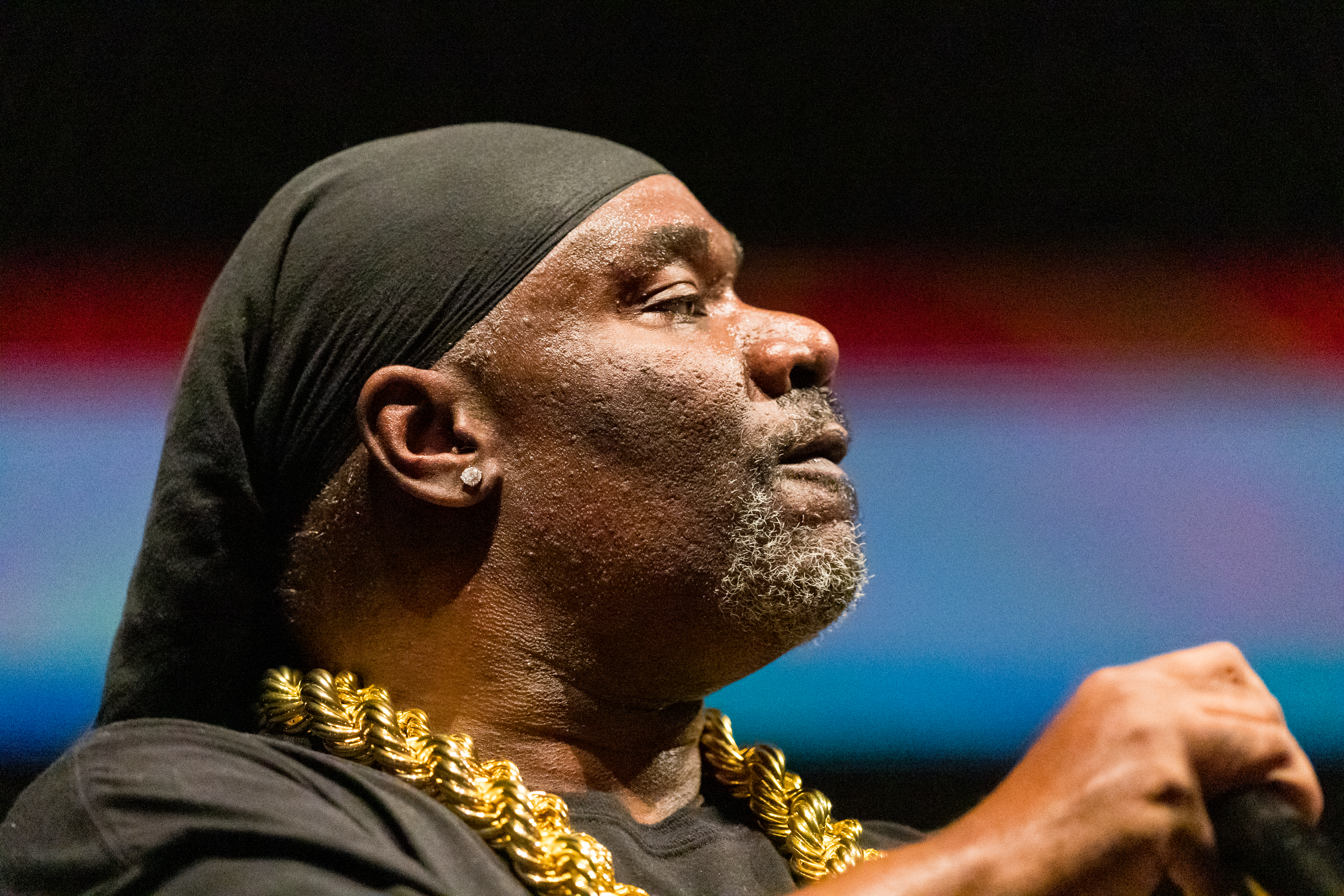
Turbo B (* 1967)

- Turbo, Tumo (1970–2008), äthiopischer Marathonläufer
- Turbott, Evan Graham (1914–2014), neuseeländischer Zoologe
- Turbott, Ian Graham (1922–2016), britischer Politiker, Administrator von Antigua und Barbuda und Gouverneur von Grenada
- Turbulence (* 1980), jamaikanischer Dancehall-Deejay
- Turbyne, Ann (* 1957), US-amerikanische Kugelstoßerin

### Turc
- Turčák, Boris (* 1993), slowakischer Fußballspieler
- Turcan, Raluca (* 1976), stellvertretende Ministerpräsidentin von Rumänien
- Turcan, Robert (1929–2018), französischer Archäologe
- Țurcaș, Mihai (1942–2002), rumänischer Kanute
- Turcat, André (1921–2016), französischer Testpilot, Autor, Politiker und Kunsthistoriker
- Turcato, Carlo (1921–2017), italienischer Säbelfechter
- Turcato, Carlos, argentinischer Fußballspieler
- Turcato, Giulio (1912–1995), italienischer Maler und Bildhauer
- Turchetto, Sara (* 1983), deutsche Schauspielerin italienischer Abstammung
- Turchi, Adolfo (1863–1929), italienischer Geistlicher, römisch-katholischer Erzbischof von L’Aquila
- Turchi, Alessandro (1578–1649), italienischer Maler
- Turchi, Fabio (* 1993), italienischer Boxer
- Turchiarelli, Giovanna (* 1983), italienische Speedskaterin
- Turchin, Peter (* 1957), russisch-US-amerikanischer Biologe, Komplexitätsforscher und SozialwissenschaftlerPeter Turchin (* 1957)

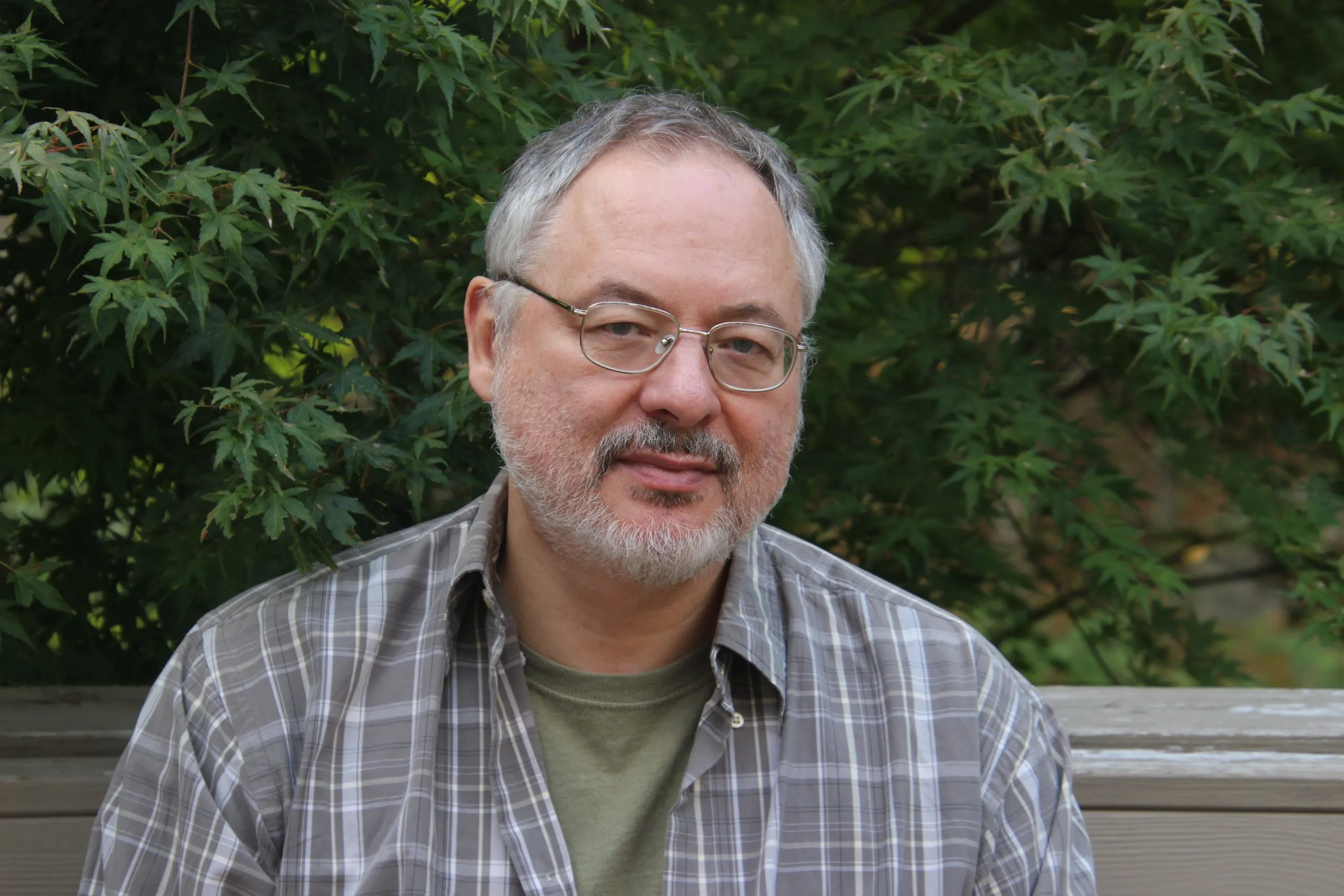
Peter Turchin (* 1957)

- Turci, Paola (* 1964), italienische Liedermacherin
- Turčik, Josip (* 1952), jugoslawischer Fußballspieler
- Turčin, Nina (* 2007), slowenische Leichtathletin
- Turčinskas, Rimvydas (* 1956), litauischer Arzt und Politiker
- Turcios Lima, Luis Augusto (1941–1966), guatemaltekischer Militär
- Turcios y Barahona, José de la Cruz (1884–1968), honduranischer Ordenspriester und Bischof
- Turcios, Danilo (* 1978), honduranischer Fußballspieler
- Turcios, Froylán (1875–1943), honduranischer Politiker und Schriftsteller
- Turcitul, Mihnea, rumänischer Fürst
- Turcius Rufius Apronianus Asterius, spätantiker Politiker und Konsul (494)
- Türck, Andreas (* 1968), deutscher FernsehmoderatorAndreas Türck (* 1968)

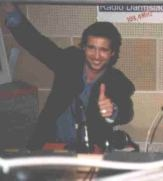
Andreas Türck (* 1968)

- Turck, Heinrich (1607–1669), deutscher Historiker und Annalist, Jesuit
- Türck, Jürgen (* 1946), deutscher Eishockeyspieler
- Türck, Ludwig (1810–1868), österreichischer Mediziner
- Turck, Tilman (1980–2012), deutscher Jurist
- Türcke, Christoph (* 1948), deutscher Philosoph
- Türcke, Friedrich (1915–1998), deutscher Forstmann und Jagdwissenschaftler
- Türcke, Ludwig Philipp Christian von (1772–1829), deutscher Jurist
- Türcke, Ludwig von (1805–1878), preußischer Generalmajor
- Türcke, Ludwig von (1857–1933), deutscher Staatsminister und Landrat
- Türcke, Rudolf von (1839–1915), deutscher Landschaftsmaler
- Türckheim, Bernhard Friedrich von (1752–1831), elsässisch-französischer Politiker
- Türckheim, Bruno von (1826–1874), Mitglied der ersten Kammer der badischen Ständeversammlung
- Turckheim, Charlotte de (* 1955), französische Schauspielerin, Filmregisseurin und DrehbuchautorinCharlotte de Turckheim (* 1955)

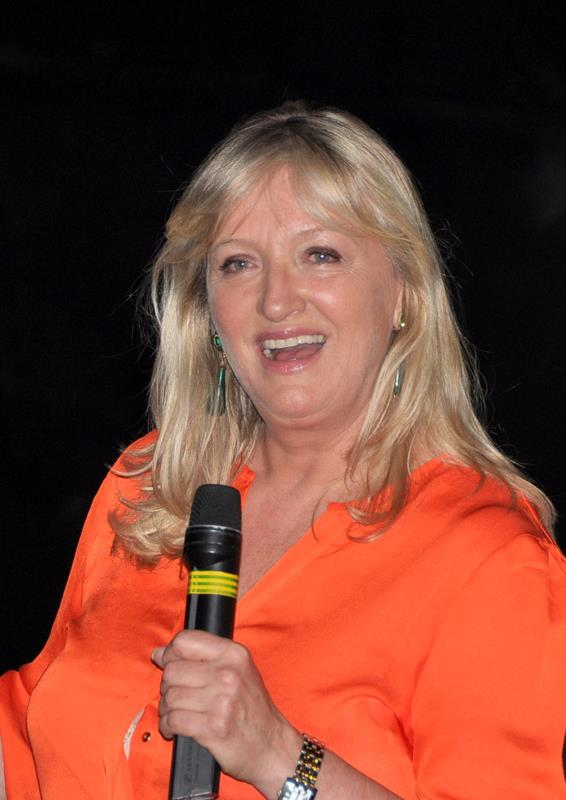
Charlotte de Turckheim (* 1955)

- Türckheim, Edith (1909–1980), deutsche Ausdruckstänzerin
- Türckheim, Eduard von (1829–1909), Unternehmer und elsässischer Politiker
- Turckheim, Émilie de (* 1980), französische Schriftstellerin
- Türckheim, Ferdinand von (1789–1848), hessischer Diplomat und Abgeordneter
- Türckheim, Hans von (1814–1892), deutscher Diplomat und Entomologe
- Türckheim, Hans von (1853–1920), deutscher Botaniker
- Türckheim, Johann Friedrich von (1780–1850), elsässisch-französischer Politiker
- Türckheim, Johann von (1749–1824), deutscher Diplomat und Genealoge
- Türckheim, Johann von (1778–1847), badischer Beamter und Politiker
- Türckheim, Karl von (1743–1798), k.k. Feldmarschall-Lieutenant und Ritter des Maria-Theresia-Ordens
- Turco, Ercílio (1938–2019), brasilianischer Geistlicher und römisch-katholischer Bischof von Osasco
- Turco, Giovanni del (1577–1647), italienischer Komponist und Politiker des Frühbarock
- Turco, Livia (* 1955), italienische Politikerin
- Turco, Marty (* 1975), kanadischer Eishockeytorwart
- Turco, Nicolò (* 2004), italienischer Fußballspieler
- Turco, Paige (* 1965), US-amerikanische Schauspielerin
- Turco, Peppino (1846–1903), italienischer Journalist, Lyriker und Textdichter
- Turco, Richard P. (* 1943), US-amerikanischer Geophysiker
- Turconi, Filippo (* 2005), italienischer Radrennfahrer
- Turcot, Jacques (1914–1977), kanadischer Chirurg
- Turcot, Susan (* 1966), kanadische Künstlerin
- Turcotte, Anna Astvatsaturian (* 1978), armenisch-US-amerikanische Autorin, Dozentin, politische Aktivistin und Kommunalpolitikerin
- Turcotte, Daniel (* 1962), kanadischer Eisschnellläufer
- Turcotte, Darren (* 1968), US-amerikanischer Eishockeyspieler und -trainer
- Turcotte, Donald L. (1932–2025), US-amerikanischer Geophysiker
- Turcotte, Gaétan (1954–2022), kanadischer Wasserballspieler
- Turcotte, Jean-Claude (1936–2015), kanadischer Geistlicher, Erzbischof von Montréal und Kardinal
- Turcotte, Maryse (* 1975), kanadische Gewichtheberin
- Turcotte, Mathieu (* 1977), kanadischer Shorttracker
- Turcu, Marcel (1940–2014), rumänischer Schriftsteller und surrealistischer Poet
- Turczyk, Josef, polnischer Fußballtorhüter
- Turczynowicz, Józef Stefan († 1773), Domherr und Ordensbegründer
- Turczyński, Józef (1884–1953), polnischer Pianist und Musikpädagoge

### Turd
- Turdeanu, Emil (1911–2001), rumänischer Romanist, Rumänist und Mediävist
- Turdikulova, Guljahon Maxamatjon (* 1993), usbekische Bodybuilderin

### Ture
- Tureanu, Doru (1954–2014), rumänischer Eishockeyspieler und -trainer
- Tureau, Michel (* 1938), französischer Schauspieler und Drehbuchautor
- Turecek, Emilie (1846–1889), österreichische Volkssängerin des Wienerlieds
- Tureček, Gregor (* 1985), österreichischer Theaterregisseur
- Turecek, Katharina (* 1982), österreichische Autorin und Vortragsrednerin
- Türeci, Özlem (* 1967), deutsche Medizinerin, Wissenschaftler und UnternehmerinÖzlem Türeci (* 1967)

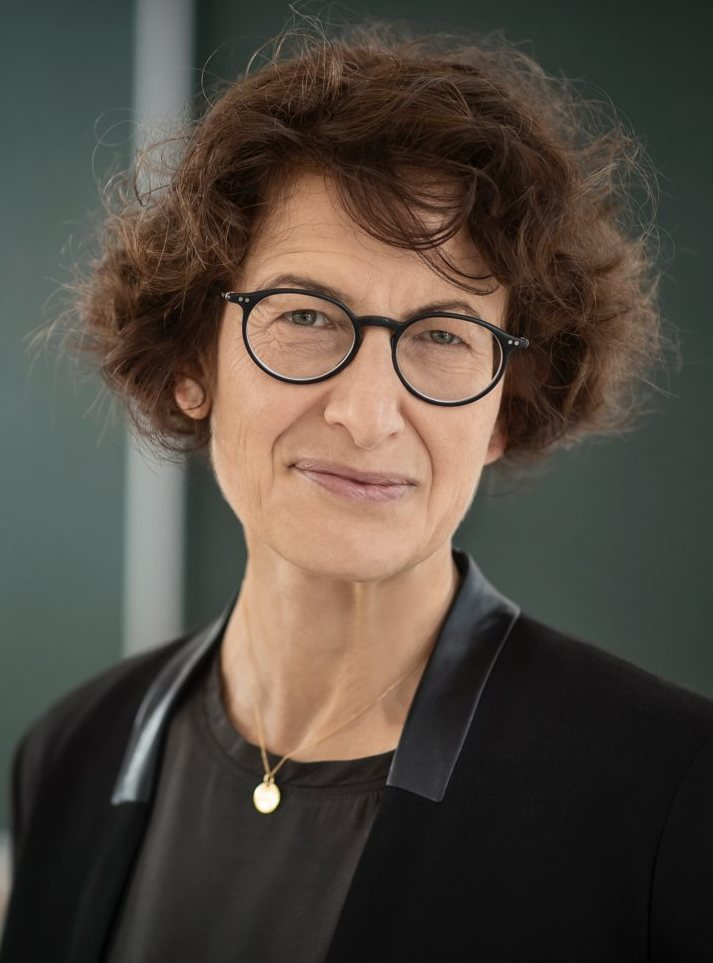
Özlem Türeci (* 1967)

- Tureck, Rosalyn († 2003), US-amerikanische Konzertpianistin und Musikforscherin
- Turegg, Kurt Egon von (1904–1956), deutscher Rechtswissenschaftler und Hochschullehrer
- Turei, Bronwyn, neuseeländische Schauspielerin und Sängerin
- Turei, Emilija Chalsberijewna (* 1984), russische Handballspielerin
- Turei, Metiria (* 1970), neuseeländische Politikerin und Mitglied der Green Party of Aotearoa New Zealand
- Turek, Antoni (1907–1996), polnischer Lehrer und Stadtpräsident
- Turek, Bogusław (* 1964), polnischer Priester und Beamter der Römischen Kurie
- Turek, Bohumil (1901–1972), tschechoslowakischer Motorrad- und Autorennfahrer
- Turek, Franciszek (1882–1947), polnischer Maler, Pädagoge und Kunstaktivist
- Turek, Gerald (* 1979), österreichischer MMA-Kämpfer
- Turek, John (* 1983), US-amerikanischer Basketballspieler
- Turek, Jürgen (* 1959), deutscher Politikwissenschaftler
- Turek, Klaus (* 1937), österreichischer Politiker der FPÖ
- Turek, Ludwig (1898–1975), deutscher Schriftsteller
- Turek, Rolf-Michael (* 1949), evangelisch-lutherischer Pfarrer, Bürger- und Menschenrechtler
- Turek, Roman (* 1970), tschechischer Eishockeytorwart
- Turek, Siegwulf (* 1950), österreichischer Regisseur, Bühnenbildner und Projektionsdesigner
- Turek, Svatopluk (1900–1972), tschechoslowakischer Schriftsteller
- Turek, Thomas (* 1961), deutscher Chemieingenieur und Reaktionstechniker
- Turek, Toni (1919–1984), deutscher Fußballtorhüter
- Turek, Zbigniew (1917–1997), polnischer Dichter
- Turekian, Karl Karekin (1927–2013), US-amerikanischer Geochemiker und Geologe
- Turel, Adrien (1890–1957), Schweizer Schriftsteller
- Türel, Menderes (* 1964), türkischer Politiker, Bürgermeister von Antalya
- Türel, Metin (1937–2018), türkischer Fußballtorwart
- Türel, Sudi (1929–2009), türkischer Politiker
- Turel-Welti, Lucie (1895–1988), Schweizer Kunsthandwerkerin und Kunstpädagogin
- Turèll, Dan (1946–1993), dänischer Schriftsteller und Journalist
- Turell, Jane Colman (1708–1735), amerikanische Dichterin
- Turell, Saul J. (1921–1986), US-amerikanischer Drehbuchautor, Filmregisseur, Filmproduzent und Filmeditor
- Türemen, İhsan (1902–1993), türkischer Fußballspieler
- Türemiş, Murat (* 1964), deutscher Fotojournalist
- Turen, Kevin (1979–2023), amerikanischer Filmproduzent
- Turena, José Pedro, uruguayischer Politiker
- Tureniec, Michael (* 1985), schwedischer Pokerspieler
- Turenne, Henri de La Tour d’Auvergne, vicomte de (1611–1675), französischer Heerführer und Marschall von FrankreichHenri de La Tour d’Auvergne, vicomte de Turenne (1611–1675)

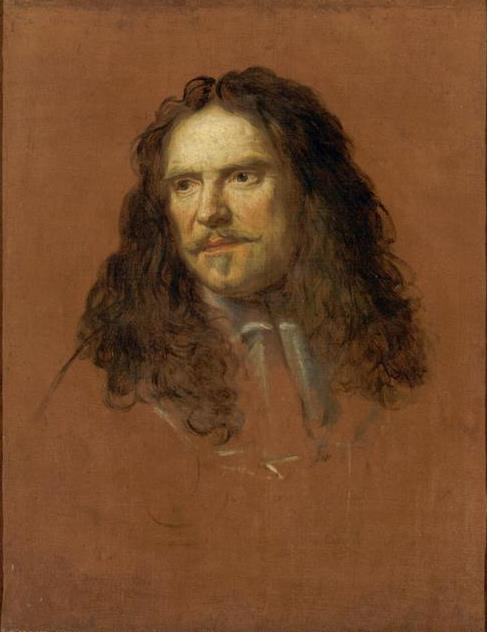
Henri de La Tour d’Auvergne, vicomte de Turenne (1611–1675)

- Turenne, Juan Augusto, uruguayischer Politiker
- Türesan, Hazal (* 1985), türkische Schauspielerin
- Turesson, Göte (1892–1970), schwedischer Botaniker und Evolutionsbiologe
- Turesson, Tom (1942–2004), schwedischer Fußballspieler und -trainer
- Turestedt, Mirja (* 1972), schwedische Schauspielerin
- Türetken, Erdem (* 1979), türkischer Basketballspieler
- Turetta, Consuelo (* 1961), italienische Volleyball- und Beachvolleyballspielerin
- Turetta, Michele (* 1982), italienischer Dartspieler
- Turetzki, Stefanie von (1868–1929), Begründerin des 1. Mädchenlyzeums Österreich-Ungarns in Czernowitz
- Turetzky, Bertram (* 1933), US-amerikanischer Kontrabassist

### Turf
- Turf-De Munter, Georgia (1920–2010), belgische Politikerin
- Turfa, Jean MacIntosh (* 1947), US-amerikanische Klassische Archäologin
- Türfent, Nedim (* 1990), kurdisch-türkischer Journalist

### Turg
- Turgat, Mustafa (1954–2022), türkischer Fußballspieler
- Turgel, Gena (1923–2018), polnisch-britische Autorin und Holocaustüberlebende
- Turgeman, Alon (* 1991), israelischer Fußballspieler
- Turgeman, Dor (* 2003), israelischer Fußballspieler
- Turgenew, Alexander Iwanowitsch (1784–1845), russischer Historiker
- Turgenew, Andrei Wiktorowitsch (* 1989), russischer Biathlet
- Turgenew, Iwan Sergejewitsch (1818–1883), russischer SchriftstellerIwan Sergejewitsch Turgenew (1818–1883)

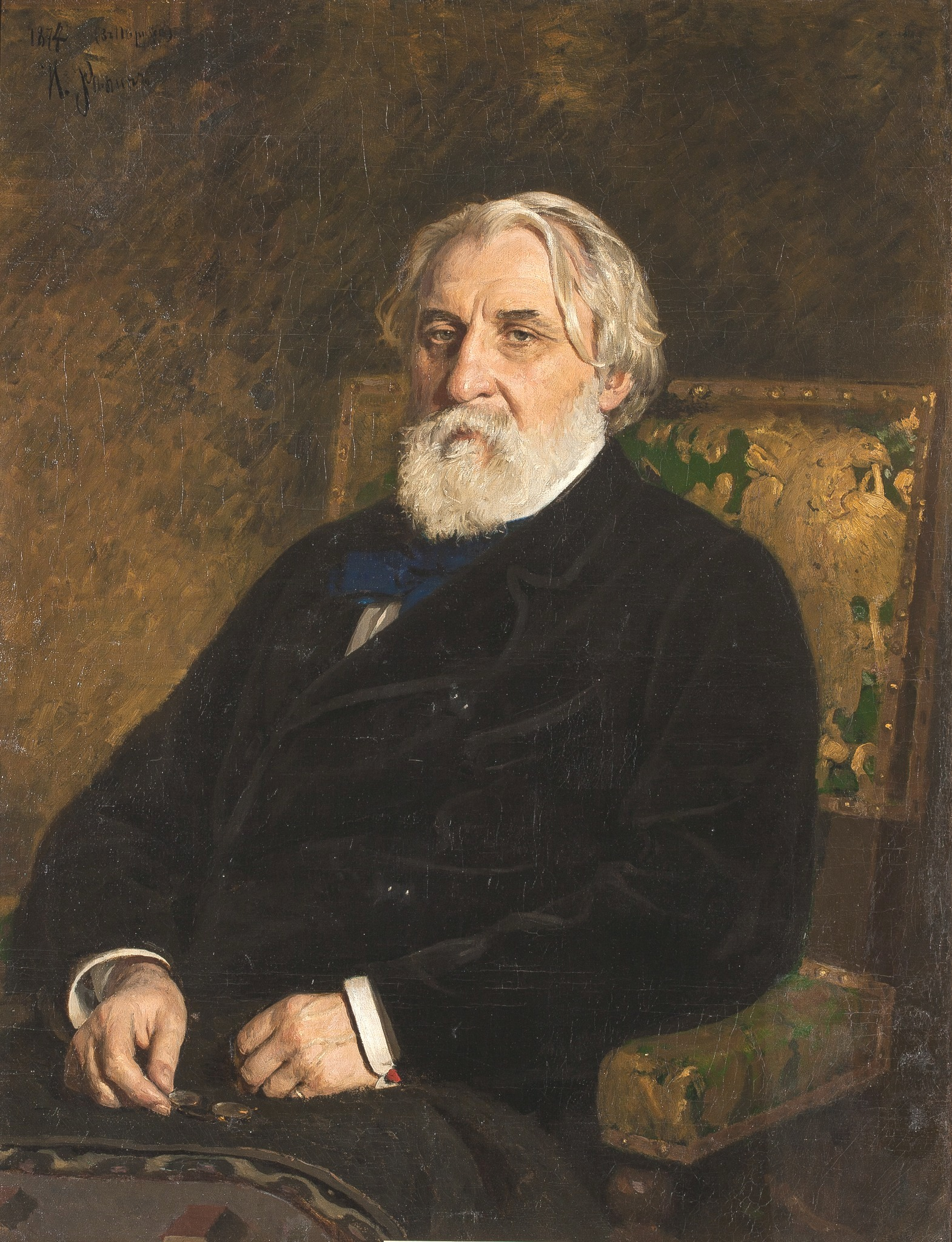
Iwan Sergejewitsch Turgenew (1818–1883)

- Turgenew, Nikolai Iwanowitsch (1789–1871), russischer Wirtschaftswissenschaftler, Staatsrechtler und Publizist
- Turgenieff, Assja (1890–1966), russisch-schweizerische Grafikerin, Glaskünstlerin, Eurythmistin und Anthroposophin
- Turgeon, Dominic (* 1996), kanadisch-US-amerikanischer Eishockeyspieler
- Turgeon, Frederick King (1901–1987), US-amerikanischer Romanist
- Turgeon, Maria Gracia, kanadische Filmproduzentin
- Turgeon, Mathieu (* 1979), kanadischer Trampolinturner
- Turgeon, Mélanie (* 1976), kanadische Skirennläuferin
- Turgeon, Pierre (* 1969), kanadischer Eishockeyspieler und -trainer
- Turgeon, Sylvain (* 1965), kanadischer Eishockeyspieler
- Turges, Edmund, englischer Komponist
- Turgesius († 845), Normanne
- Turghymbajew, Jerlan (* 1962), kasachischer Politiker
- Turgis, Anthony (* 1994), französischer RadrennfahrerAnthony Turgis (* 1994)

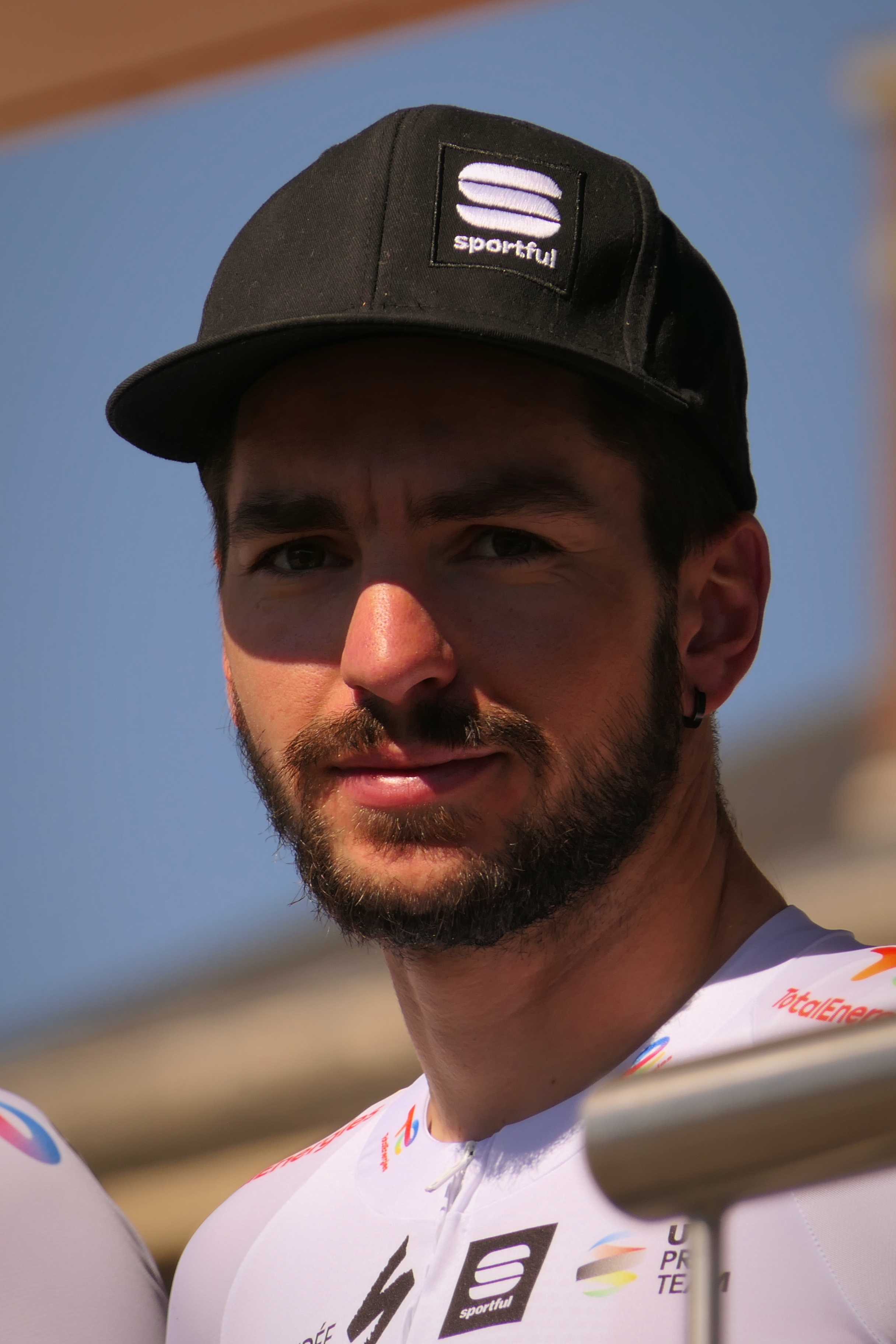
Anthony Turgis (* 1994)

- Turgis, Jimmy (* 1991), französischer Radrennfahrer
- Turgoose, Thomas (* 1992), britischer Schauspieler
- Turgot, Anne Robert Jacques (1727–1781), französischer Staatsmann und Ökonom der Vorklassik
- Turgot, Sébastien (* 1984), französischer Radrennfahrer
- Turgunalijew, Toptschubek (* 1941), kirgisischer Politiker
- Turgut Reis († 1565), Freibeuter und osmanischer Admiral, Bei von TunisTurgut Reis († 1565)

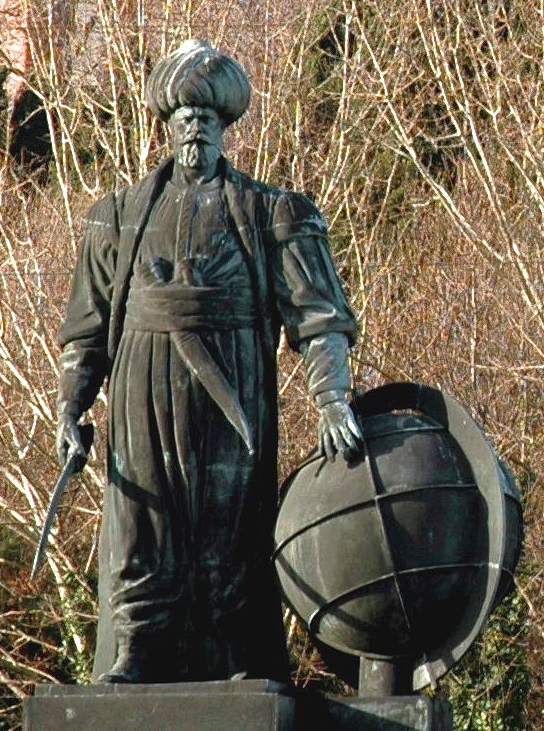
Turgut Reis († 1565)

- Turgut, Fatma (* 1984), türkische Pop-Rocksängerin
- Turgut, Mehmet (1979–2004), kurdischer Verkäufer; Opfer des NSU
- Turgut, Sabri (* 1987), türkischer Fußballspieler
- Turgut, Turhan Alper (* 1995), türkischer Fußballspieler

### Turh
- Turhan Sultan († 1683), Gemahlin des osmanischen Sultans İbrahim und als Mutter von Mehmed IV. auch Valide Sultan
- Turhan, Evren (* 1974), türkischer Fußballspieler
- Turhan, Mehmet Cahit (* 1960), türkischer Politiker
- Turhan, Olcay (* 1988), deutsch-türkischer Fußballspieler
- Turhan, Serpil (* 1979), deutsche Regisseurin und Schauspielerin
- Turhan, Sinan (* 1958), türkischer Fußballspieler
- Turhan, Su (* 1966), türkischstämmiger deutscher Filmregisseur, Drehbuchautor, Produzent und Schriftsteller
- Turhan, Tugra (* 2007), Schweizer Fussballspieler

### Turi
- Turi, Johan (1854–1936), samischer Schriftsteller
- Turi, Julian (* 2001), österreichischer Fußballspieler
- Turi, Peter (* 1961), deutscher Journalist und Verleger
- Turi, Reelika (* 1989), estnische Fußballschiedsrichterin
- Turia, Tariana (1944–2025), neuseeländische Politikerin und Gründungsmitglied der Māori Party
- Turiaf, Ronny (* 1983), französischer Basketballspieler
- Turiansky, Wladimir (1927–2015), uruguayischer Politiker
- Turibius von Astorga, Bischof
- Turić, Jure (1861–1944), Pädagoge und Schriftsteller
- Turij, Oleh (* 1964), ukrainischer Historiker
- Turijewa, Tima Budsijewna (* 1992), russische Gewichtheberin
- Turilin, Alexander Wassiljewitsch (* 1961), russischer Konteradmiral
- Turilli, Luca (* 1972), italienischer Gitarrist und Metal-MusikerLuca Turilli (* 1972)

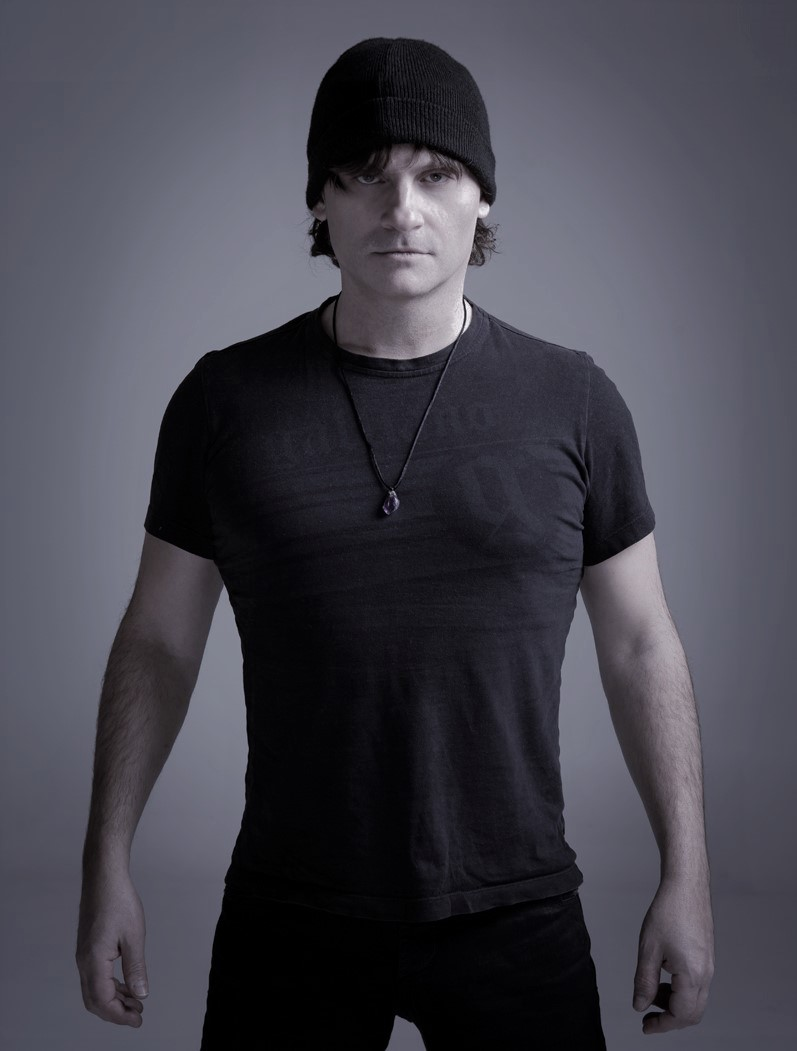
Luca Turilli (* 1972)

- Turilli, Max (1928–2006), italienischer Schauspieler und Synchronsprecher
- Turin Nielsen, Niels (1887–1964), dänischer Turner
- Turin, Luca (* 1953), italienischer Biophysiker und Autor
- Turin, Wiktor Alexandrowitsch (1895–1945), russischer Filmregisseur
- Turina, Ivan (1980–2013), kroatischer Fußballspieler
- Turina, Joaquín (1882–1949), spanischer Komponist
- Turines, Georges (1895–1979), französischer Politiker, Mitglied der Nationalversammlung
- Turinetti de Prié, Ercole (1658–1726), habsburgischer Statthalter
- Turing, Alan (1912–1954), britischer Logiker, Mathematiker und KryptoanalytikerAlan Turing (1912–1954)

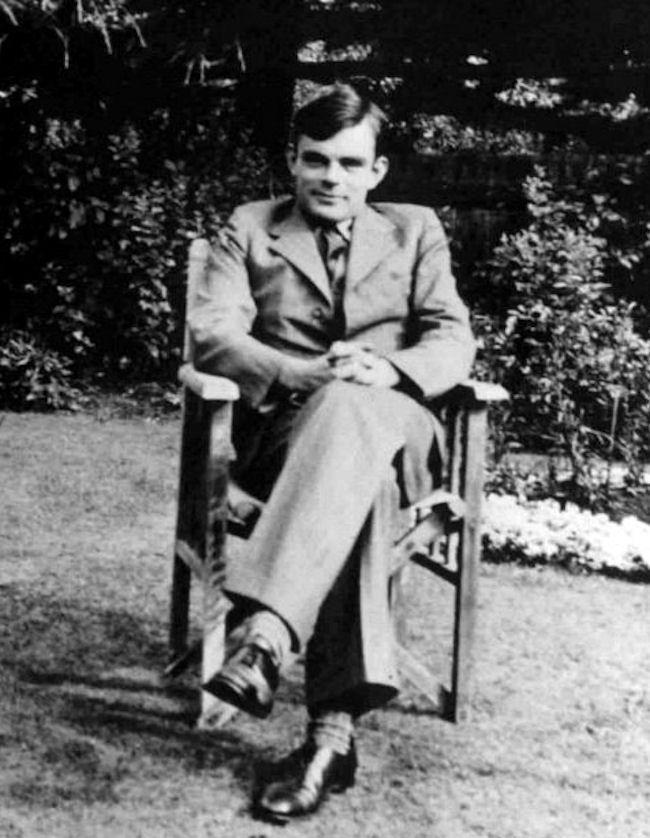
Alan Turing (1912–1954)

- Turing, Dermot (* 1961), britischer Anwalt, Autor und Historiker
- Turing, Ethel Sara (1881–1976), Mutter und Biografin von Alan Turing
- Turini, Francesco († 1656), italienischer Komponist und Organist
- Turini, Gino, italienischer Schauspieler, Filmproduzent und Drehbuchautor
- Turini, Norbert (* 1954), französischer Geistlicher, römisch-katholischer Erzbischof von Montpellier
- Turini, Ronald (* 1934), kanadischer Pianist und Musikpädagoge
- Turini, Simona (* 1981), deutsche Phantastik-Autorin
- Turiño, Jesús Jet (* 1966), schweizerisch-spanischer Musiker
- Turischtschew, Maxim Rimowitsch (* 2002), russischer Fußballspieler
- Turischtschewa, Ljudmila Iwanowna (* 1952), sowjetische TurnerinLjudmila Iwanowna Turischtschewa (* 1952)
- Turisind, König der Gepiden

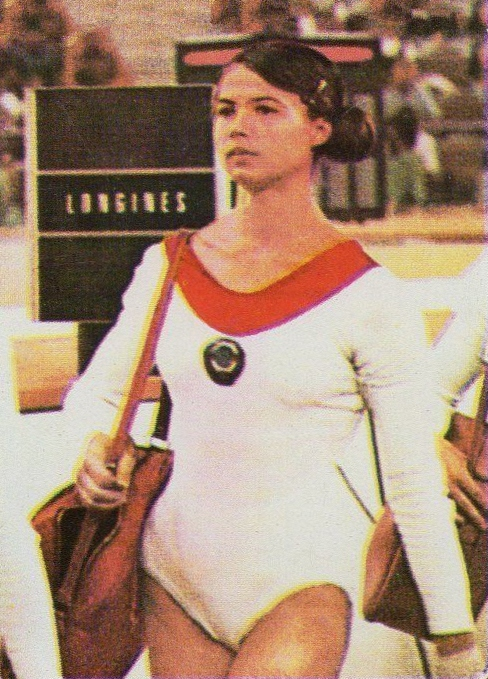
Ljudmila Iwanowna Turischtschewa (* 1952)

- Turisini, Valentina (* 1969), italienische Sportschützin
- Turitz, Herman Gustaf (1884–1957), schwedischer Einzelhandelsunternehmer
- Turizo, Manuel (* 2000), kolumbianischer Sänger

### Turj
- Turjman, Jad (1989–2022), syrisch-österreichischer Schriftsteller und Comedian

### Turk
- Türk, Ahmet (* 1942), kurdischer Politiker in der Türkei
- Türk, Alexander (* 2001), deutscher Kinderdarsteller
- Turk, Aljoša (* 1989), slowenischer Badmintonspieler
- Turk, Anton (1868–1940), Orgelbauer
- Turk, Armin (1943–2013), deutscher Maler
- Türk, Carl (1838–1890), deutscher Arzt und Stadtphysicus
- Turk, Christian (* 1973), deutscher Comiczeichner, Illustrator und Buchautor
- Türk, Daniel Gottlob (1750–1813), deutscher Organist, Musiktheoretiker und Komponist
- Türk, Danilo (* 1952), slowenischer Jurist, Diplomat und Politiker
- Türk, Dilara (* 1996), deutsch-türkische Fußballspielerin
- Türk, Emmy (1834–1900), deutsche Autorin
- Türk, Eray (* 1986), türkischer Schauspieler
- Türk, Ernst (1923–1986), deutscher Landrat (SPD)
- Türk, Erwin (* 1934), deutscher Fußballspieler und -trainer
- Turk, Gavin (* 1967), britischer Künstler und Bildhauer
- Türk, Georg (* 1958), deutscher Musiker und Tontechniker
- Türk, Gerd, deutscher Sänger (Tenor)
- Türk, Gustav (1870–1948), deutscher Klassischer Philologe, Klassischer Archäologe, Bibliothekar und Gymnasiallehrer
- Türk, Hasan (* 1993), türkischer Fußballspieler
- Türk, Helmut (1920–2008), deutscher Diplomat
- Türk, Helmut (* 1941), österreichischer Jurist und Diplomat, ehemaliger Richter am Internationalen Seegerichtshof
- Türk, Henning (* 1974), deutscher Historiker
- Türk, Hikmet Sami (* 1935), türkischer Rechtswissenschaftler und Politiker (DSP)
- Turk, Horst (1935–2008), deutscher Literaturwissenschaftler und Hochschullehrer
- Türk, Hubert (1925–2011), deutscher Politiker (CDU), MdL
- Türk, Jakob von (1826–1912), deutscher, katholischer Hofgeistlicher in Bayern
- Türk, Johann Baptist (1775–1841), österreichischer Freiheitskämpfer
- Türk, Johann Nikolaus (1872–1942), deutscher Maler
- Turk, Josef (1895–1951), jugoslawischer römisch-katholischer Prälat, Theologe und Kirchenhistoriker
- Türk, Jürgen (* 1947), deutscher Politiker (FDP), MdB
- Türk, K. H. (1928–2001), deutscher Maler und Bildhauer
- Türk, Karl (1800–1887), deutscher Rechtswissenschaftler, Historiker und Politiker
- Türk, Karl (1840–1908), österreichischer Arzt und Politiker
- Türk, Karl Heinz (1926–2019), deutscher Heimatforscher und BuchautorKarl Heinz Türk (1926–2019)

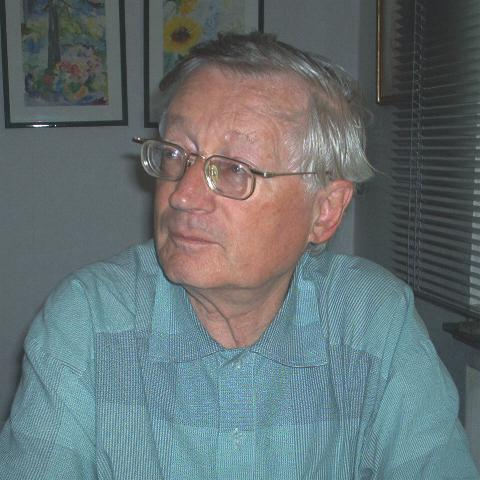
Karl Heinz Türk (1926–2019)

- Türk, Klaus (1944–2023), deutscher Sozialwissenschaftler
- Türk, Marianne (1914–2003), österreichische Kinderärztin und an Verbrechen im Rahmen der Kinder-Euthanasie beteiligt
- Türk, Markus (* 1962), deutscher Musiker
- Türk, Oğuzhan (* 1986), niederländisch-türkischer Fußballspieler
- Türk, Onur (* 1988), türkischer Fußballspieler
- Türk, Oskar (1893–1978), deutscher Politiker (FDP), MdL
- Türk, Paula (* 1881), deutsche Chemikerin und Politikerin (SPD), MdL
- Türk, Rainer (1934–2020), deutscher Buchautor
- Turk, Riad al- (1930–2024), syrischer Demokratieaktivist
- Türk, Richard (1903–1984), deutscher Politiker (NSDAP), MdR, MdL, SS-Hauptsturmführer
- Turk, Rifaat (* 1954), israelischer Fußballspieler, Fußballtrainer und Kommunalpolitiker
- Turk, Roy (1892–1934), amerikanischer Liedtexter
- Türk, Titus (1868–1952), deutscher Konteradmiral
- Türk, Tuğba Melis (* 1990), türkische Schauspielerin und Model
- Türk, Ulrich (* 1955), deutscher Gitarrist, Komponist, Liedermacher, Radiomoderator und Fachbuchautor
- Türk, Volker (* 1965), österreichischer Jurist und Funktionär der Vereinten NationenVolker Türk (* 1965)

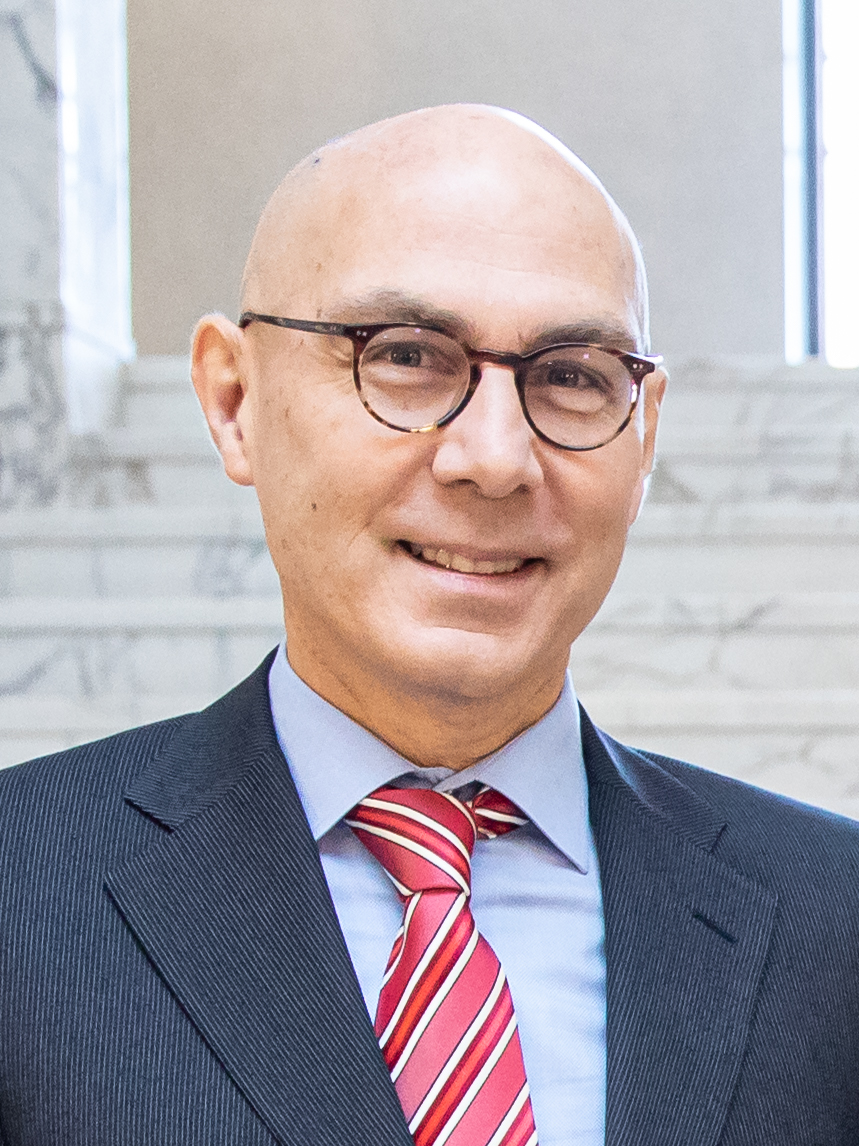
Volker Türk (* 1965)

- Türk, Werner (1901–1986), deutscher Schriftsteller, Emigrant in der Zeit des Nationalsozialismus
- Turk, Wilfried (1941–2012), deutscher Architekt
- Türk, Wilhelm (1871–1916), österreichischer Hämatologe
- Türk, Wilhelm von (1774–1846), deutscher Pädagoge, Jurist, Kartograf, Verleger
- Turk, Wilhelmina den (1908–1937), niederländische Schwimmerin
- Turk, Žiga (* 1962), slowenischer Minister
- Türk-Nachbaur, Derya (* 1973), deutsche Politikerin (SPD)Derya Türk-Nachbaur (* 1973)

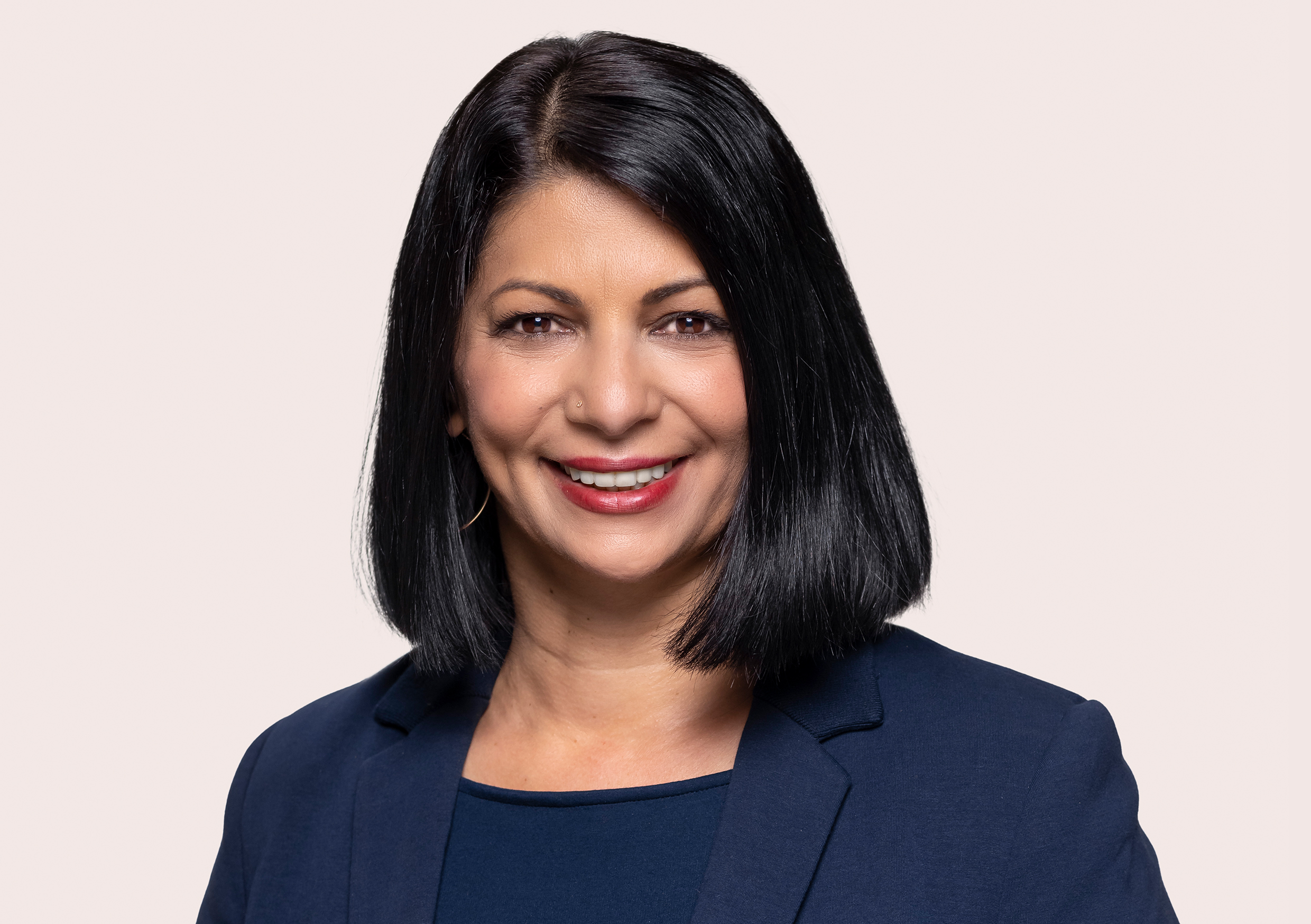
Derya Türk-Nachbaur (* 1973)

- Turkali, Julia (* 1990), deutsche Schauspielerin
- Türkali, Vedat (1919–2016), türkischer Schriftsteller
- Turkalj, Dave (* 1966), Schweizer Kickboxer und Kickboxtrainer
- Türkan, Ali (* 1987), türkischer Fußballtorhüter
- Türkan, Derya (* 1973), türkischer Kemençespieler
- Turkat, Andreas (1961–2008), deutscher Politiker (SPD), MdHB
- Türkay, İnci (* 1972), türkische Schauspielerin
- Türkay, Michael (1948–2015), deutscher Zoologe und Meeresforscher
- Türkay, Tuvana (* 1990), türkische Schauspielerin
- Türkcan, Mirsad (* 1976), türkischer Basketballspieler
- Türkdemir, Alihan (* 2009), türkischer Kinderdarsteller
- Türkdoğan, Göksu (* 1985), türkischer Fußballspieler
- Türke, Georg (1593–1678), deutscher Jurist und Bürgermeister von Hannover, Respondent der Universität Rostock
- Türke, Georg (1884–1972), deutscher Bildhauer
- Türke, Kurt (1920–1984), deutscher Schriftsteller
- Turkel, Ann (* 1946), US-amerikanische SchauspielerinAnn Turkel (* 1946)

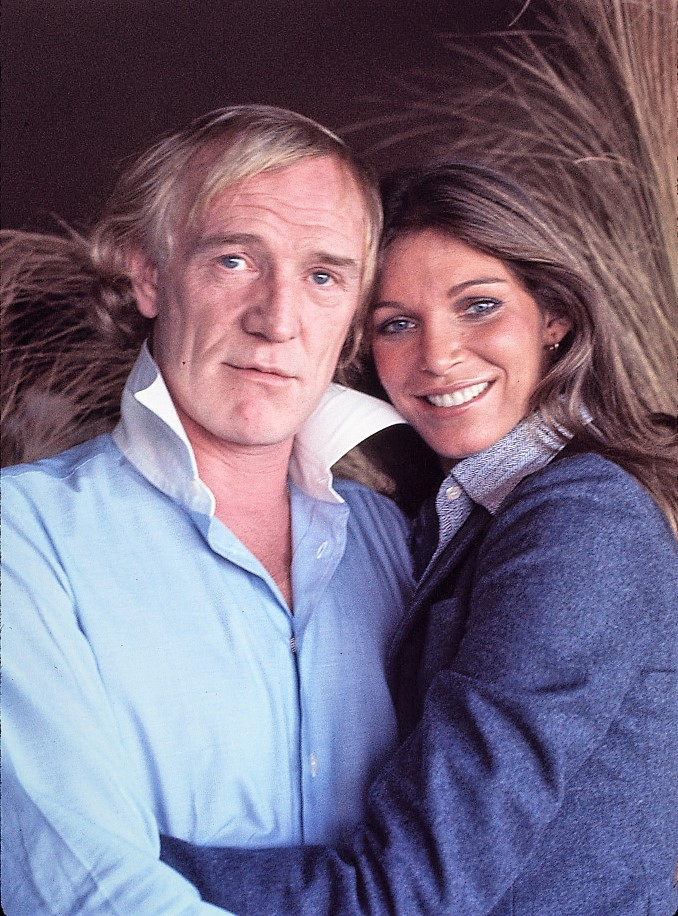
Ann Turkel (* 1946)

- Turkel, Henry (1903–1992), US-amerikanischer Arzt und Wissenschaftler
- Turkel, Joe (1927–2022), US-amerikanischer Schauspieler
- Türkel, Siegfried (1875–1933), österreichischer Kriminalist
- Türkeli-Dehnert, Gonca (* 1975), deutsche Verwaltungsjuristin, Ministerial- und politische Beamtin
- Turken, Henricus (1791–1856), niederländischer Maler und Radierer
- Türker, Berç Keresteciyan (1870–1949), türkischer Bankier und Politiker
- Türker, Dilek (* 1945), türkische Schauspielerin
- Türker, Gözde (* 1995), türkische Schauspielerin
- Türker, Masum (* 1951), türkischer Politiker (DSP)
- Türker, Mert Naci (* 1998), türkischer Tennisspieler
- Türker, Suat (1976–2023), deutsch-türkischer Fußballspieler
- Türker, Taner, türkischer Cellist
- Türkeri, Haluk (* 1986), türkischer Fußballspieler
- Türkeri, Sercan (* 1989), türkischer Fußballspieler
- Turkes, Aldin (* 1996), schweizerisch-bosnischer Fussballspieler
- Türkeş, Alparslan (1917–1997), neofaschistischer, rechtsextremer türkischer Politiker, ehemaliger Oberst und Gründer der Partei der Nationalistischen Bewegung (MHP)Alparslan Türkeş (1917–1997)

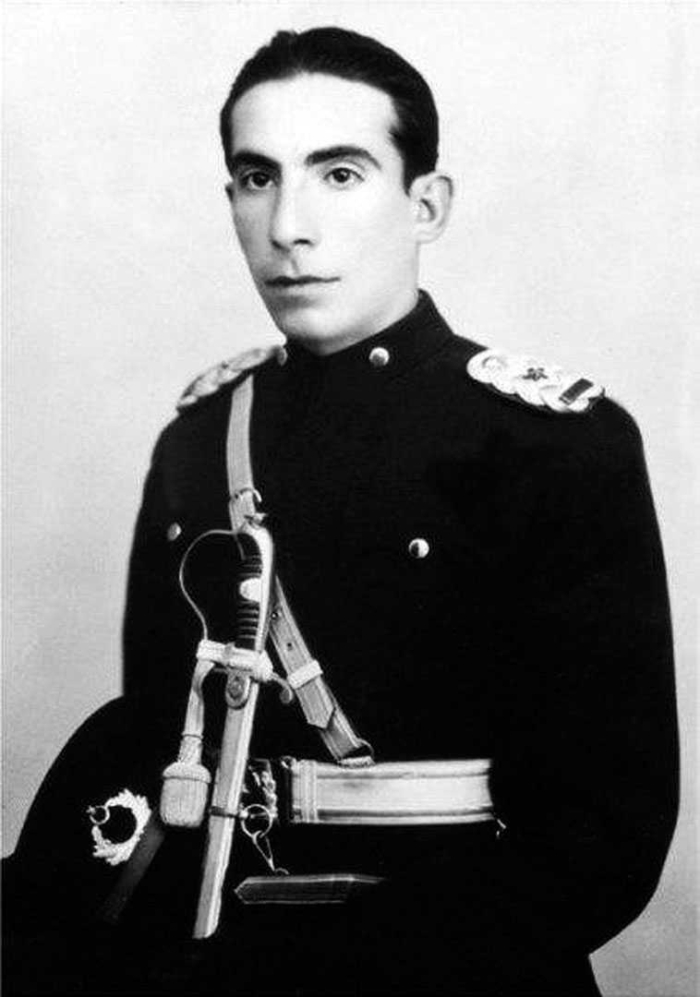
Alparslan Türkeş (1917–1997)

- Türkeş, Yıldırım Tuğrul (* 1954), türkischer Politiker und Parlamentsabgeordneter der MHP
- Turketel (907–975), Ratsmitglied unter vier englischen Königen und Abt im Kloster Croyland
- Turkevich, Anthony L. (1916–2002), US-amerikanischer Chemiker
- Turkewytsch, Mychajlo (1953–2003), ukrainischer Bergsteiger
- Turkewytsch, Stefanija (1898–1977), ukrainische Komponistin, Pianistin und Musikwissenschaftlerin
- Türkgeldi, Bekir (1935–2013), türkischer Fußballspieler
- Türkgüler, Bilal (* 1984), türkischer Fußballspieler
- Türkheim, Hans (1889–1955), deutsch-britischer Zahnmediziner
- Türkheimer, Max (1860–1936), deutscher Ingenieur und Unternehmer
- Turki Al Saud (1755–1834), Imam der Wahhabiten
- Turki Al-Sheikh (* 1981), saudischer Geschäftsmann und Sportfunktionär
- Turki bin Abdulaziz (1900–1919), Ältester Sohn des Königs Abdulaziz von Saudi-Arabien
- Turki bin Abdulaziz, Faisal (1920–1968), saudischer Innenminister, ältester Enkel des Königs Abdulaziz von Saudi-Arabien
- Turki bin Abdullah (* 1971), saudi-arabischer Prinz
- Turki bin Hathloul (* 1988), saudi-arabischer Politiker und Mitglied der Saudi-Dynastie
- Turki bin Mohammed (* 1979), saudi-arabischer Politiker und Mitglied des Hauses Saud
- Turki bin Talal Al Saud, saudi-arabischer Prinz und Politiker
- Turki ibn Abd al-Aziz (1934–2016), saudi-arabischer Prinz und Geschäftsmann
- Turki ibn Faisal (* 1945), saudi-arabischer GeheimdienstchefTurki ibn Faisal (* 1945)

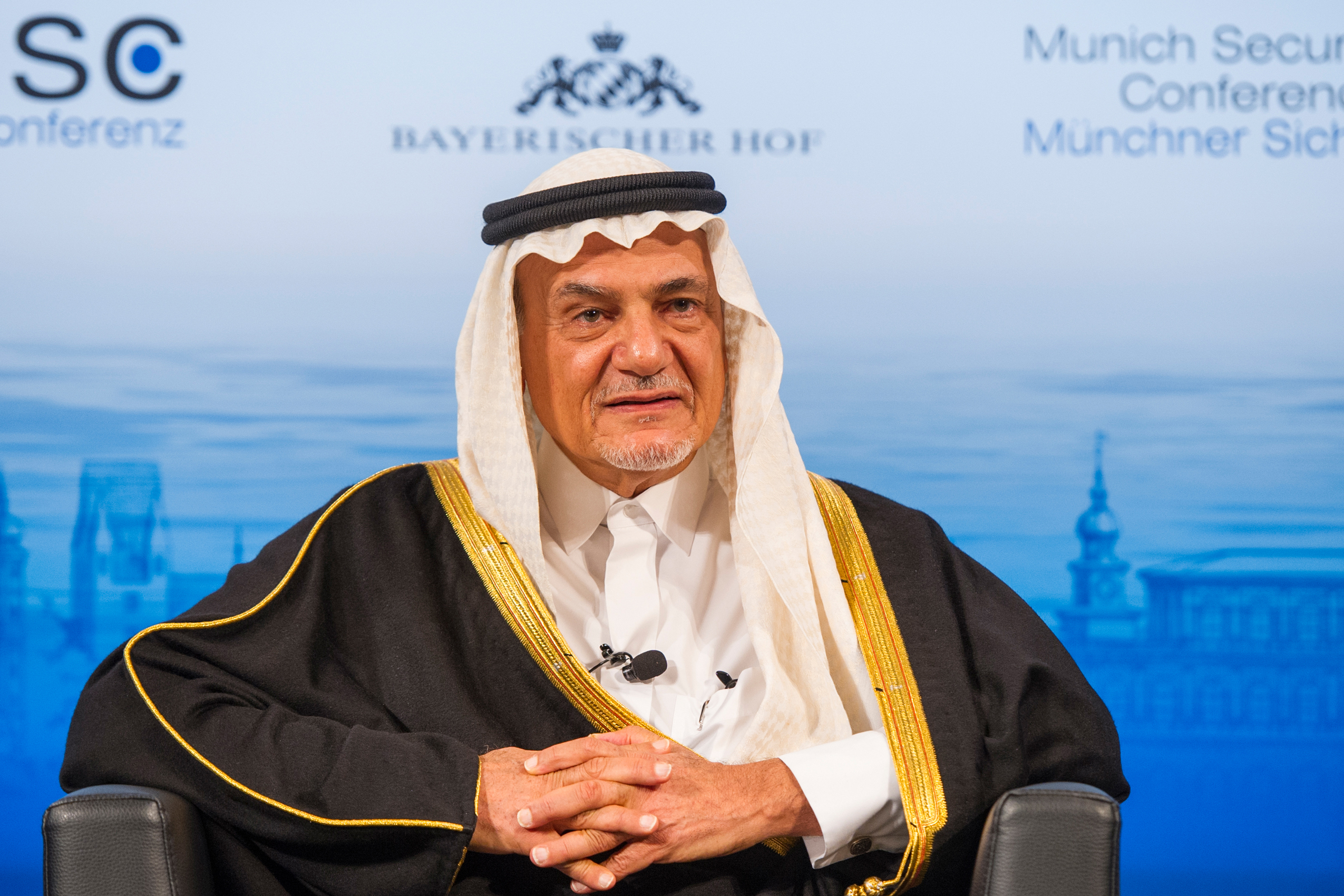
Turki ibn Faisal (* 1945)

- Turki ibn Said (1832–1888), Sultan von Maskat und Oman
- Turkia, Giorgi (* 1972), georgischer Handballspieler
- Turkiewicz, Ola, polnisch-kanadische Jazzmusikerin (Gesang, Komposition)
- Turkington, Colin (* 1982), britischer Rennfahrer
- Turkka, Jouko (1942–2016), finnischer Theaterregisseur
- Turkka, Rolf (1915–1989), finnischer Segler
- Turkka, Sirkka (1939–2021), finnische Dichterin
- Türkkan, Murat (* 1983), türkischer Fußballspieler
- Türkkan, Ömer Fahrettin (1868–1948), osmanischer Offizier und türkischer DiplomatÖmer Fahrettin Türkkan (1868–1948)

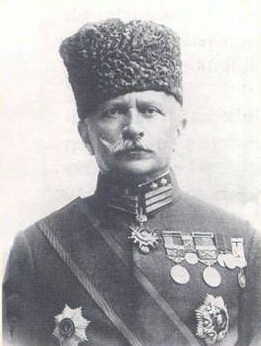
Ömer Fahrettin Türkkan (1868–1948)

- Turkki, Tero (1978–2015), finnischer Skispringer
- Turkkila, Juulia (* 1994), finnische Eiskunstläuferin
- Turkle, Sherry (* 1948), US-amerikanische Psychologin
- Türkler, Kemal (1926–1980), türkischer sozialistischer Gewerkschaftsführer
- Türklitz, Arno (1911–1993), deutscher Möbelhändler und Mäzen
- Turkmani, Abu Muslim al- († 2015), irakischer Geheimdienstmitarbeiter, Person des Islamischen Staates
- Turkmani, Hasan (1935–2012), syrischer Politiker
- Türkmehmet, Mehmet (* 1980), türkischer Fußballspieler
- Türkmen, Barış (* 1993), türkischer Fußballtorhüter
- Türkmen, Cem (* 2002), türkisch-deutscher Fußballspieler
- Türkmen, Doğa (* 2002), türkische Tennisspielerin
- Türkmen, Ekin (* 1984), türkische Schauspielerin
- Türkmen, Esra (* 2002), türkische Speerwerferin
- Türkmen, Gökhan (* 1983), türkischer Popmusiker
- Türkmen, Hüseyin (* 1998), türkischer Fußballspieler
- Türkmen, Ibrahim (* 1973), deutscher Fußballspieler
- Türkmen, İlter (1927–2022), türkischer Politiker
- Türkmen, Kazım (* 1972), türkischer Theologe und Vorsitzender der Türkisch-Islamischen Union der Anstalt für Religion (DİTİB)
- Türkmen, Mehmet Kaan (* 2000), türkischer Fußballspieler
- Türkmen, Muhammed (* 1986), türkischer Fußballspieler
- Türkmen, Seda (* 1987), türkische Schauspielerin
- Türkmen, Selin, türkische Schauspielerin und Synchronsprecherin
- Türkmen, Tayfun (* 1978), türkischer Fußballspieler und -trainer
- Turko, Mohammed Abdul Rahman, syrischer Minister für Bildung
- Türkoğlu, Başak (* 1968), türkische Diplomatin
- Türkoğlu, Hidayet (* 1979), türkischer BasketballspielerHidayet Türkoğlu (* 1979)

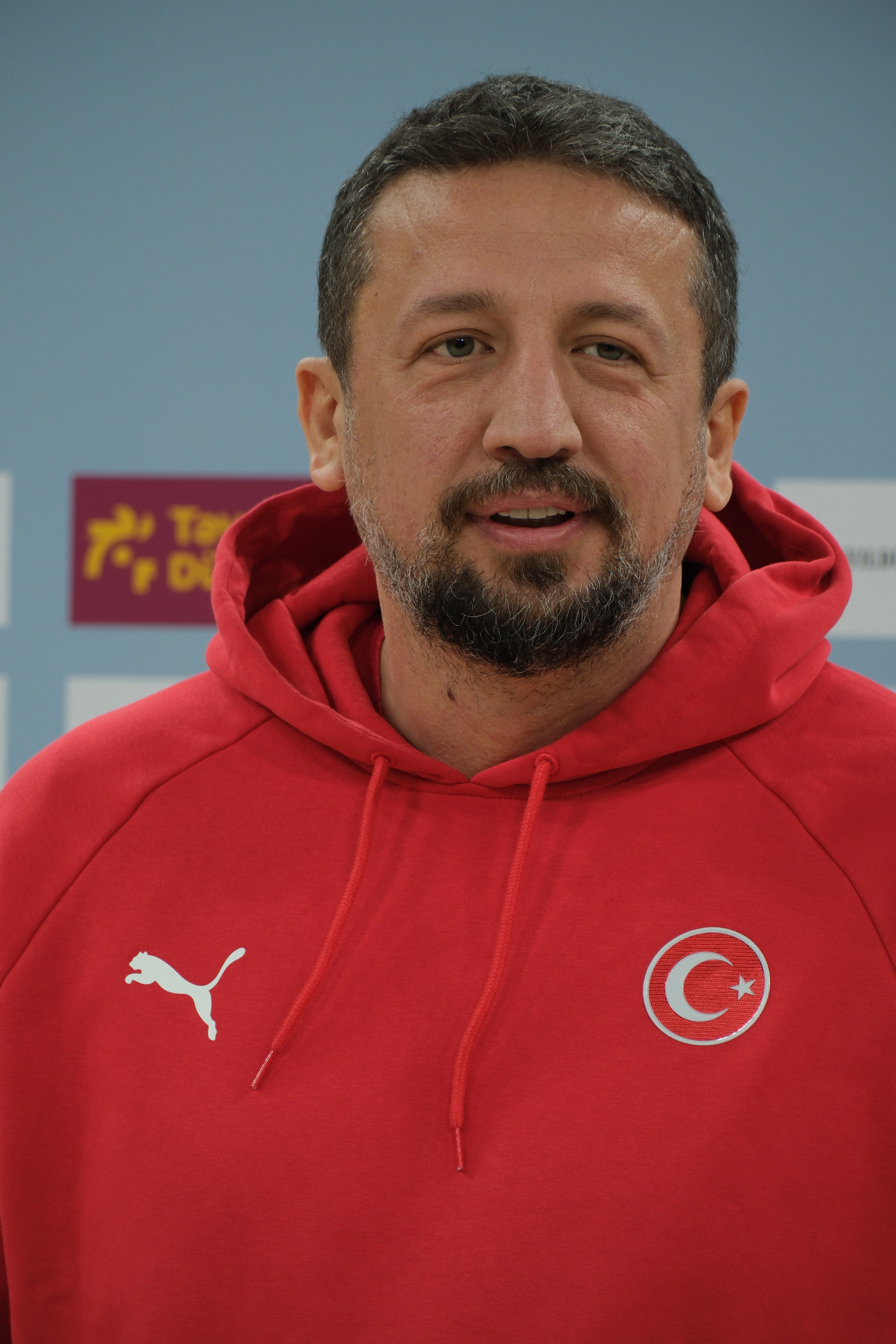
Hidayet Türkoğlu (* 1979)

- Türkoğlu, Mercan (* 2005), Kinderdarstellerin
- Türkoğlu, Sıla (* 1999), türkische Schauspielerin
- Turkonjak, Raimond (* 1949), ukrainischer Theologe und Bibelübersetzer
- Turković, Almir (* 1970), bosnisch-herzegowinischer Fußballspieler
- Turković, Bisera (* 1954), bosnische Diplomatin und Politikerin
- Turković, Josip (1936–1982), jugoslawischer Maler und Grafiker
- Turković, Ksenija (* 1964), kroatische Juristin und Richterin am Europäischen Gerichtshof für Menschenrechte
- Turković, Milan (* 1939), österreichischer Fagottist
- Turković, Nika (* 1995), kroatische Sängerin
- Turković, Petar (* 1997), kroatischer Fußballspieler
- Turković-Wendl, Ingrid (* 1940), österreichische Eiskunstläuferin, Fernsehmoderatorin und Politikerin (ÖVP), Abgeordnete zum NationalratIngrid Turković-Wendl (* 1940)

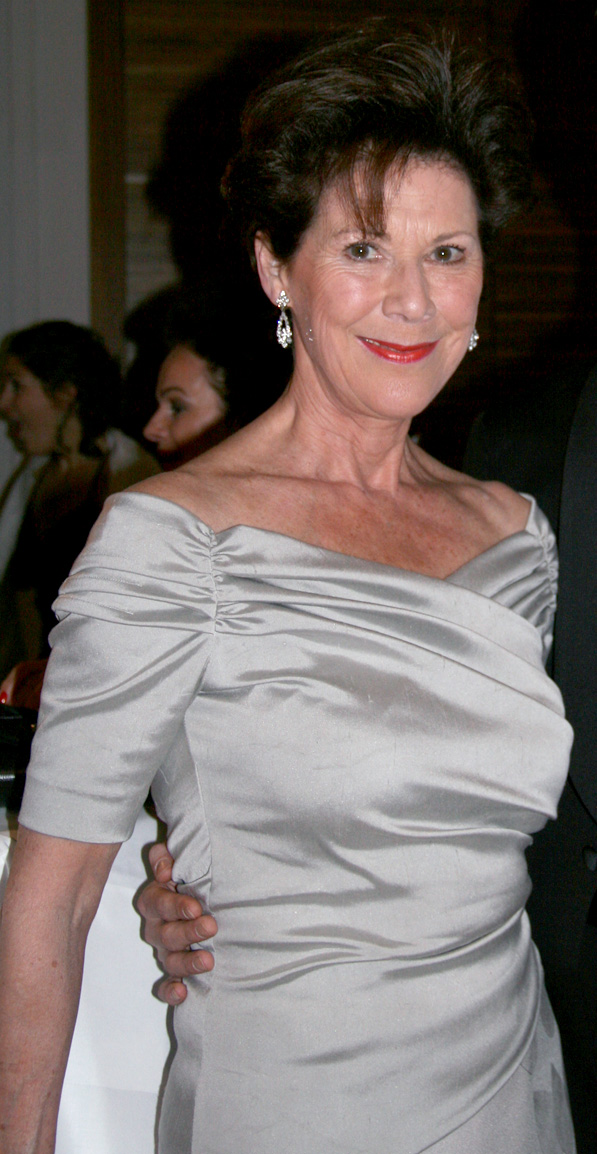
Ingrid Turković-Wendl (* 1940)

- Turkow, Jonas (1898–1988), jüdisch-polnischer Schauspieler
- Türkow, Nikolaus, deutscher Jurist und Ratssekretär der Hansestadt Rostock
- Turkowski, Einar (* 1972), deutscher Bilderbuchillustrator
- Turkowski, Michał (* 1982), polnischer Poolbillardspieler
- Türkowsky, Frank (* 1959), deutscher Funktionär und Pädagoge
- Türköz, Metin (1937–2022), deutscher Liedermacher türkischer Herkunft
- Türköz, Saadet (* 1961), kasachisch-türkische Sängerin (Jazz, Neue Musik)
- Türks, Kathrin (1921–1983), Intendantin
- Türksever, Nicolas Fethi (* 1989), deutsch-türkischer Schauspieler
- Turksma, Bep (1917–1987), niederländisches Mitglied des Widerstandes gegen die deutschen Besatzung der Niederlande im Zweiten Weltkrieg
- Turkson, Peter (* 1948), ghanaischer Theologe, Kurienkardinal der römisch-katholischen Kirche
- Türksoy, Mevlüt (* 1976), türkischer Wirtschaftsingenieur und Unternehmer
- Turku, Fjoralba (* 1983), albanische Jazzmusikerin (Gesang, Komposition)
- Turku, Rudens (* 1978), albanisch-deutscher Violinist, der in München lebt
- Türkyılmaz, Beyzanur (* 2001), türkische Handball- und Beachhandballspielerin
- Türkyılmaz, İzzet (* 1990), türkischer Basketballspieler
- Türkyılmaz, Kubilay (* 1967), türkisch-schweizerischer FussballspielerKubilay Türkyılmaz (* 1967)

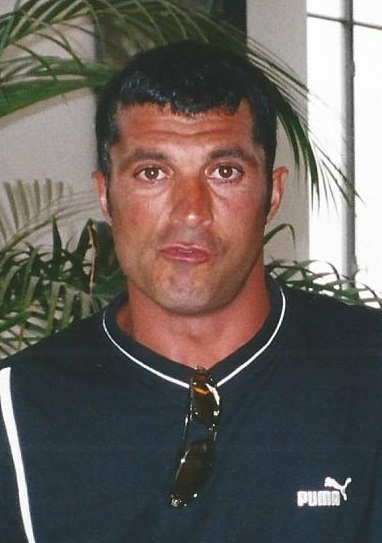
Kubilay Türkyılmaz (* 1967)

### Turl
- Turland, Heather (* 1960), australische Marathonläuferin
- Turlay, René (1932–2002), französischer Physiker
- Türler, Andres (* 1957), Schweizer Politiker (FDP)
- Türler, Franz, Schweizer Ruderer
- Türler, Heinrich (1861–1933), Schweizer Historiker und Hochschullehrer
- Turler, Michel (1944–2010), Schweizer Eishockeyspieler
- Türler, Peter (1934–2022), deutscher Architekt
- Turley, Bernhard (1831–1908), deutscher Bergbaubeamter
- Turley, Francis (* 2006), nordirischer Fußballspieler
- Turley, Johann Friedrich (1804–1855), deutscher Orgelbauer
- Turley, Johann Tobias (1773–1829), deutscher Orgelbauer
- Turley, Stan (1921–2014), US-amerikanischer Politiker
- Turley, Thomas B. (1845–1910), US-amerikanischer Politiker (Demokratische Partei)
- Turlier, Georges (* 1931), französischer Kanute
- Turlington, Christy (* 1969), US-amerikanisches FotomodellChristy Turlington (* 1969)
- Turlure, Philippe, Szenenbildner

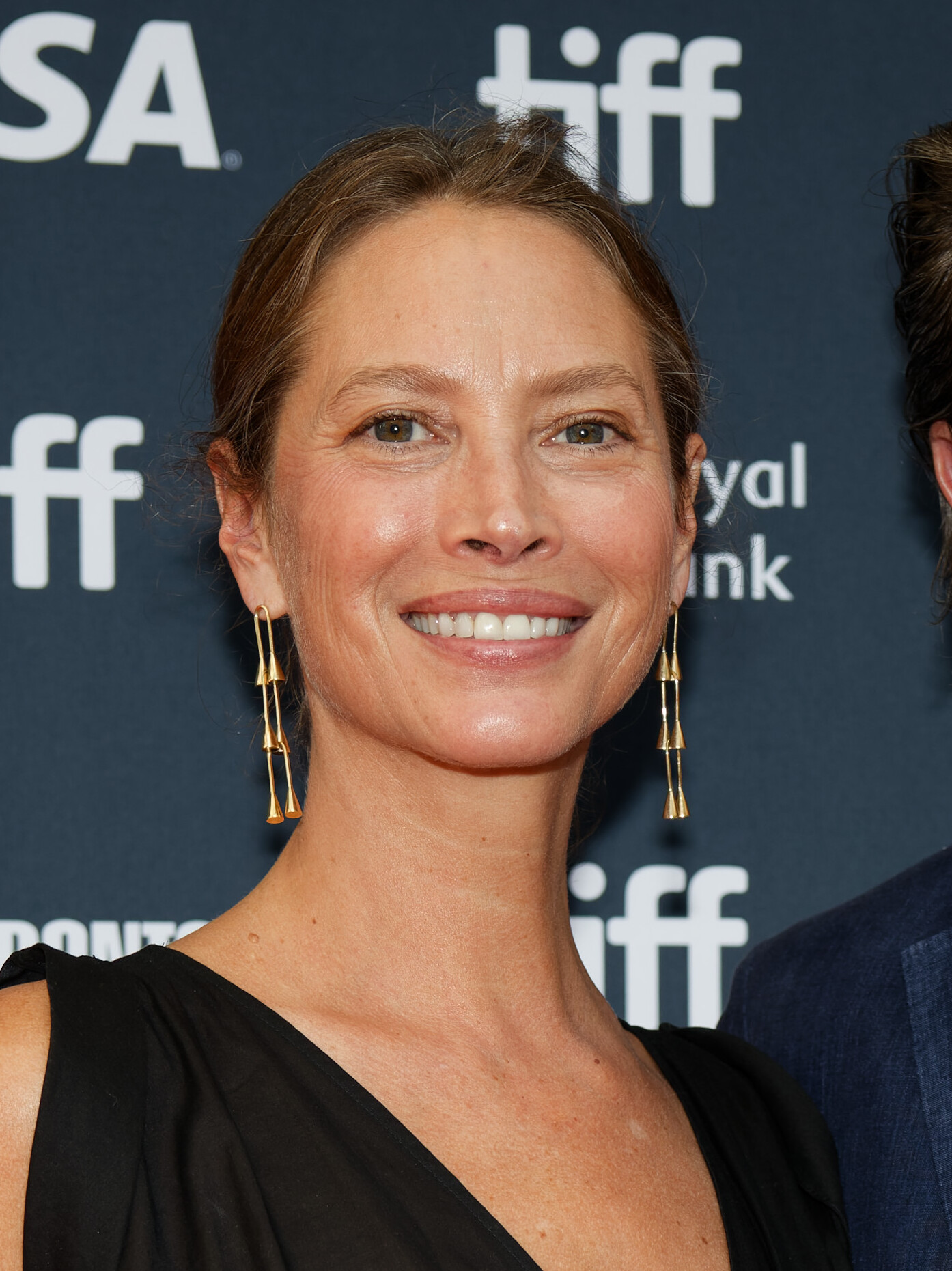
Christy Turlington (* 1969)

- Turlychanow, Däulet (* 1963), sowjetischer bzw. kasachischer Ringer

### Turm
- Turman, George (1928–2008), US-amerikanischer Politiker
- Turman, Glynn (* 1947), US-amerikanischer Schauspieler
- Turman, Lawrence (1926–2023), US-amerikanischer Film- und Fernsehproduzent
- Turmanidse, Irakli (* 1984), georgischer Gewichtheber
- Turmel, Joseph (1859–1943), französischer Modernist und Historiker für Dogmatik
- Turmel, Lucy (* 1999), englische Squashspielerin
- Turmel, Nycole (* 1942), kanadische Politikerin
- Türmen, Rıza (* 1941), türkischer Richter, Diplomat und Politiker
- Türmer, Ewald (* 1960), österreichischer Fußballspieler
- Türmer, Karl (1824–1900), deutscher Forstmann
- Türmer, Philipp (* 1996), deutscher Politiker (SPD)Philipp Türmer (* 1996)

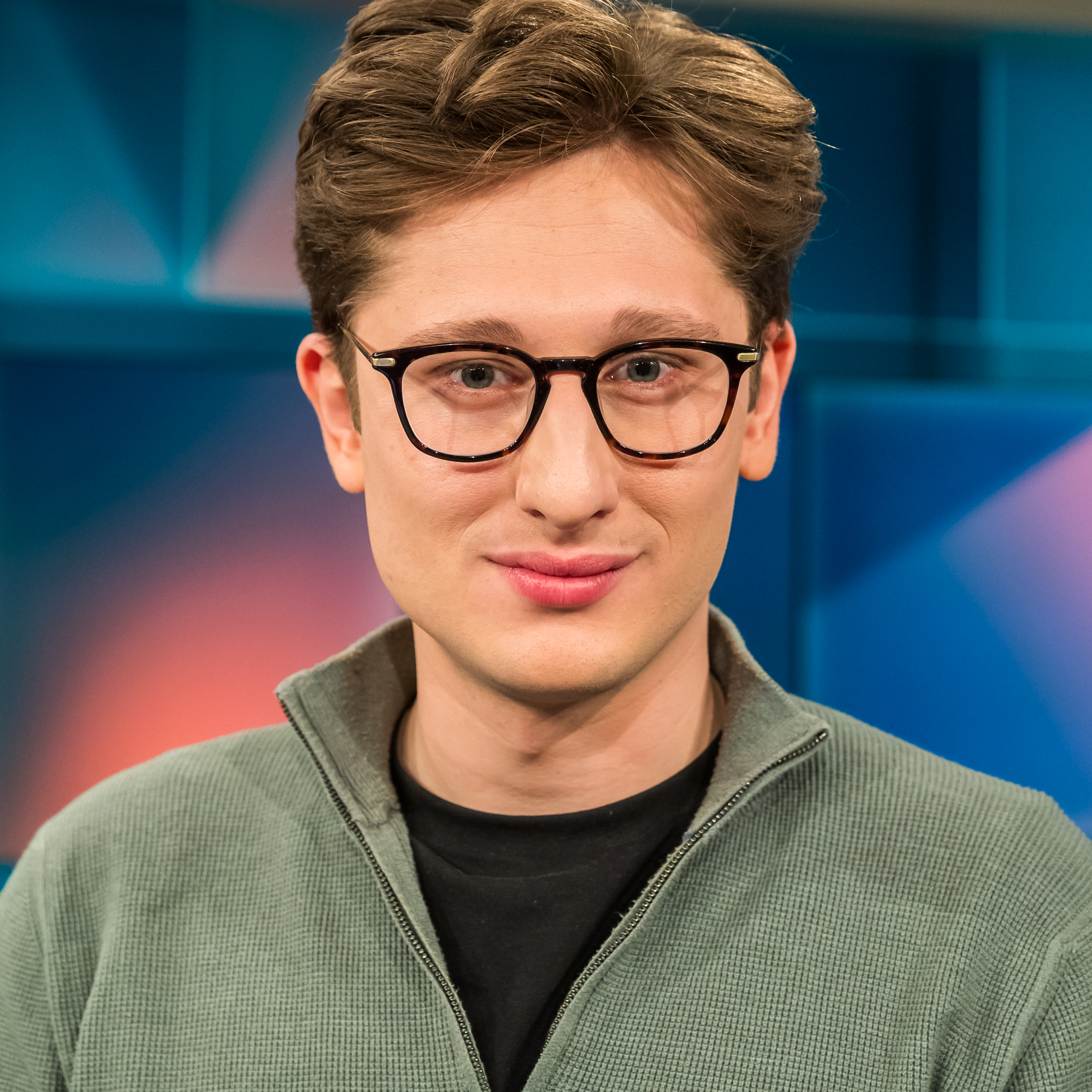
Philipp Türmer (* 1996)

- Turmes, Claude (* 1960), luxemburgischer Politiker, MdEP
- Turmes, Luc (* 1957), luxemburgischer Facharzt für Psychiatrie und Psychotherapie, Psychosomatische Medizin und Psychoanalytiker

### Turn

#### Turna
- Turnage, Mark-Anthony (* 1960), britischer Komponist
- Turnage, Thomas K. (1923–2000), US-amerikanischer Generalmajor und Regierungsbeamter
- Turnagöl, İhsan (* 1957), türkischer klassischer Gitarrist
- Turnau, Grzegorz (* 1967), polnischer Liedermacher
- Turnau, Josef (1888–1954), österreichischer Regisseur und Opernintendant
- Turnau, Laura (1882–1978), Kinderärztin
- Turnau, Wilhelm (1832–1915), deutscher Reichsgerichtsrat
- Turnauer, Herbert (1907–2000), österreichischer Industrieller

#### Turnb
- Turnbaugh, Brenda (* 1977), US-amerikanische Kinderdarstellerin
- Turnbaugh, Wendi (* 1977), US-amerikanische Kinderdarstellerin
- Turnberg, Leslie, Baron Turnberg (* 1934), britischer Politiker, Arzt und Hochschullehrer
- Turnbull, Agnes Sligh (1888–1982), US-amerikanische Schriftstellerin und Lehrerin
- Turnbull, Alexander (1872–1956), kanadischer Lacrossespieler
- Turnbull, Alexander Horsburgh (1868–1918), neuseeländischer Kaufmann, Bücherliebhaber und mit über 55.000 Exemplaren Besitzer der größten privaten Bibliothek in Neuseeland
- Turnbull, Andrew, britischer Manager und Wirtschaftswissenschaftler
- Turnbull, Andrew, Baron Turnbull (* 1945), britischer Verwaltungsbeamter
- Turnbull, Bertrand (1887–1943), walisischer Hockeyspieler
- Turnbull, Charles Wesley (1935–2022), US-amerikanischer Politiker der Amerikanischen Jungferninseln
- Turnbull, Colin (1924–1994), britisch-US-amerikanischer Anthropologe und Sachbuchautor
- Turnbull, David (1915–2007), US-amerikanischer Physiker und Materialwissenschaftler, Träger des Japan-Preis
- Turnbull, David (* 1999), schottischer Fußballspieler
- Turnbull, Eddie (1923–2011), schottischer Fußballspieler und -trainer
- Turnbull, Hamish (* 1999), britischer Bahnradsportler
- Turnbull, Herbert Westren (1885–1961), englischer Mathematiker
- Turnbull, Ian (* 1953), kanadischer Eishockeyspieler
- Turnbull, Joss (* 1985), deutscher Welt- und Improvisationsmusiker (Perkussion)
- Turnbull, Keith (* 1982), schottischer Badmintonspieler
- Turnbull, Malcolm (* 1954), australischer Politiker und PremierministerMalcolm Turnbull (* 1954)

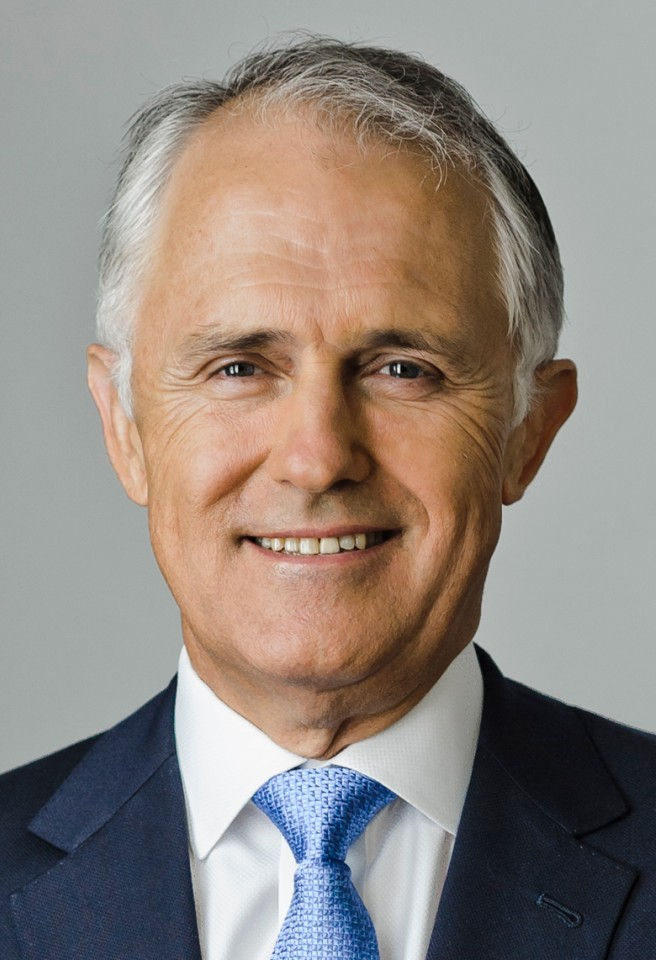
Malcolm Turnbull (* 1954)

- Turnbull, Margaret (* 1975), US-amerikanische Astronomin
- Turnbull, Mark (* 1973), australischer Segler
- Turnbull, Michael (* 1935), englischer, anglikanischer Bischof
- Turnbull, Michael (* 1981), australischer Fußballspieler
- Turnbull, Oswald (1890–1970), britischer Tennisspieler
- Turnbull, Perry (* 1959), kanadischer Eishockeyspieler
- Turnbull, Philip (1879–1930), walisischer Hockeyspieler
- Turnbull, Randy (* 1962), kanadischer Eishockeyspieler
- Turnbull, Richard Gordon (1909–1998), britischer Kolonialbeamter und einziger Generalgouverneur von Tanganjika
- Turnbull, Robert (1850–1920), US-amerikanischer Politiker
- Turnbull, Roland Evelyn (1905–1960), britischer Kolonialbeamter
- Turnbull, Ronald (1914–2004), britischer Nachrichtenagent
- Turnbull, Ross (* 1985), englischer Fußballspieler
- Turnbull, Sandy (1884–1917), schottischer Fußballspieler
- Turnbull, Sara Little (1917–2015), US-amerikanische Produktdesignerin und Hochschullehrerin
- Turnbull, Stephen (* 1948), britischer Militärhistoriker und Autor
- Turnbull, Stuart (* 1984), kanadischer Basketballspieler
- Turnbull, Travis (* 1986), US-amerikanisch-deutscher EishockeyspielerTravis Turnbull (* 1986)

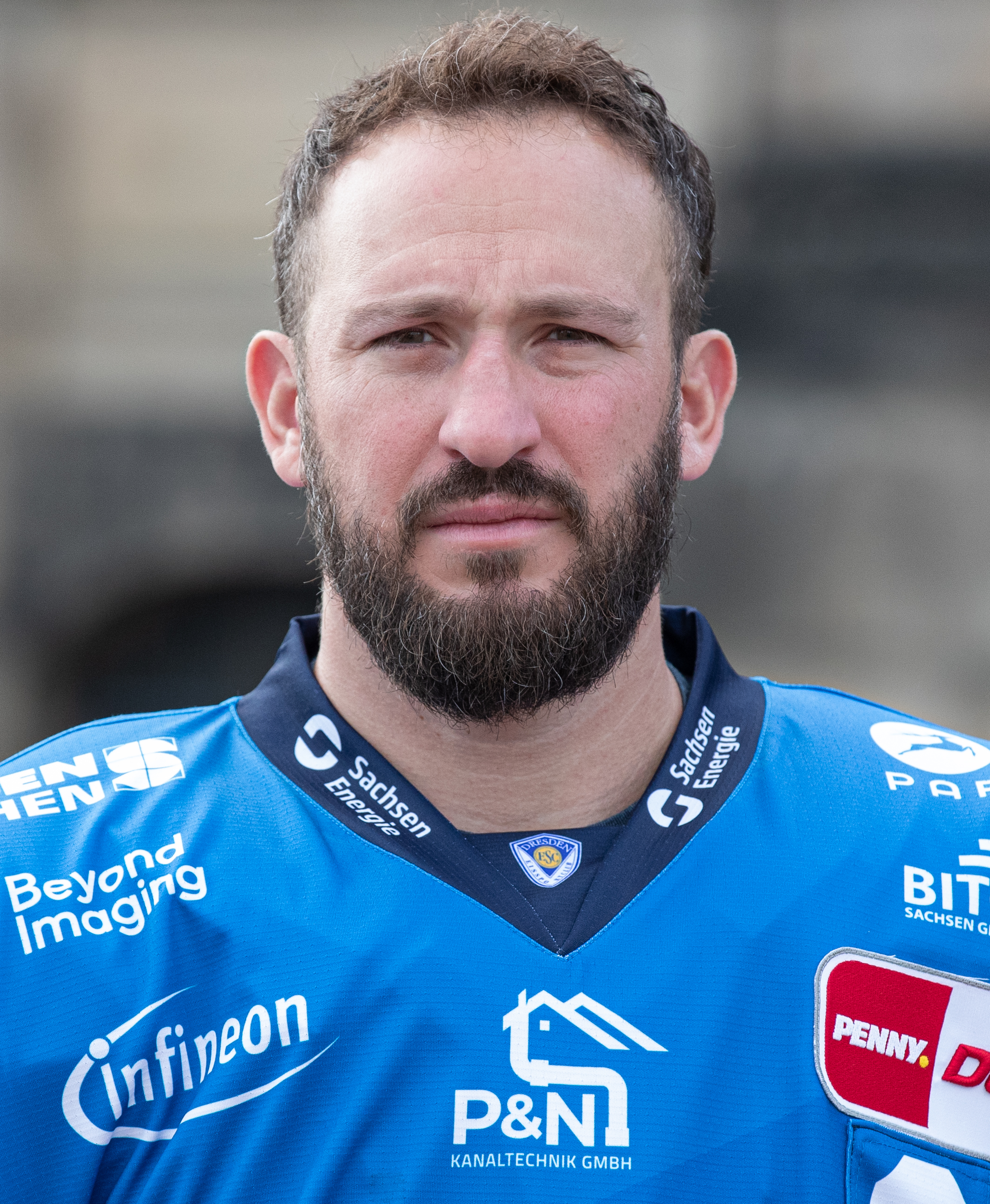
Travis Turnbull (* 1986)

- Turnbull, Wendy (* 1952), australische Tennisspielerin
- Turnbull, Willard J (1903–1997), US-amerikanischer Geotechniker
- Turnbull, William (1922–2012), britischer Bildhauer und Maler
- Turnbull, William D. (1922–2011), US-amerikanischer Wirbeltierpaläontologe

#### Turne
- Turnèbe, Odet de (1552–1581), französischer Schriftsteller der Renaissance
- Turnebus, Adrianus (1512–1565), französischer Humanist und Philosoph
- Turner of Oxford, William (1789–1862), englischer Aquarellist
- Turner Robinson, Ann († 1741), englische Opernsängerin (Sopran)
- Turner, A. Francis (1906–1996), US-amerikanischer Filmtechniker, Erfinder und Ingenieur
- Turner, A. W. († 1963), englischer Fußballtrainer
- Turner, Aaron (* 1977), US-amerikanischer Sänger, Gitarrist, Labelbetreiber und Grafikdesigner
- Turner, Adair, Baron Turner of Ecchinswell (* 1955), britischer Wirtschaftsmanager, Hochschullehrer und Politiker
- Turner, Aidan (* 1983), irischer SchauspielerAidan Turner (* 1983)

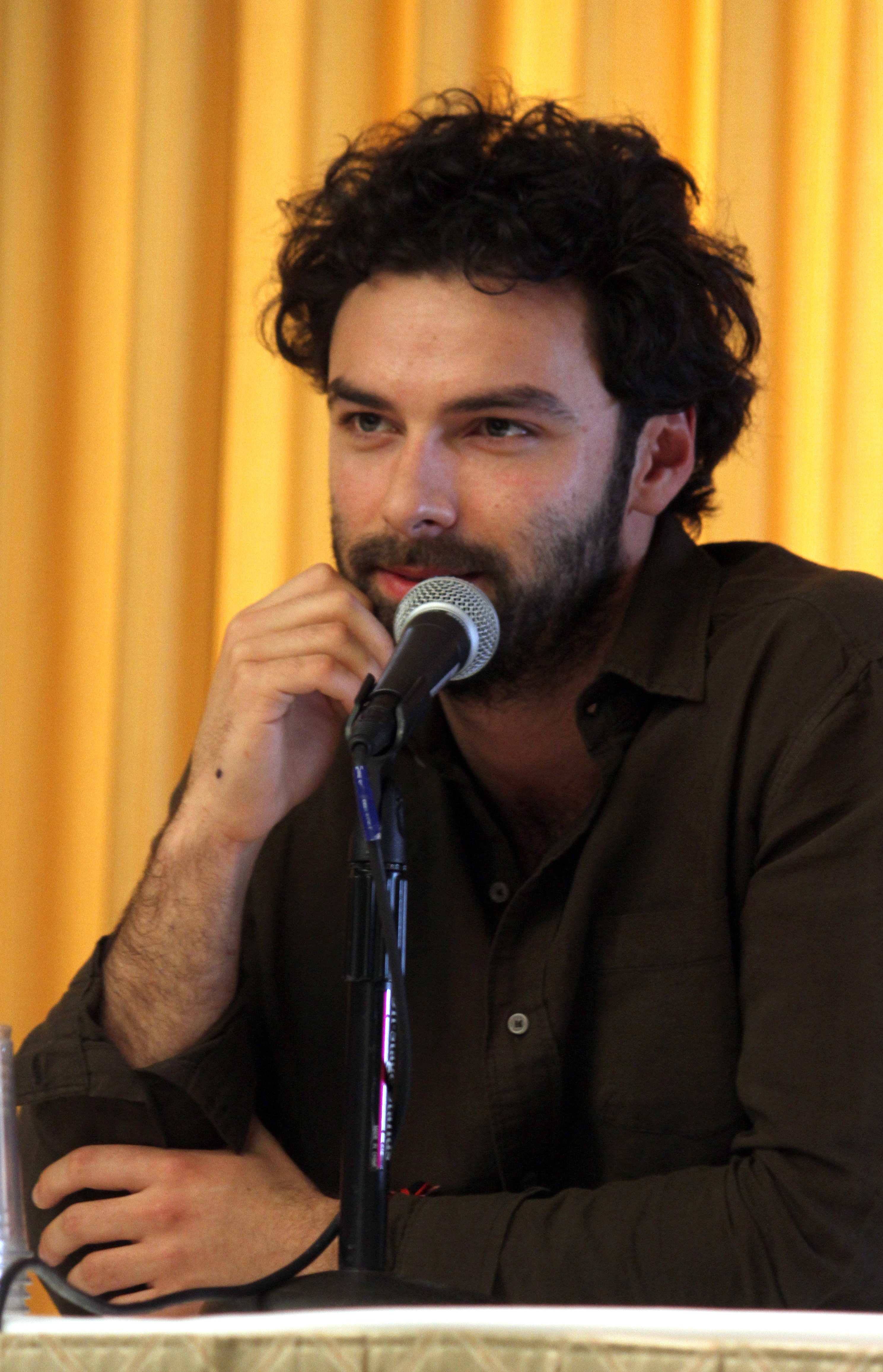
Aidan Turner (* 1983)

- Turner, Aiden (* 1977), britischer Schauspieler
- Turner, Alex (* 1986), britischer Rockmusiker
- Turner, Alfred (1874–1940), britischer Bildhauer
- Turner, Alfred Allatson (1826–1895), französischstämmiger Entdeckungsreisender in Australien
- Turner, Andrew (* 1980), britischer Hürdenläufer
- Turner, Angela K. (* 1954), britische Ornithologin
- Turner, Arlin (1909–1980), amerikanischer Literaturwissenschaftler
- Turner, Barbara (1936–2016), US-amerikanische Drehbuchautorin und Schauspielerin
- Turner, Ben (* 1999), britischer Radrennfahrer
- Turner, Benjamin S. (1825–1894), US-amerikanischer Politiker
- Turner, Big Joe (1911–1985), US-amerikanischer Boogie-Woogie-, Blues- und Rock-’n’-Roll-Sänger
- Turner, Bird Margaret (1877–1962), US-amerikanische Mathematikerin und Hochschullehrerin
- Turner, Bob (1934–2005), kanadischer Eishockeyspieler, -trainer, -scout und -funktionär
- Turner, Bob (* 1941), US-amerikanischer Politiker
- Turner, Bodi (* 1994), australischer Radrennfahrer
- Turner, Bonnie (* 1951), US-amerikanische Drehbuchautorin
- Turner, Brad, kanadischer Regisseur und Produzent
- Turner, Brad (* 1967), kanadischer Jazzmusiker
- Turner, Bree (* 1977), US-amerikanische SchauspielerinBree Turner (* 1977)

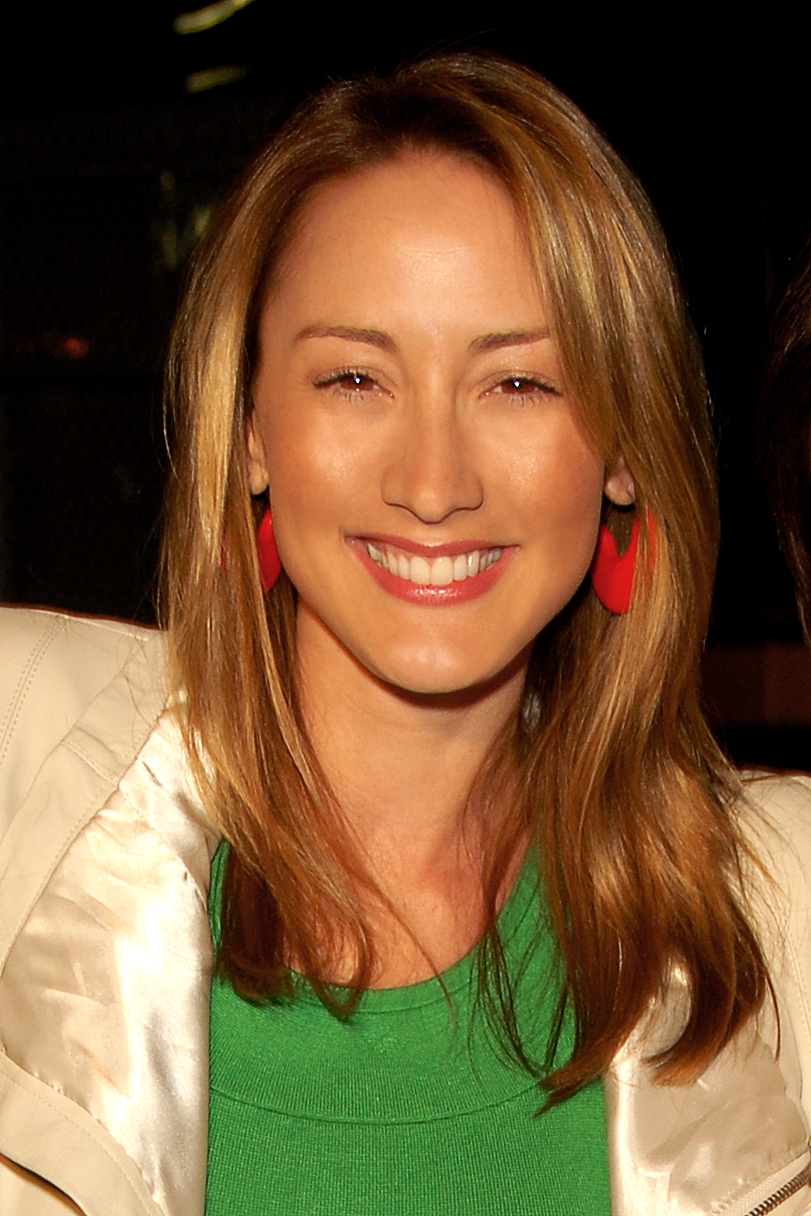
Bree Turner (* 1977)

- Turner, Brian (* 1949), neuseeländischer Fußballspieler und -trainer
- Turner, Bruce (1922–1993), britischer Jazzmusiker
- Turner, Bulldog (1919–1998), US-amerikanischer American-Football-Spieler und -Trainer
- Turner, C.A.P. (1869–1955), US-amerikanischer Bauingenieur
- Turner, Callum (* 1990), britischer FilmschauspielerCallum Turner (* 1990)

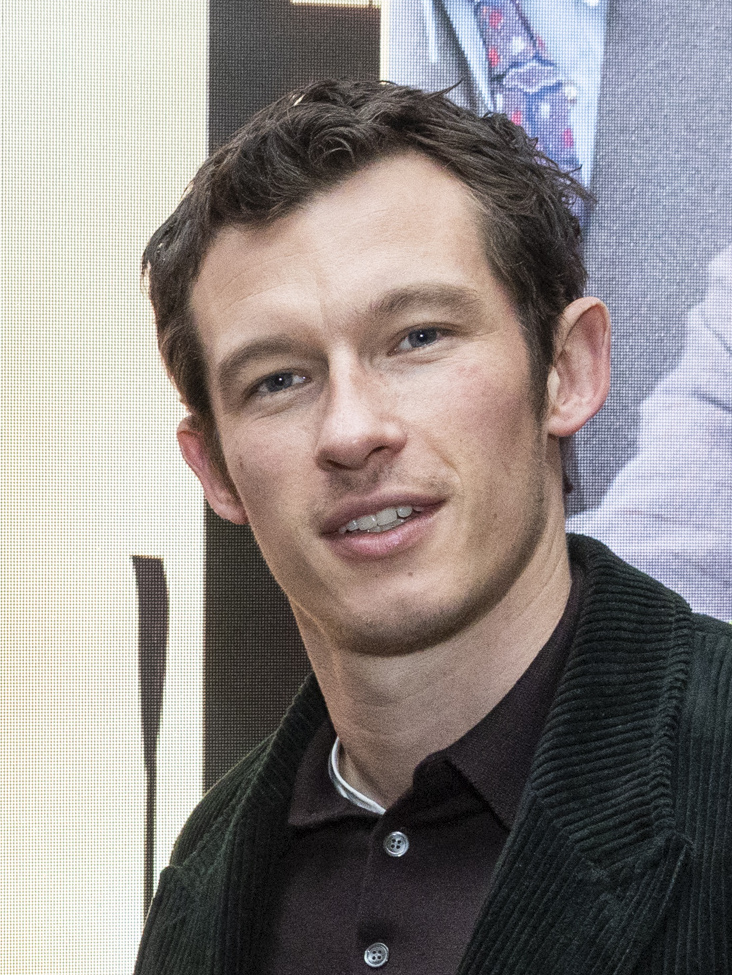
Callum Turner (* 1990)

- Turner, Carissa (* 1989), walisische Badmintonspielerin
- Turner, Cathie (* 1962), US-amerikanische Shorttrack-Läuferin
- Turner, Cecil (* 1944), US-amerikanischer American-Football-Spieler
- Turner, Charles H. (1861–1913), US-amerikanischer Jurist und Politiker
- Turner, Charles H. (1867–1923), US-amerikanischer Verhaltensforscher und Entomologe
- Turner, Charles junior (1760–1839), britisch-amerikanischer Politiker
- Turner, Charlie (1862–1944), australischer Cricketspieler
- Turner, Chester Dewayne (* 1966), US-amerikanischer Serienmörder
- Turner, Chip (* 1960), US-amerikanischer Rollstuhltennisspieler
- Turner, Christine, US-amerikanische Dokumentarfilmerin
- Turner, Christopher J. (1933–2014), britischer Kolonialbeamter
- Turner, Clarence W. (1866–1939), US-amerikanischer Politiker
- Turner, Cole (* 2001), US-amerikanischer Fußballspieler
- Turner, Curtis (1924–1970), US-amerikanischer NASCAR-Rennfahrer
- Turner, Cuthbert (1860–1930), englischer Theologe, Philologe und Historiker
- Turner, Cynthia (1932–2021), maltesische Pianistin
- Turner, Dallas (* 2003), US-amerikanischer American-Football-Spieler
- Turner, Daniel (1796–1860), US-amerikanischer Politiker
- Turner, Daniel Webster (1877–1969), US-amerikanischer Politiker
- Turner, Darren (* 1974), britischer Automobilrennfahrer
- Turner, Dave, britischer Schauspieler
- Turner, David (1923–2015), US-amerikanischer Ruderer, Leutnant, Pilot und Hurrikanpilot
- Turner, Dawson (1775–1858), britischer Bankier, Botaniker und Antiquar
- Turner, Dennis C. (* 1948), schweizerisch-US-amerikanischer Biologe
- Turner, Dennis, Baron Bilston (1942–2014), britischer Politiker (Labour, Co-operative), Mitglied des House of Commons
- Turner, Don, US-amerikanischer Box-Trainer
- Turner, Douglas, US-amerikanischer Tennisspieler
- Turner, Douglas (* 1966), britischer Sprinter
- Turner, Dumitrița (* 1964), rumänische Kunstturnerin
- Turner, Dwayne, britischer Comiczeichner
- Turner, Edward (1798–1837), englischer Chemiker
- Turner, Edward (1873–1903), britischer Erfinder und Fotograf
- Turner, Edward (1901–1973), britischer Ingenieur und Geschäftsmann
- Turner, Edward C. (1872–1950), US-amerikanischer Jurist und Politiker (Republikanische Partei)
- Turner, Edwin (1912–1968), US-amerikanischer Mittelstreckenläufer
- Turner, Elroy (* 1951), antiguanischer Sprinter
- Turner, Emma Louisa (1867–1940), britische Ornithologin und Autorin
- Turner, Erastus J. (1846–1933), US-amerikanischer Politiker
- Turner, Eric (* 1977), US-amerikanischer Singer-Songwriter
- Turner, Eric Gardner (1911–1983), britischer Klassischer Philologe und Papyrologe
- Turner, Ethel (1870–1958), australische Kinderbuchautorin
- Turner, Evan (* 1988), US-amerikanischer Basketballspieler
- Turner, Florence (1885–1946), US-amerikanische Schauspielerin und Filmproduzentin
- Turner, Frances (* 1992), neuseeländische Ruderin
- Turner, Francis John (1904–1985), neuseeländischer Geologe und Petrologe
- Turner, Frank (* 1981), britischer SängerFrank Turner (* 1981)

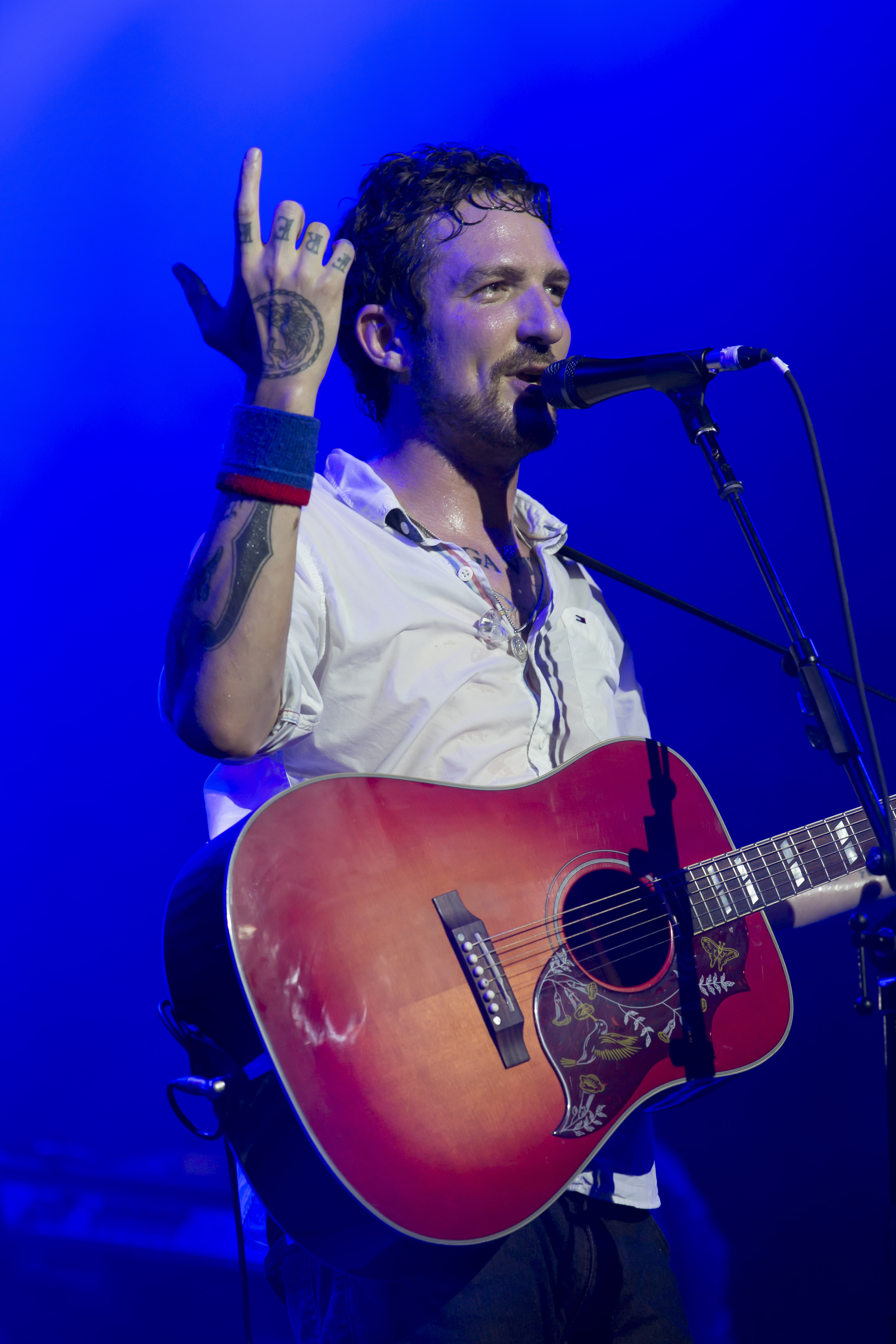
Frank Turner (* 1981)

- Turner, Fred L. (1933–2013), US-amerikanischer Manager
- Turner, Frederick Jackson (1861–1932), US-amerikanischer Historiker
- Turner, Garth (* 1949), kanadischer Politiker, Unterhausmitglied, Bundesminister
- Turner, George (1817–1891), britischer Missionar und Anthropologe
- Turner, George (1850–1932), US-amerikanischer Politiker
- Turner, George (1915–1965), kanadischer Radrennfahrer
- Turner, George (1916–1997), australischer Schriftsteller und Kritiker
- Turner, George (* 1935), deutscher Wissenschaftler und Politiker
- Turner, Gil (1930–1996), US-amerikanischer Boxer
- Turner, Glenn (* 1984), australischer Hockeyspieler
- Turner, Guinevere (* 1968), US-amerikanische Schauspielerin und Drehbuchautorin
- Turner, Hans, Schweizer Bildhauer
- Turner, Harald (1891–1947), Jurist, preußischer Staatsrat, SS-Gruppenführer und stellvertretender Amtschef des SS-Rasse- und Siedlungshauptamts
- Turner, Henry Ashby (1932–2008), amerikanischer Historiker
- Turner, Henry Gray (1839–1904), US-amerikanischer Politiker
- Turner, Henry Hubert (1892–1970), US-amerikanischer Endokrinologe
- Turner, Herbert H. (1861–1930), britischer Astronom und Seismologe
- Turner, Iain (* 1984), schottischer Fußballspieler
- Turner, Ian (1925–2010), US-amerikanischer Ruderer
- Turner, Ian (* 1989), irischer Fußballspieler
- Turner, Ike (1931–2007), US-amerikanischer Musiker, Songwriter und ProduzentIke Turner (1931–2007)

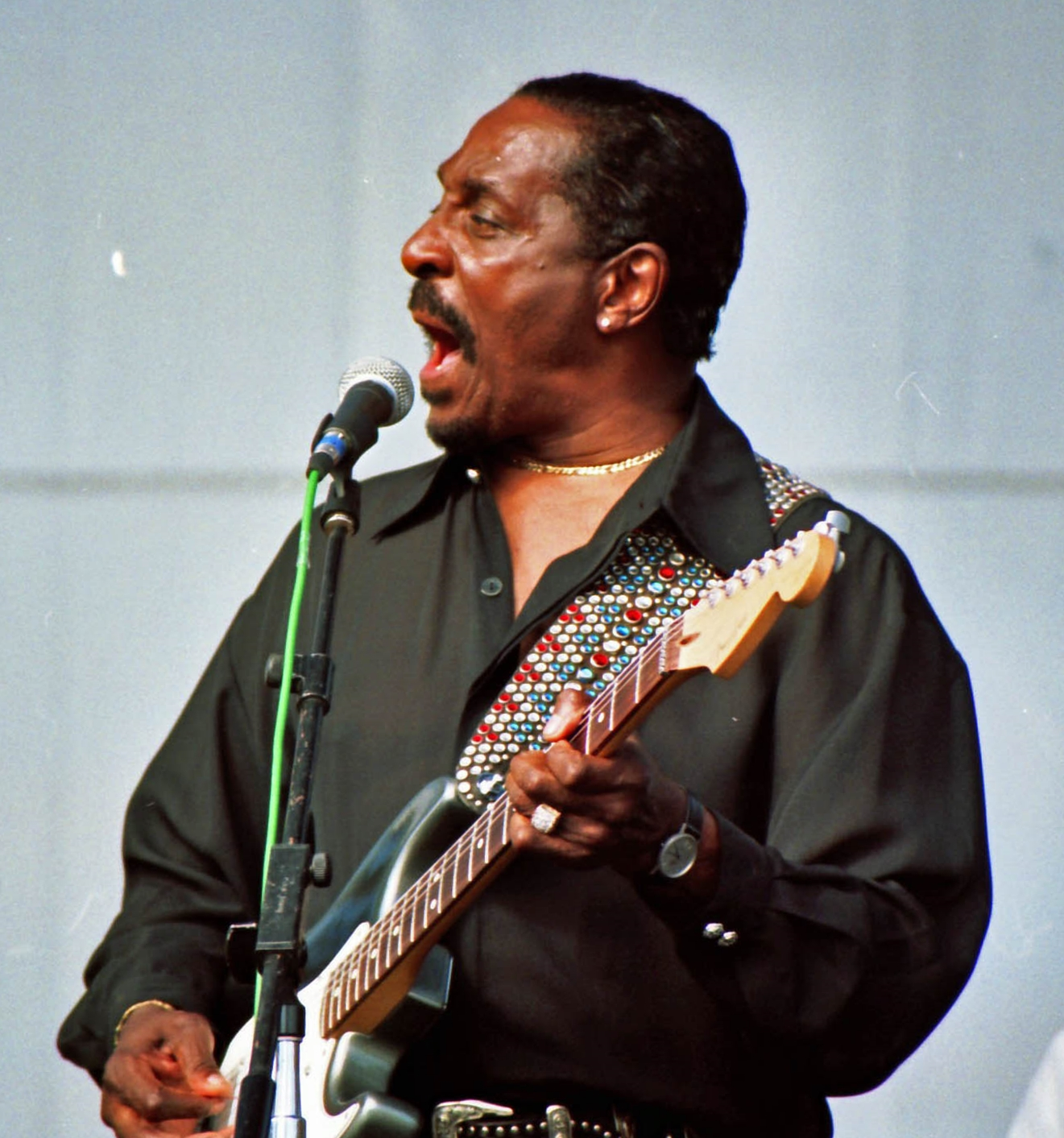
Ike Turner (1931–2007)

- Turner, Imke (* 1963), deutsche Sportlerin im Taekwondo
- Turner, Inez (* 1972), jamaikanische Leichtathletin
- Turner, Jack (1889–1989), kanadischer Fotograf
- Turner, Jack (1920–2004), US-amerikanischer Rennfahrer
- Turner, James (1766–1824), Gouverneur von North Carolina
- Turner, James (1783–1861), US-amerikanischer Politiker
- Turner, Jan (* 1944), australische Schwimmerin
- Turner, Janine (* 1962), US-amerikanische Schauspielerin
- Turner, Jared (* 1978), australischer Schauspieler, Synchronsprecher und Drehbuchautor
- Turner, Jason (* 1975), US-amerikanischer Sportschütze
- Turner, Jean (* 1939), schottische Politikerin
- Turner, Jeff (1940–2020), Schweizer Musiker
- Turner, Jessica (* 1995), britische Hürdenläuferin
- Turner, Jim (* 1946), US-amerikanischer Politiker
- Turner, Jim (* 1952), US-amerikanischer Schauspieler
- Turner, Joe (1907–1990), US-amerikanischer Jazzpianist und Sänger
- Turner, Joe (1919–1945), kanadischer Eishockeytorwart
- Turner, Joe Lynn (* 1951), US-amerikanischer Sänger der Rockbands Rainbow und Deep PurpleJoe Lynn Turner (* 1951)

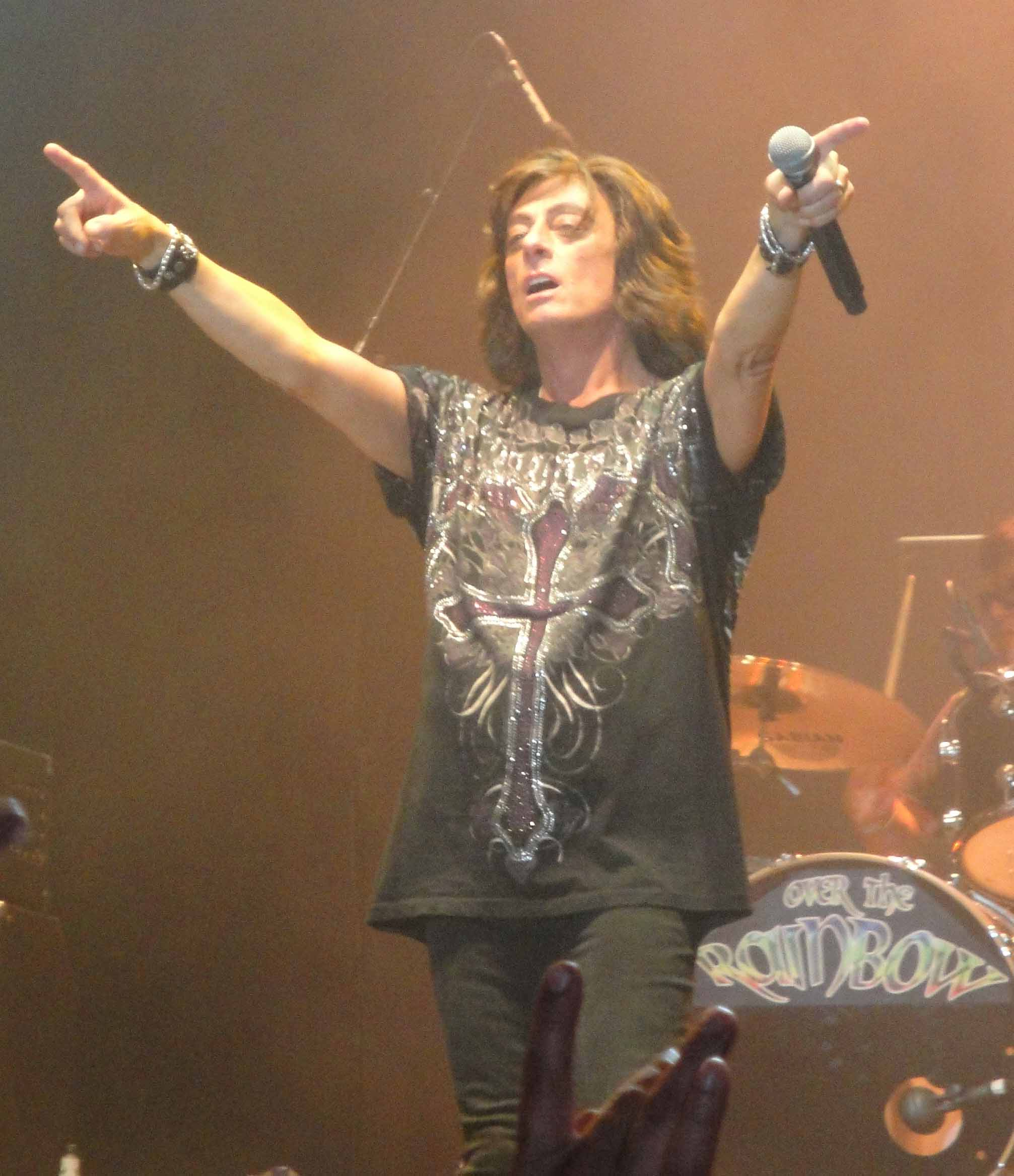
Joe Lynn Turner (* 1951)

- Turner, Joel († 1888), US-amerikanischer Politiker
- Turner, John (1929–2020), kanadischer Politiker, Premierminister Kanadas
- Turner, John C. (1947–2011), britischer Sozialpsychologe
- Turner, John Douglas (1938–2019), US-amerikanischer Religionswissenschaftler
- Turner, John Herbert (1834–1923), kanadischer Politiker
- Turner, John Kenneth (1879–1948), US-amerikanischer Autor
- Turner, Josh (* 1977), US-amerikanischer Countrysänger
- Turner, Joshua Lee (* 1992), amerikanischer Sänger und Songwriter, Multi-Instrumentalist und YouTuber
- Turner, Joshua Philip (1897–1949), britischer Autorennfahrer
- Turner, Josiah junior (1821–1901), US-amerikanischer Jurist, Zeitungsmann und Politiker
- Turner, Julius C. (1881–1948), deutscher Graphiker und Radierer
- Turner, Justin (* 1984), amerikanischer Baseballspieler
- Turner, Karri (* 1966), US-amerikanische Schauspielerin
- Turner, Kathleen (* 1954), US-amerikanische SchauspielerinKathleen Turner (* 1954)

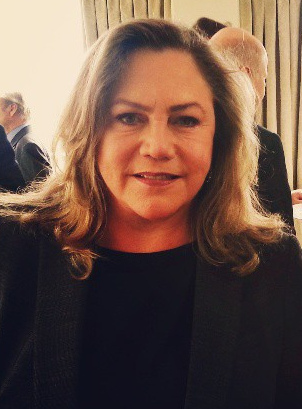
Kathleen Turner (* 1954)

- Turner, Ken (* 1933), australischer Badmintonspieler
- Turner, Kim (* 1961), US-amerikanische Leichtathletin und Olympionikin
- Turner, Kristopher (* 1980), kanadischer Schauspieler
- Turner, Kyle (* 1997), schottischer Fußballspieler
- Turner, Lacey (* 1988), britische Theater- und Film- und Fernsehschauspielerin
- Turner, Lana (1921–1995), US-amerikanische SchauspielerinLana Turner (1921–1995)

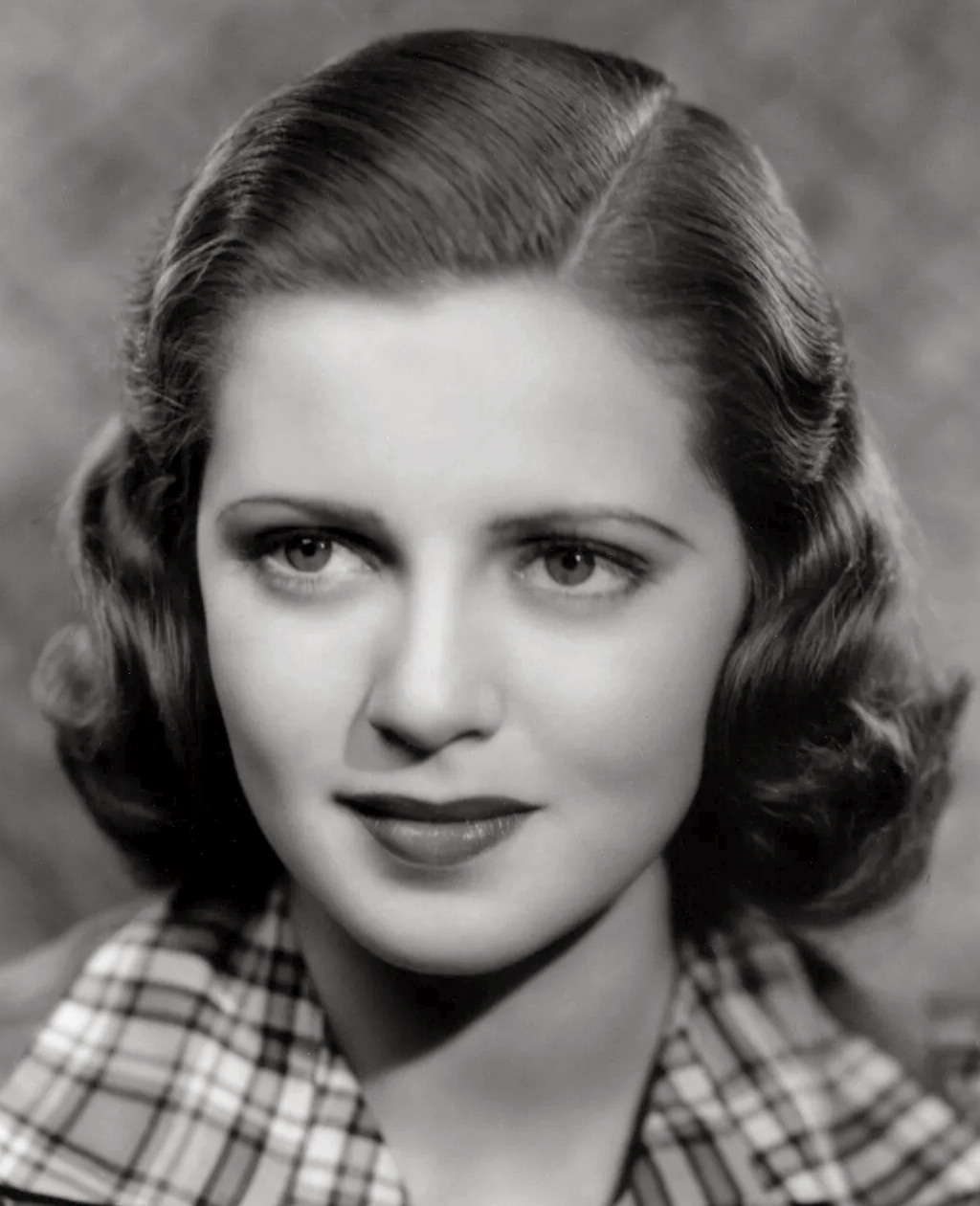
Lana Turner (1921–1995)

- Turner, Laura (* 1982), englische Leichtathletin
- Turner, Leigh (* 1958), britischer Diplomat
- Turner, Lesley (* 1942), australische Tennisspielerin
- Turner, Lynn (* 1941), US-amerikanische Harfenistin
- Turner, M. Jonathan (1915–1995), US-amerikanischer Ingenieur
- Turner, Mark (* 1965), US-amerikanischer Jazzsaxophonist, Bandleader und Komponist
- Turner, Matt (* 1966), amerikanischer Jazz- und Improvisationsmusiker (Cello)
- Turner, Matt (* 1994), US-amerikanischer Fußballtorwart und amerikanischer Nationalspieler
- Turner, Matthew (1825–1909), US-amerikanischer Schiffbauer
- Turner, Mauree (* 1993), amerikanische Aktivistin und Politikerin
- Turner, Max (* 1947), britischer Neutestamentler
- Turner, Michael (1921–2012), südafrikanischer Schauspieler
- Turner, Michael (* 1962), kanadischer Schriftsteller und Musiker
- Turner, Michael (1971–2008), US-amerikanischer Comiczeichner
- Turner, Michael (* 1982), US-amerikanischer American-Football-Spieler
- Turner, Michael (* 1983), englischer Fußballspieler
- Turner, Michael S. (* 1949), US-amerikanischer Astrophysiker
- Turner, Mike (* 1960), US-amerikanischer Politiker der Republikanischen Partei
- Turner, Millie (* 1996), englische Fußballspielerin
- Turner, Minnie (1866–1948), britische Suffragette
- Turner, Monica G., US-amerikanische Landschaftsökologin
- Turner, Morgan (* 1999), US-amerikanische Schauspielerin
- Turner, Muriel, Baroness Turner of Camden (1927–2018), britische Politikerin
- Turner, Myles (* 1996), US-amerikanischer Basketballspieler
- Turner, Nancy (* 1947), kanadische Ethnobiologin und Hochschullehrerin
- Turner, Nat (1800–1831), US-amerikanischer RevolutionärNat Turner (1800–1831)

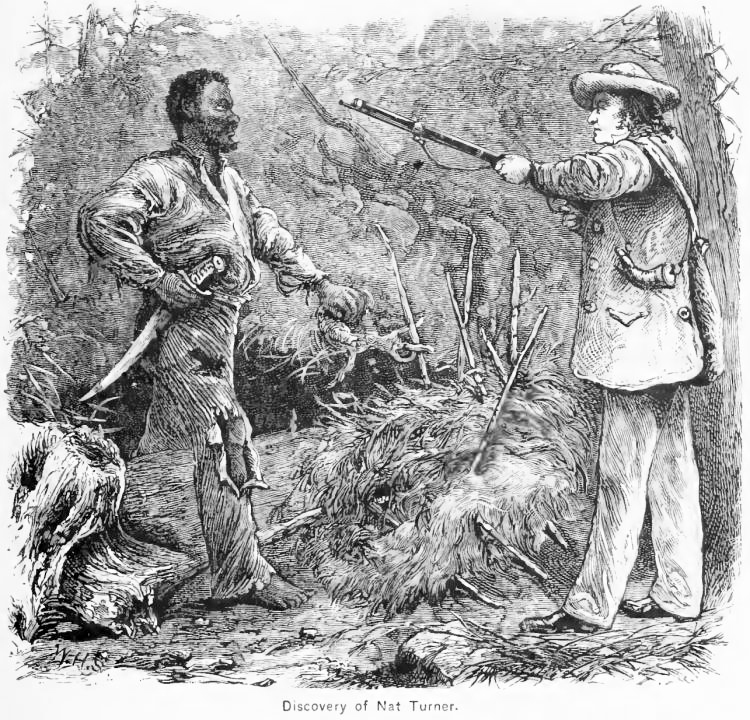
Nat Turner (1800–1831)

- Turner, Nik (1940–2022), britischer Saxophonist, Sänger, Songwriter, Produzent
- Turner, Nina (* 1967), US-amerikanische Politikerin
- Turner, Noel (* 1974), maltesischer Fußballspieler
- Turner, Oscar (1825–1896), US-amerikanischer Politiker
- Turner, Oscar (1867–1902), US-amerikanischer Politiker
- Turner, Othar (1908–2003), US-amerikanischer Fife-Musiker
- Turner, Patrick (* 1961), kanadischer Ruderer
- Turner, Paul (1945–2019), britischer Filmregisseur
- Turner, Payton (* 1999), US-amerikanischer American-Football-Spieler
- Turner, Pete (1934–2017), US-amerikanischer Fotograf
- Turner, Peter (1542–1614), englischer Arzt
- Turner, Ralph Herbert (1919–2014), US-amerikanischer Soziologe
- Turner, Rich, US-amerikanischer Schauspieler
- Turner, Richard G., Jr. (* 1946), amerikanischer Landschaftsarchitekt und Gartenbaufachmann
- Turner, Richmond K. (1885–1961), US-amerikanischer AdmiralRichmond K. Turner (1885–1961)

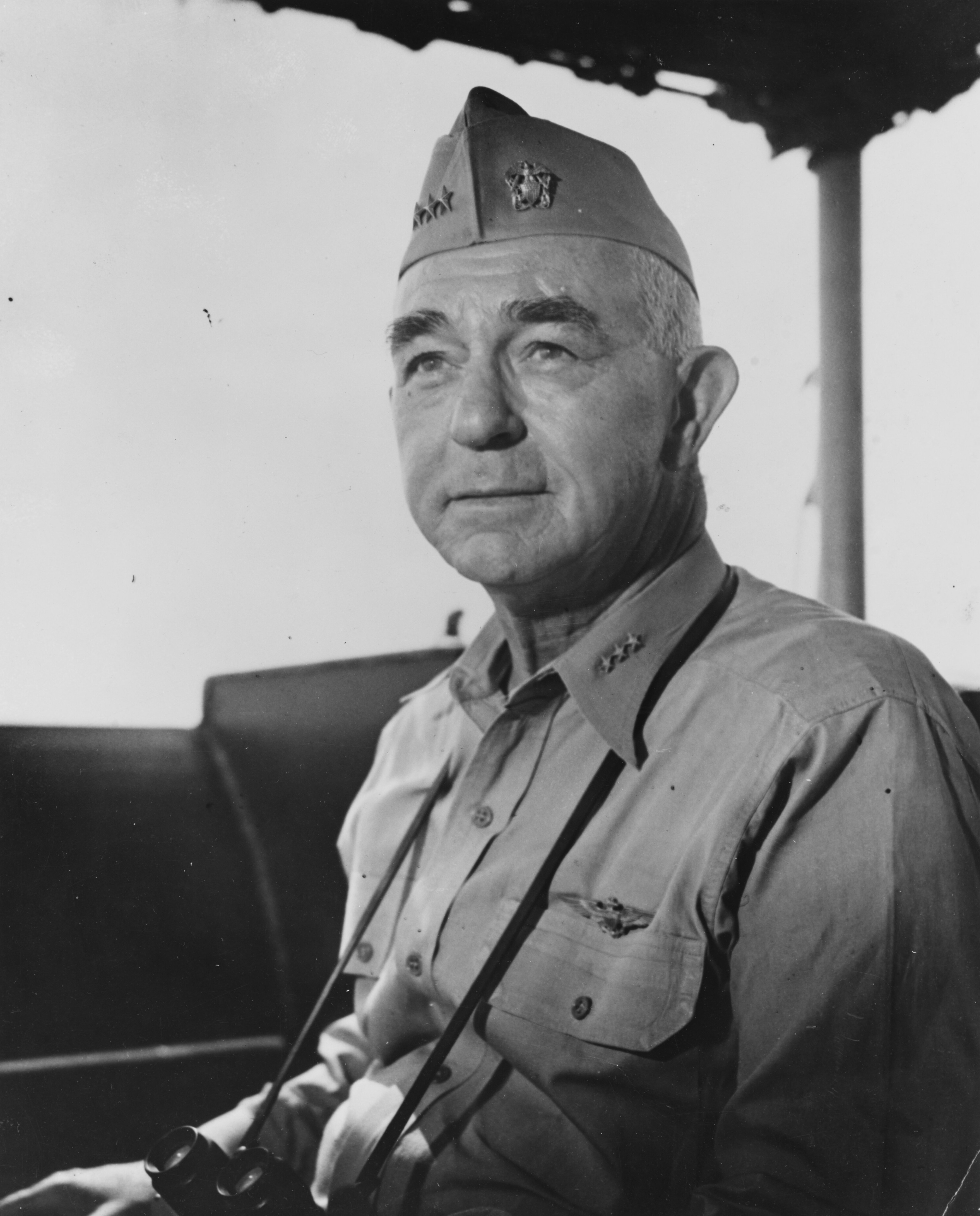
Richmond K. Turner (1885–1961)

- Turner, Rick (1941–1978), südafrikanischer Philosoph
- Turner, Robert (1855–1909), US-amerikanischer Bahai
- Turner, Robert (1920–2012), kanadischer Komponist und Musikpädagoge
- Turner, Rodney (1909–1995), britischer Autorennfahrer
- Turner, Roger (1901–1993), US-amerikanischer Eiskunstläufer
- Turner, Roger (* 1946), britischer Jazzschlagzeuger
- Turner, Roy J. (1894–1973), US-amerikanischer Politiker (Demokratische Partei)
- Turner, Ruby (* 1958), jamaikanische R&B-Sängerin, Songwriterin und Schauspielerin
- Turner, Ruby Rose (* 2005), US-amerikanische Schauspielerin, Sängerin und Tänzerin sowie Model und Influencerin
- Turner, Sammy (* 1932), US-amerikanischer Sänger
- Turner, Samuel (1759–1802), Diplomat und Offizier der britischen Ostindien-Kompanie
- Turner, Samuel (1869–1929), englischer Bergsteiger
- Turner, Scott (1931–2009), kanadischer Songwriter und Musikproduzent
- Turner, Scott (* 1972), US-amerikanischer Unternehmer
- Turner, Sebastian (* 1966), deutscher Werbefachmann und PublizistSebastian Turner (* 1966)

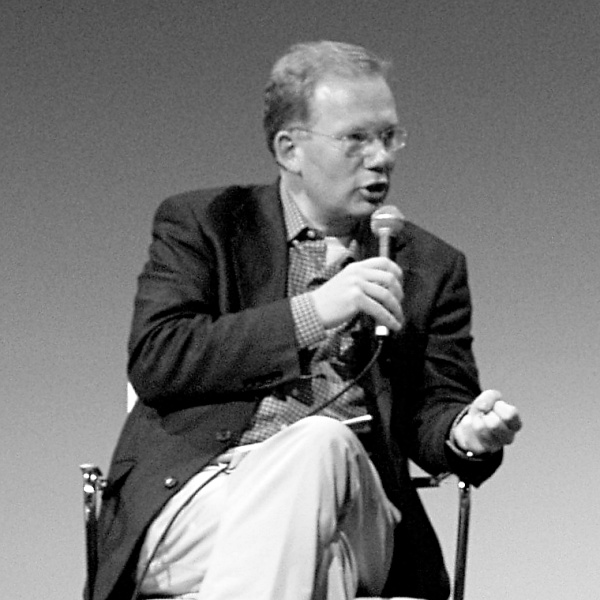
Sebastian Turner (* 1966)

- Turner, Sheldon, US-amerikanischer Drehbuchautor und Fernsehproduzent
- Turner, Smith S. (1842–1898), US-amerikanischer Politiker
- Turner, Sophie (* 1996), britische Schauspielerin
- Turner, Stansfield (1923–2018), US-amerikanischer Admiral der US Navy und Direktor der CIA (1977–1981)
- Turner, Steve (* 1965), US-amerikanischer Rockgitarrist
- Turner, Sylvester (1954–2025), US-amerikanischer Politiker, Bürgermeister von Houston
- Turner, Ted (* 1938), US-amerikanischer Medienunternehmer
- Turner, Ted (* 1950), britischer Gitarrist, Gründungsmitglied der Rockband Wishbone Ash
- Turner, Terry (* 1948), US-amerikanischer Drehbuchautor
- Turner, Thomas (1799–1866), englischer Ingenieur
- Turner, Thomas (1821–1900), US-amerikanischer Politiker
- Turner, Thomas (* 1998), österreichischer Fußballspieler
- Turner, Thomas G. (1810–1875), US-amerikanischer Politiker
- Turner, Thomas J. (1815–1874), US-amerikanischer Politiker
- Turner, Tina (1939–2023), US-amerikanisch-schweizerische Sängerin und SchauspielerinTina Turner (1939–2023)

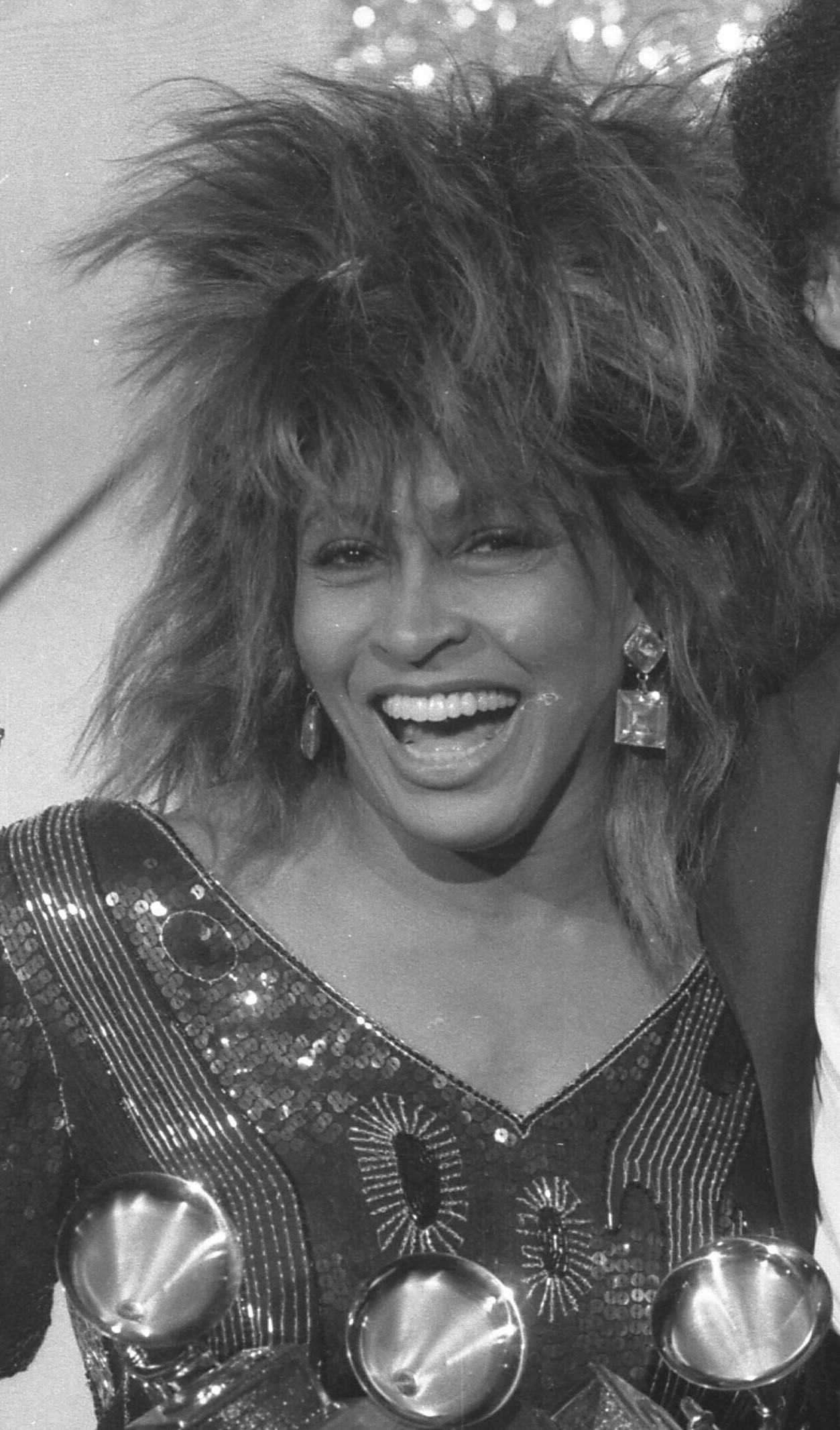
Tina Turner (1939–2023)

- Turner, Tommy (* 1947), US-amerikanischer Sprinter
- Turner, Toya (* 1990), jamaikanisch-US-amerikanische Schauspielerin
- Turner, Trai (* 1993), US-amerikanischer American-Football-Spieler
- Turner, Tyra (* 1976), US-amerikanische Beachvolleyballspielerin
- Turner, Tyrin (* 1971), US-amerikanischer Schauspieler und Hip-Hop-Musiker
- Turner, Vernon (* 1998), US-amerikanischer Leichtathlet
- Turner, Vernon George (* 1926), kanadischer Botschafter
- Turner, Victor (1920–1983), britischer Ethnologe
- Turner, Walter J. (1889–1946), australischer Schriftsteller
- Turner, Wilfred D. (1855–1933), US-amerikanischer Politiker
- Turner, Willard H. (1903–1979), US-amerikanischer Filmschaffender und Ingenieur
- Turner, William († 1568), britischer Ornithologe und Botaniker
- Turner, William (1651–1740), englischer Sänger (Tenor) und Komponist
- Turner, William (1775–1851), englischer Maler des ImpressionismusWilliam Turner (1775–1851)

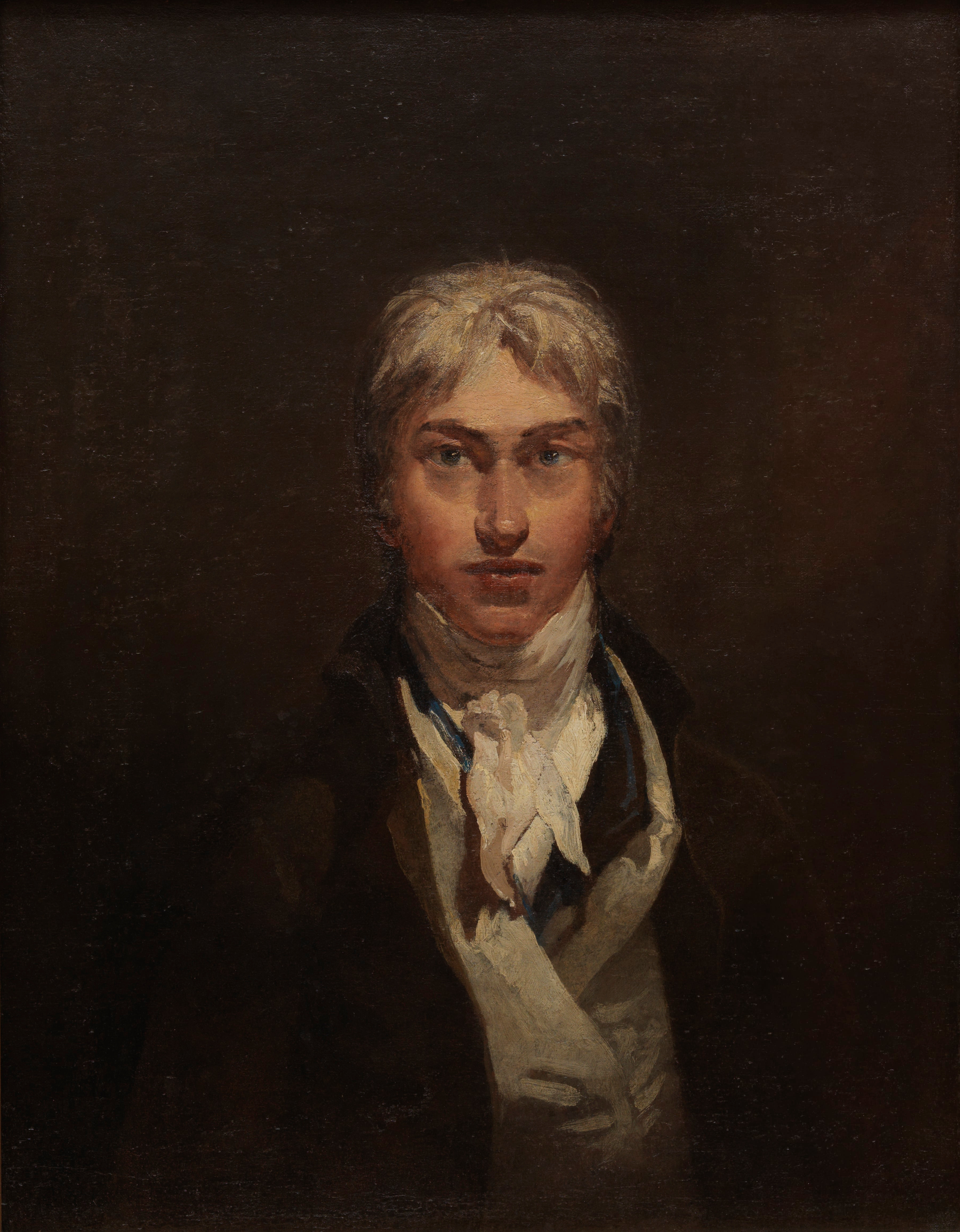
William Turner (1775–1851)

- Turner, William (1792–1867), britischer Botschafter
- Turner, William (1832–1916), britischer Anatom
- Turner, William (1871–1936), irischer Geistlicher und römisch-katholischer Bischof von Buffalo
- Turner, William Thomas (1856–1933), englischer Kapitän, unter anderem auf der Lusitania zur Zeit ihres Untergangs
- Turner, Willie (* 1948), US-amerikanischer Sprinter
- Turner, Zara (* 1968), britische Schauspielerin
- Turner-Smith, Jodie (* 1986), britische Schauspielerin und ModelJodie Turner-Smith (* 1986)

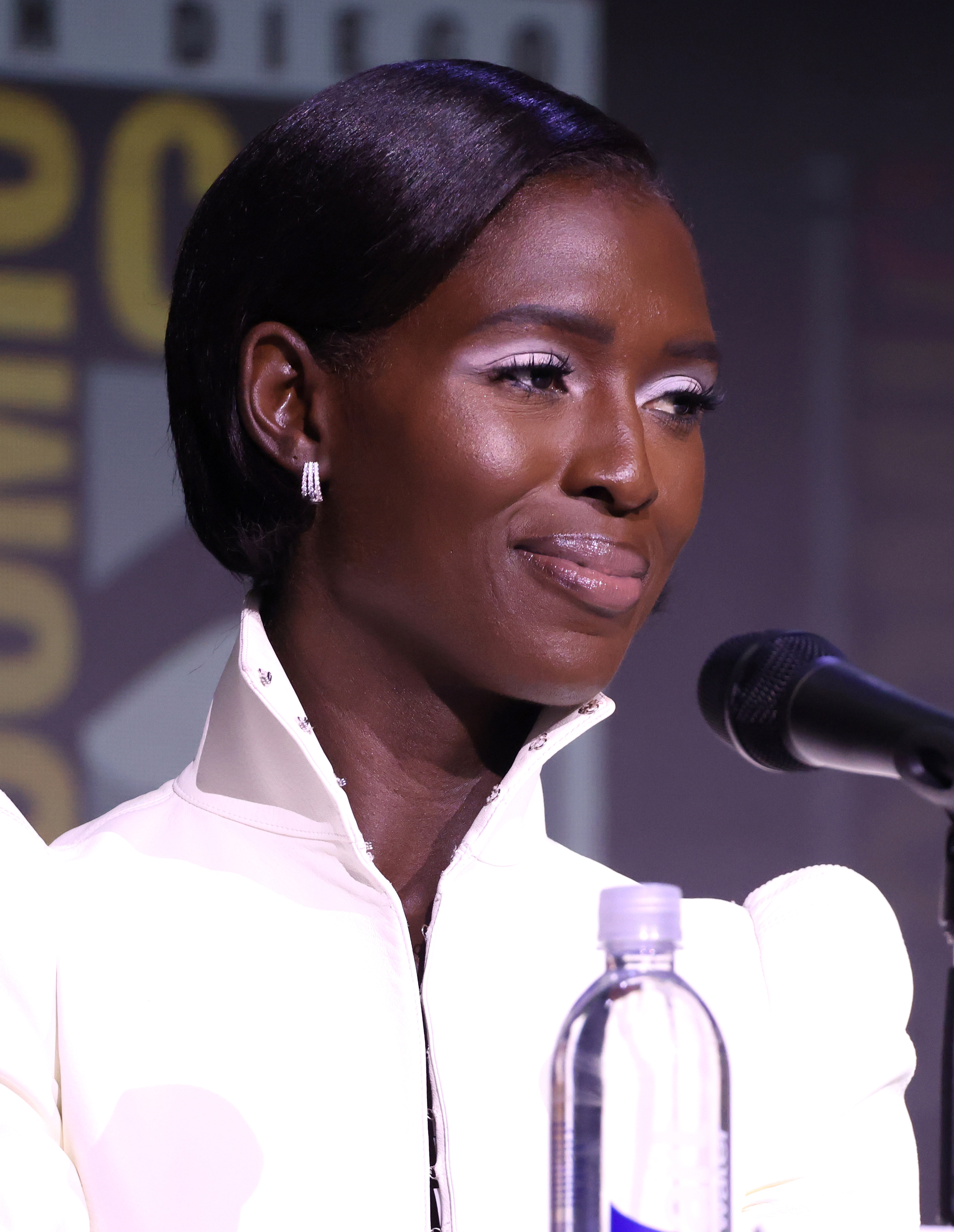
Jodie Turner-Smith (* 1986)

- Turner-Warwick, Margaret (1924–2017), britische Medizinerin und Hochschullehrerin
- Turnes, Fabián (* 1965), argentinischer Rugbyspieler
- Turnes, Zoe (* 2000), argentinische Beachhandballspielerin
- Turney, Edwin (1929–2008), US-amerikanischer Unternehmensgründer
- Turney, Hopkins L. (1797–1857), US-amerikanischer Politiker (Demokratische Partei)
- Turney, Jacob (1825–1891), US-amerikanischer Politiker
- Turney, Joseph (1825–1892), US-amerikanischer Politiker
- Turney, Norris (1921–2001), US-amerikanischer Jazzmusiker (Alt- und Tenorsaxophon, Klarinette, auch Flöte)
- Turney, Peter (1827–1903), US-amerikanischer Politiker; 29. Gouverneur von Tennessee

#### Turnh
- Turnham, Edythe (1890–1950), US-amerikanische Jazzmusikerin (Piano) und Bandleaderin
- Turnheim, André (* 1960), deutscher Theater-, Film- und Fernsehregisseur
- Turnheim, Fred (* 1949), österreichischer Journalist
- Turnheim, Michael (1946–2009), österreichischer Psychoanalytiker, Psychiater und Neurologe
- Turnhout, Gérard de († 1580), franko-flämischer Komponist, Sänger und Kapellmeister der Renaissance
- Turnhout, Jan van, franko-flämischer Komponist und Kapellmeister der Renaissance

#### Turnl
- Turnley, David (* 1955), US-amerikanischer Fotograf und Fotojournalist
- Turnley, Josh (* 1993), US-amerikanischer Fußballspieler
- Turnley, Peter (* 1955), US-amerikanischer Fotograf und Fotojournalist

#### Turno
- Turno, Hippolyt von (1828–1897), deutscher Rittergutsbesitzer und Politiker, MdR
- Turnour, Edward, 6. Earl Winterton (1883–1962), britischer Politiker (Conservative Party), Mitglied des House of Commons
- Turnovius, Simeon Theophilus (1544–1608), Senior (Bischof) des polnischen Zweiges der Brüder-Unität
- Turnovský, Jan Trojan († 1606), tschechischer Komponist
- Turnovský, Jaromír (* 1912), tschechoslowakischer Eisschnellläufer
- Turnovský, Martin (1928–2021), tschechischer Dirigent
- Turnovsky, Stephen J. (* 1941), neuseeländischer Ökonom und Hochschullehrer
- Turnovszky, Hans Dominik (* 1942), österreichischer Hotelier
- Turnovszky, Stephan (* 1964), römisch-katholischer Weihbischof der Erzdiözese WienStephan Turnovszky (* 1964)

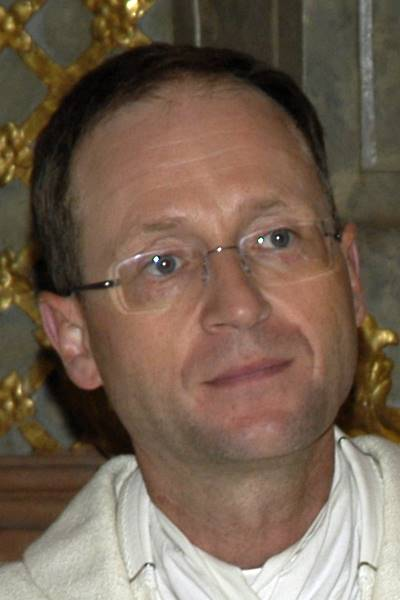
Stephan Turnovszky (* 1964)

- Turnowsky-Pinner, Margarete (1884–1982), deutsch-israelische Sozialarbeiterin und Autorin

#### Turnp
- Türnpu, Konstantin (1865–1927), estnischer Komponist

#### Turnq
- Turnquest, Orville Alton (* 1929), bahamaischer Politiker, Generalgouverneur der Bahamas

#### Turns
- Turnšek, Marjan (* 1955), slowenischer Geistlicher, emeritierter Erzbischof von Maribor

#### Turnw
- Turnwald, Josef (1845–1929), deutscher Politiker und Schriftsteller

### Turo
- Turo, altägyptischer Hohepriester des Month
- Turoboyev, Muzaffarbek (* 2000), usbekischer Judoka
- Turóczi-Trostler, József (1888–1962), ungarndeutscher Literaturwissenschaftler und Journalist
- Turoff, Nico (1899–1978), ukrainisch-stämmiger Boxer und Schauspieler
- Türoff, Paul (1873–1942), deutscher Porträtmaler
- Turok, Neil (* 1958), südafrikanischer theoretischer Physiker und Astrophysiker
- Turolt, Elisabeth (1902–1966), österreichische Bildhauerin
- Turoň, David (* 1983), tschechischer Eishockeyspieler
- Turone da Verona, italienischer Maler des Mittelalters
- Turover, Isador (1892–1978), US-amerikanischer Schachspieler
- Turovski, Jan (1939–2025), deutscher Autor
- Turow, Maxim Wladimirowitsch (* 1979), russischer Schachmeister
- Turow, Scott (* 1949), US-amerikanischer Jurist und AutorScott Turow (* 1949)

Scott Turow (* 1949)

- Turowa, Irina Robertowna (1935–2012), sowjetische Leichtathletin
- Turowa, Natalija Jakowlewna (1935–2012), sowjetische bzw. russische Chemikerin, Physikochemikerin und Hochschullehrerin
- Turowa-Poljak, Marija Benediktowna (1899–1965), polnische bzw. sowjetische Chemikerin und Hochschullehrerin
- Turowicz, Jerzy (1912–1999), polnischer Journalist, Gründer sowie Hauptredakteur der katholischen Wochenschrift Tygodnik Powszechny
- Turowskaja, Maja Iossifowna (1924–2019), sowjetische und russische Theaterwissenschaftlerin, Filmkritikerin, Filmhistorikerin, Drehbuchautorin und Kulturwissenschaftlerin
- Turowski, Ernst (1906–1986), deutscher SS-Sturmbannführer und Referent im Reichssicherheitshauptamt
- Turowski, Janusz (* 1961), polnischer Fußballspieler
- Turowski, Kazimierz Józef (1813–1874), polnischer Verleger, Publizist, Folklorist und Dichter
- Turowski, Lothar (1907–1999), deutscher Verwaltungsjurist
- Turowski, Ludwik (1901–1973), polnischer Radrennfahrer
- Turowski, Marian (* 1964), polnischer Radrennfahrer
- Turowski, Stephan (* 1972), deutscher Musikkritiker, Dichter und Autor
- Turowski, Wojciech (1894–1959), polnischer Priester, Pallottiner und Generalrektor

### Turp
- Türpe, Hugo (1859–1891), deutscher Cornet-Virtuose und Komponist
- Türpe, Paul (1859–1944), deutscher Bildhauer
- Türpe, Tim (* 2005), deutscher Volleyballspieler
- Turpel, Anthony (* 2000), US-amerikanischer Schauspieler
- Turpel, David (* 1992), luxemburgischer Fußballspieler
- Turpie, David (1828–1909), US-amerikanischer Politiker (Demokratische Partei)
- Turpilius († 104 v. Chr.), römischer Dichter
- Turpilius Dexter, Lucius, römischer Suffektkonsul (81)
- Turpilius Verecundus, Gaius, römischer Offizier (Kaiserzeit)
- Turpin, schottischer Geistlicher
- Turpin du Cormier, Jean-Baptiste (1732–1794), französischer Geistlicher, Seliger der römisch-katholischen Kirche
- Turpin von Reims († 794), Erzbischof von Reims
- Turpin, André (* 1966), kanadischer Kameramann
- Turpin, Ben (1869–1940), US-amerikanischer Komiker, StummfilmschauspielerBen Turpin (1869–1940)

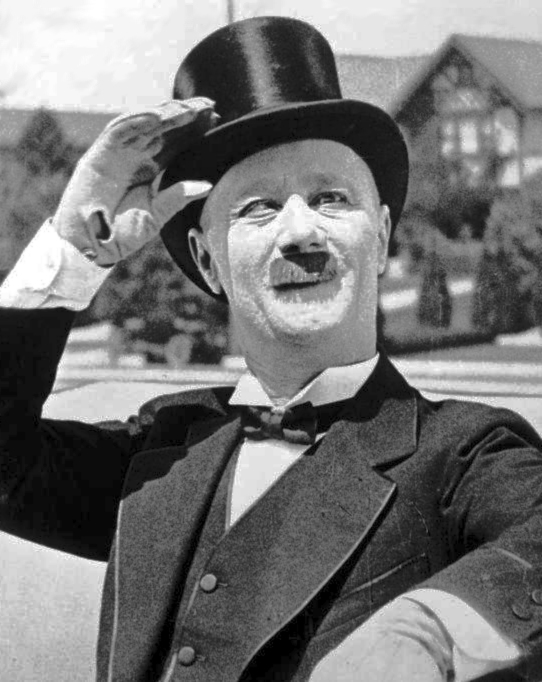
Ben Turpin (1869–1940)

- Turpin, Charles Murray (1878–1946), US-amerikanischer Politiker
- Turpin, Clément (* 1982), französischer Fußballschiedsrichter
- Turpin, Dick (1705–1739), englischer Straßenräuber und Viehdieb im Epping Forest
- Turpin, Eugène (1848–1927), französischer Chemiker
- Turpin, Gerry (1925–1997), englischer Kameramann
- Turpin, James Alexander (1917–2006), britischer Diplomat
- Turpin, Jean (* 1561), französischer Kupferstecher und Kunsthändler
- Turpin, KaVontae (* 1996), US-amerikanischer American-Football-Spieler
- Turpin, Louis Washington (1849–1903), US-amerikanischer Politiker
- Turpin, Ludovic (* 1975), französischer Radrennfahrer
- Turpin, Pierre Jean François (1775–1840), französischer Botaniker und Maler
- Turpin, Randy (1928–1966), englischer Boxer
- Turpin, Tom (1873–1922), US-amerikanischer Ragtime-Pianist und Komponist
- Turpion († 863), Graf von Angoulême
- Türpitz, Philip (* 1991), deutscher Fußballspieler

### Turq
- Turquel, José, osttimoresischer Politiker und Diplomat
- Turquet de Beauregard, Frédéric (1835–1906), französischer Flottillenadmiral
- Turquet de Mayerne, Théodore (1573–1655), Schweizer Mediziner und Chemiker
- Turquet, Étienne, französischer Kaufmann
- Turquet-Milnes, Gladys (1889–1977), britische Romanistin und Französistin
- Turquetil, Louis-Eugène-Arsène (1876–1955), französischer Ordensgeistlicher, römisch-katholischer Apostolischer Vikar von Baie d’Hudson
- Turquety, Édouard (1807–1867), französischer Dichter

### Turr
- Türr, Frank (* 1970), deutscher Fußballspieler
- Türr, István (1825–1908), ungarischer Revolutionär, Offizier und Politiker
- Türr, Karina (1942–2016), deutsche Kunsthistorikerin, Hochschullehrerin und Galeristin
- Turra, Mario (1920–2003), deutscher Schauspieler, Zirkusregisseur, Autor und Zirkusdirektor
- Turrado Moreno, Ángel (1903–1961), spanischer römisch-katholischer Ordensgeistlicher, Apostolischer Vikar von Machiques
- Turrall, Jenny (* 1960), australische Schwimmerin
- Turranius Gracilis, Gaius, Präfekt der Provinz Ägypten, römischer Beamter
- Turranius Suavis, Quintus, antiker römischer Toreut
- Turranius Successus, Quintus, antiker römischer Ringmacher
- Turre, Peter (1957–2022), US-amerikanischer Jazzmusiker (Schlagzeug)
- Turre, Reinhard (1941–2019), deutscher evangelischer Theologe
- Turre, Steve (* 1948), amerikanischer Jazz-Musiker
- Turrek, Alex (* 1989), deutscher Schauspieler und Synchronsprecher
- Turrek, René (* 1977), deutscher Graffitikünstler und Fahrzeuglackierer
- Turrell, James (* 1943), US-amerikanischer Land-Art-Künstler
- Turrentine, Stanley (1934–2000), US-amerikanischer JazzsaxophonistStanley Turrentine (1934–2000)

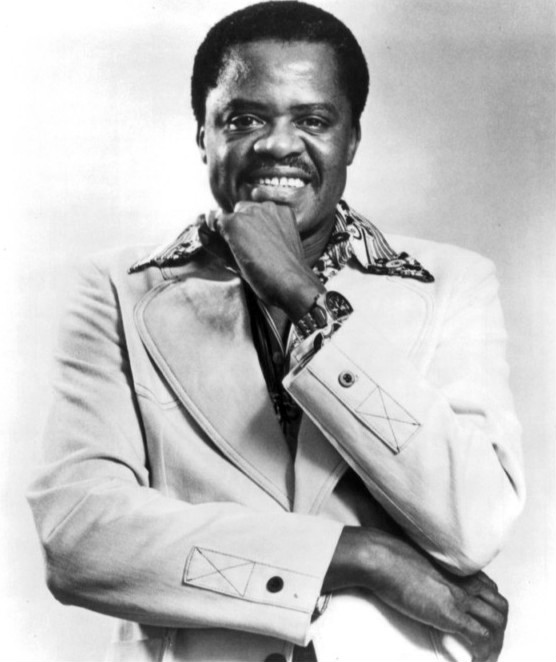
Stanley Turrentine (1934–2000)

- Turrentine, Tommy (1928–1997), US-amerikanischer Swing- und Hardbop-Trompeter
- Turretin, Jean Jacques (1779–1858), dänisch-deutscher Maler
- Turrettini, Auguste (1818–1881), Schweizer Altphilologe und Politiker
- Turrettini, Bénédict (1588–1631), Genfer reformierter Theologe
- Turrettini, François (1623–1687), Schweizer reformierter Theologe und Professor in Genf
- Turrettini, Jean-Alphonse (1671–1737), Schweizer reformierter Theologe und Professor für Kirchengeschichte und Dogmatik
- Turrettini, Maurice (1878–1932), Schweizer Architekt
- Turrettini, Théodore (1845–1916), Ingenieur und Politiker
- Turri, Nicholas de, englischer Richter
- Turri, Pellegrino, italienischer Erfinder
- Turrian, Émile-David (1869–1906), Schweizer Zeichner, Maler und Karikaturist
- Turriano, Juanelo († 1585), italienischer Uhrmacher, Mechaniker und Automatenbauer
- Turrientes, Beñat (* 2002), spanischer Fußballspieler
- Turrill, Joel (1794–1859), US-amerikanischer Jurist und Politiker
- Turrill, William Bertram (1890–1961), englischer Botaniker
- Turrin, Spencer (* 1991), australischer Ruderer
- Turrini, Giordano (* 1942), italienischer Radrennfahrer
- Turrini, Peter (* 1944), österreichischer SchriftstellerPeter Turrini (* 1944)

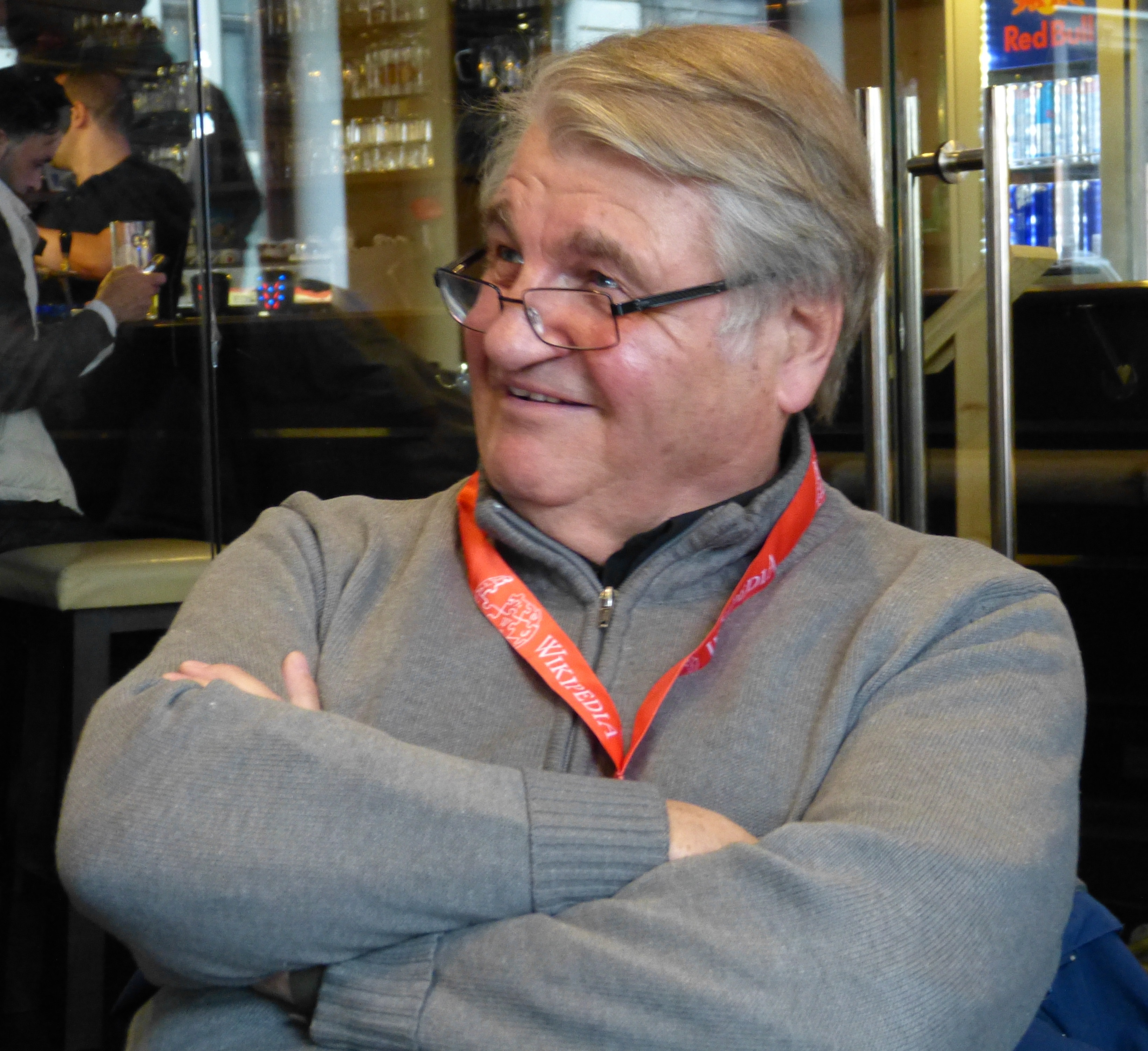
Peter Turrini (* 1944)

- Turriozzi, Fabrizio (1755–1826), italienischer Kardinal der Römischen Kirche
- Turris, Kyle (* 1989), kanadischer Eishockeyspieler
- Turrisi Colonna, Niccolò (1817–1889), sizilianischer Politiker
- Turrisi, Francesco (* 1977), italienischer Musiker und Komponist
- Turro, Nicholas (1938–2012), US-amerikanischer Chemiker
- Türrschmidt, Auguste (1799–1866), deutsche Konzertsängerin und Musikpädagogin
- Türrschmidt, Carl Nicolaus (1776–1862), deutscher Hornist und Musiklehrer
- Türrschmiedt, Albrecht (1821–1871), deutscher Bautechniker, Ziegelei-Unternehmer und Komponist
- Turrubiates, Carlos (* 1968), mexikanischer Fußballspieler und -trainer

### Turs
- Tursch, Erich (1902–1983), deutscher Maler, Graphiker und Kunsterzieher
- Tursch, Lukas (* 1996), österreichischer Fußballspieler
- Türschmann, Johannes (1923–1975), deutscher LDPD-Funktionär
- Tursilawati, Tuti (1984–2018), indonesische Haushälterin und Opfer sexueller Gewalt, die in Saudi-Arabien hingerichtet wurde
- Turski, Kaya (* 1988), kanadische Freestyle-Skierin
- Turski, Marian (1926–2025), polnischer Journalist
- Turski, Zbigniew (1908–1979), polnischer Komponist und Dirigent
- Tursky, Florian (* 1988), österreichischer Politiker (ÖVP)Florian Tursky (* 1988)

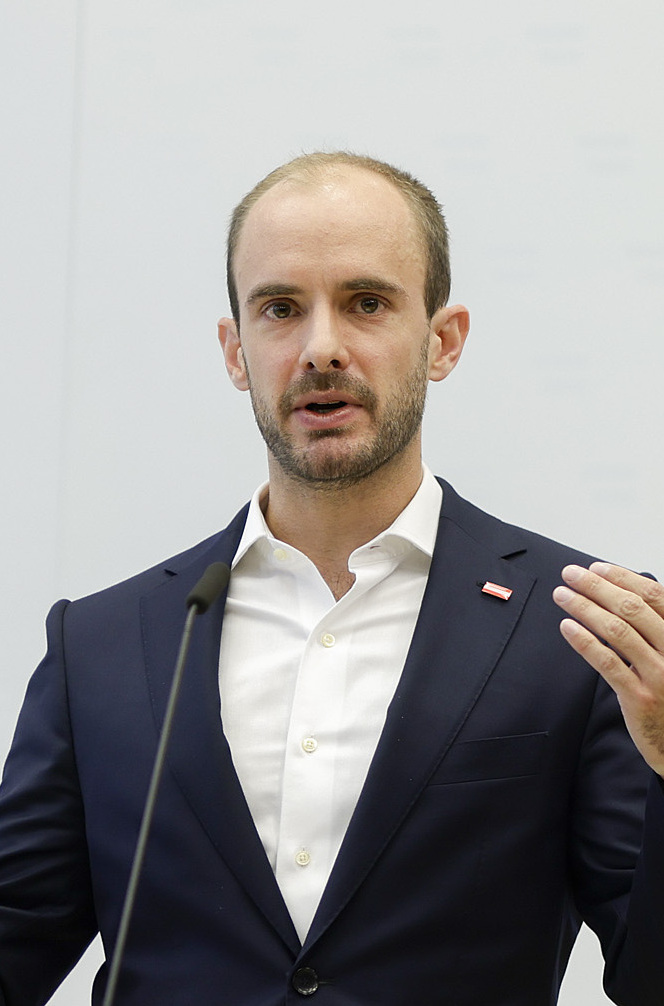
Florian Tursky (* 1988)

- Türst, Conrad († 1503), Schweizer Wissenschaftler
- Tursten, Helene (* 1954), schwedische SchriftstellerinHelene Tursten (* 1954)

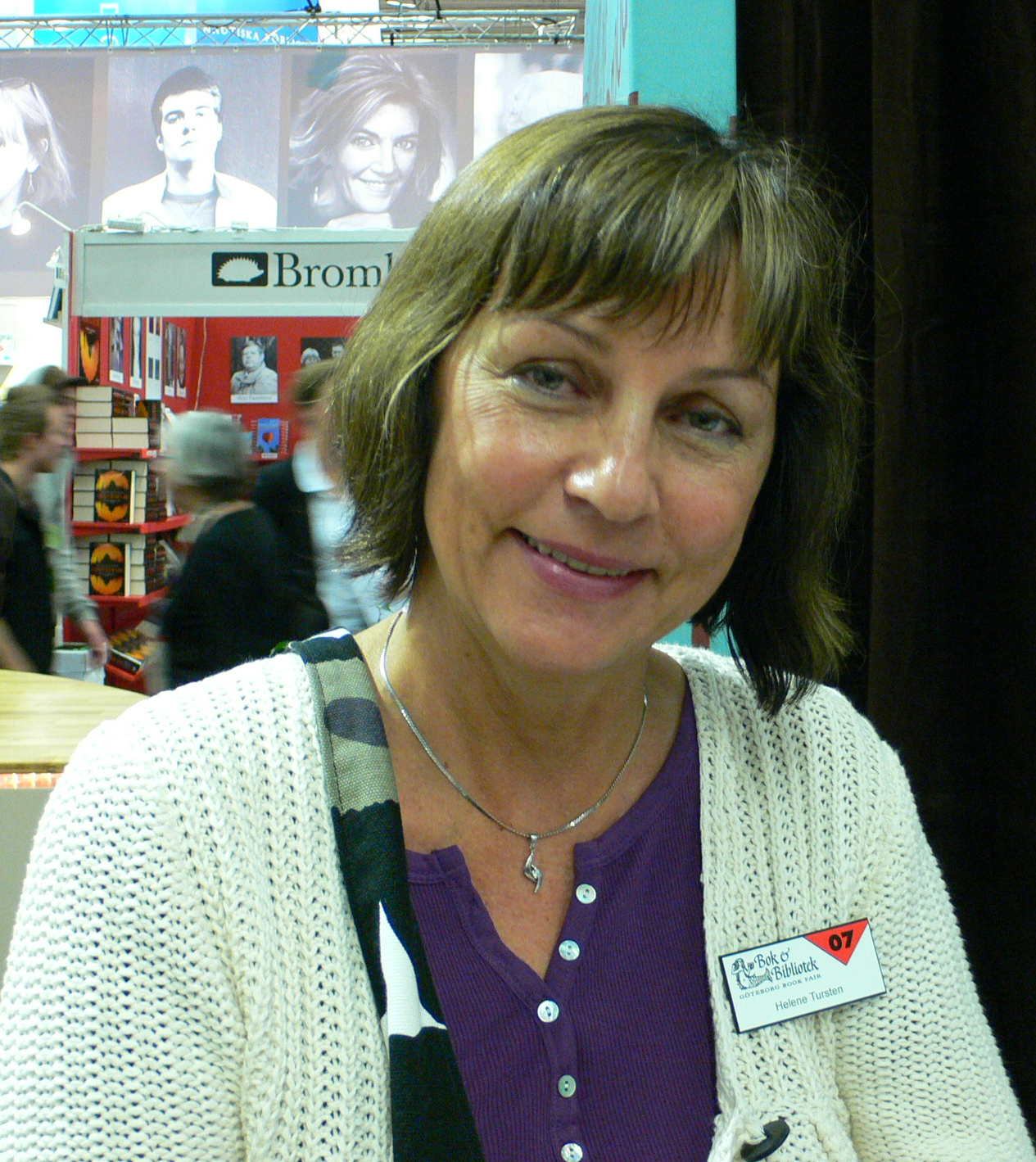
Helene Tursten (* 1954)

- Türstig, Hans-Georg (* 1949), deutscher Schriftsteller und Übersetzer
- Turstin FitzRolf, normannischer Adliger
- Tursun, Alper (* 1993), türkischer Fußballspieler
- Tursun, Baris (* 1974), deutscher Biologe türkischer Abstammung
- Tursun, Mihrigul (* 1989), Uigurin und Sachbuchautorin
- Tursun, Perhat (* 1969), uigurischer Dichter und Schriftsteller
- Tursunov, Dostonbek (* 1995), usbekischer Fußballspieler
- Tursunov, Sanjar (* 1986), usbekischer Fußballspieler
- Tursunov, Sanjar (* 1998), usbekischer Amateurboxer im Schwergewicht
- Tursunow, Dmitri Igorewitsch (* 1982), russischer Tennisspieler
- Tursunqulova, Nigora (* 1999), usbekische Taekwondoin
- Tursunsoda, Mirso (1911–1977), tadschikischer Nationaldichter
- Tursynbajewa, Elisabet (* 2000), kasachische Eiskunstläuferin
- Tursynschanow, Nurschat (* 2003), kasachischer Skispringer
- Turszinsky, Walter (1874–1915), deutscher Schriftsteller, Journalist und Drehbuchautor
- Turszky, Johann August (1778–1856), österreichischer Offizier und Jurist

### Turt
- Turtelboom, Annemie (* 1967), belgische Politikerin
- Turteltaub, Jon (* 1963), US-amerikanischer Filmregisseur und FilmproduzentJon Turteltaub (* 1963)

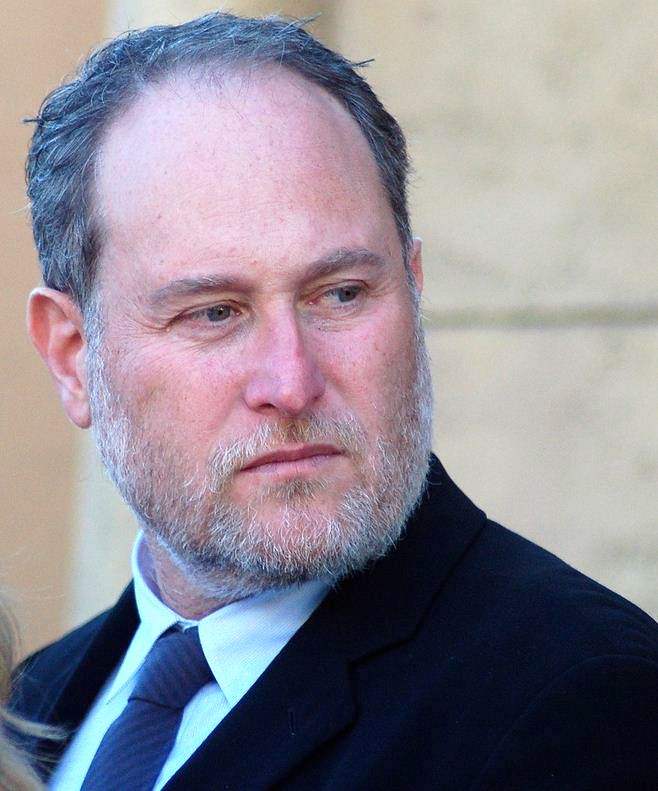
Jon Turteltaub (* 1963)

- Turteltaub, Wilhelm (* 1816), österreichischer Arzt und Schriftsteller
- Turteltaube, Siegmund (* 1960), deutscher Behindertensportler
- Turtledove, Harry (* 1949), US-amerikanischer Historiker und Roman-Schriftsteller
- Turtletaub, Marc (* 1946), US-amerikanischer Filmregisseur, Drehbuchautor, Filmproduzent und Schauspieler
- Turton, Henry (1832–1881), britischer Schachkomponist
- Turton, Robin, Baron Tranmire (1903–1994), britischer Politiker (Conservative Party), Mitglied des House of Commons
- Turton, Rosie, britische Jazzmusikerin (Posaune)
- Turton, Thomas (1780–1864), englischer Mathematiker und anglikanischer Theologe sowie Bischof von Ely
- Turtschak, Andrei Anatoljewitsch (* 1975), russischer Politiker, Generalsekretär des Generalrats von „Einiges Russland“, Gouverneur des Gebiets Pskow
- Turtschan, Jannis (* 2001), deutscher Fußballspieler
- Turtschaninow, Alexei Fjodorowitsch (1704–1787), russischer Unternehmer und Philanthrop
- Turtschaninow, Nikolai Stepanowitsch (1796–1864), russischer Botaniker
- Turtschaninow, Pjotr Iwanowitsch (1779–1856), russischer Komponist
- Turtschenko, Ihor (* 2000), ukrainischer Handballspieler
- Türtscher, Anton (* 1933), österreichischer Politiker (ÖVP), Abgeordneter zum Nationalrat, Landesrat
- Türtscher, Josef (* 1960), österreichischer Politiker (ÖVP), Landtagsabgeordneter
- Turtschewitsch, Alexander Bonawenturowitsch (1855–1910), ukrainisch-russischer Architekt
- Turtschi, Ralf (* 1955), Schweizer Typograf und Fachbuch-Autor
- Turtschi, Tom (* 1964), Schweizer Autor, Gestalter und Szenograf
- Turtschin, Valentin (1931–2010), sowjetisch-US-amerikanischer Kybernetiker und Informatiker
- Turtschinskaja, Larissa (* 1965), russische Siebenkämpferin
- Turtschyn, Aljaksandr (* 1975), belarussischer Politiker
- Turtschyn, Ihor (1936–1993), ukrainisch-sowjetischer Handballtrainer
- Turtschyna, Sinajida (* 1946), sowjetisch-ukrainische Handballspielerin und Olympiasiegerin
- Turtschynow, Oleksandr (* 1964), ukrainischer PolitikerOleksandr Turtschynow (* 1964)

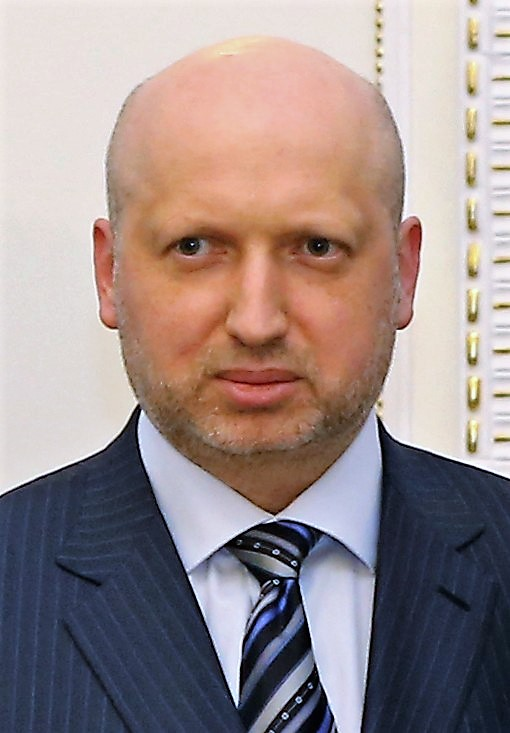
Oleksandr Turtschynow (* 1964)

- Turtschynowa, Hanna (* 1970), ukrainische Lehrerin und First Lady der Ukraine (2014)
- Turtur, Lukas (* 1984), deutscher Schauspieler
- Turtur, Michael (* 1958), australischer Radrennfahrer
- Turturro, Aida (* 1962), US-amerikanische Schauspielerin
- Turturro, John (* 1957), US-amerikanischer SchauspielerJohn Turturro (* 1957)

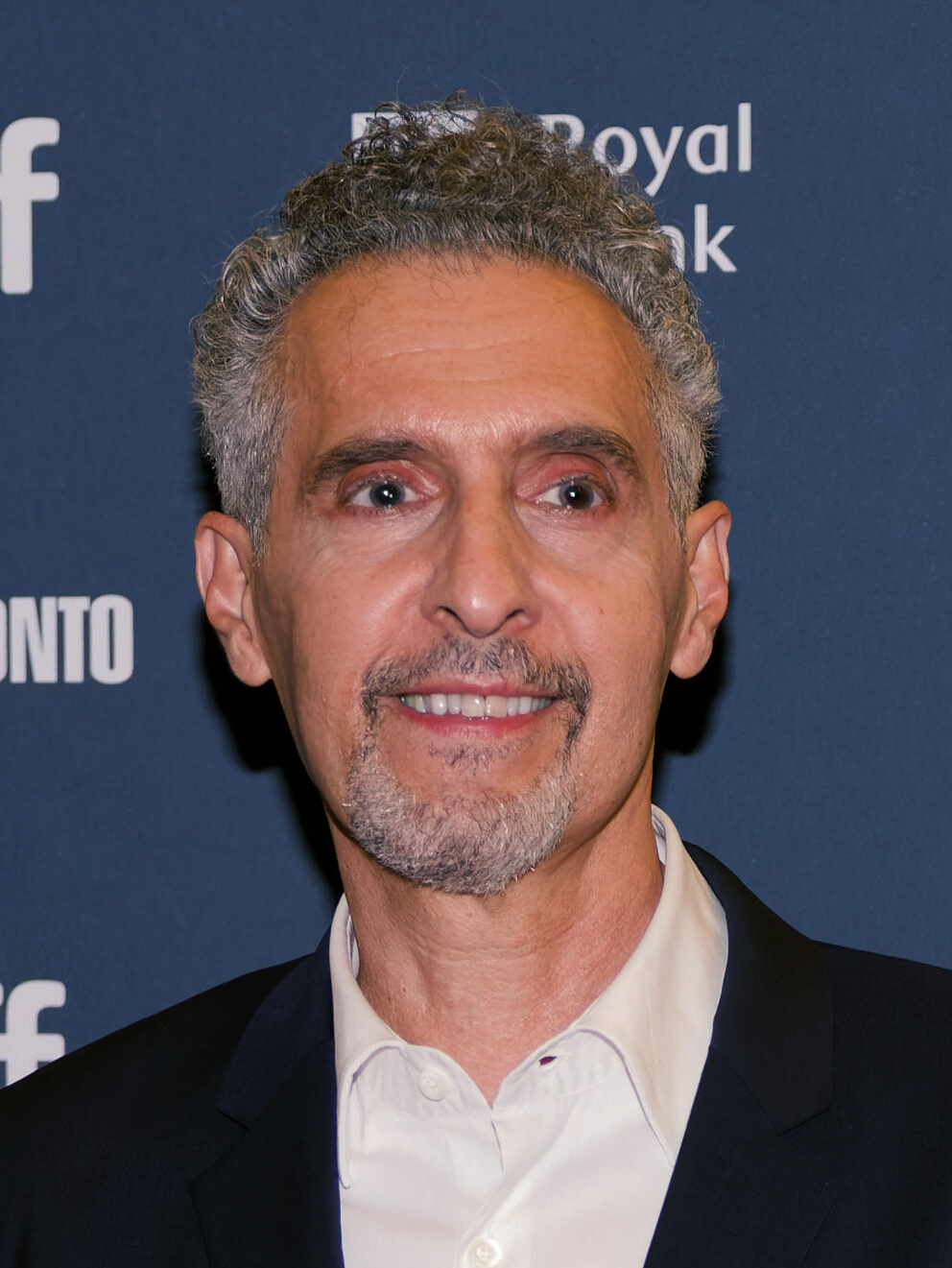
John Turturro (* 1957)

- Turturro, Nicholas (* 1962), US-amerikanischer Schauspieler
- Turturro, Vincenzo (* 1978), italienischer römisch-katholischer Geistlicher, Erzbischof und Diplomat des Heiligen Stuhls
- Turtveit, Vebjørn (* 1994), norwegischer Skilangläufer

### Turu
- Turu, István (1962–2021), ungarischer Boxer
- Türüç, Deniz (* 1993), niederländisch-türkischer Fußballspieler
- Turudić, Benedikt (* 1997), deutsch-kroatischer Basketballspieler
- Turudić, Dominik (* 1994), deutsch-kroatischer Basketballspieler
- Turull i Creixell, Xavier (1922–2000), katalanischer Violinist, Komponist und Musikpädagoge
- Turullius, Decimus († 30 v. Chr.), römischer Politiker, einer der Verschwörer gegen Gaius Iulius Caesar
- Turunçoğlu, Mustafa (* 1932), türkischer Vizeadmiral
- Turunen, Aki (* 1978), finnischer Radsportler
- Turunen, Emilie (* 1984), dänische Politikerin, MdEP
- Turunen, Heikki (* 1945), finnischer Schriftsteller
- Turunen, Joni (* 1976), finnischer Boxer
- Turunen, Minna (* 1969), finnische Schauspielerin
- Turunen, Tarja (* 1977), finnische Sopranistin und SongwriterinTarja Turunen (* 1977)

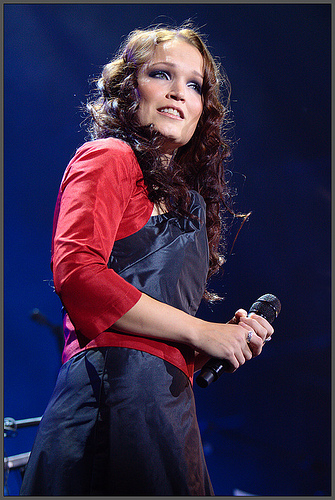
Tarja Turunen (* 1977)

- Turunen, Tero (* 1967), finnischer Freestyle-Skier
- Turunen, Toni-Markus (* 1984), finnischer Snowboarder
- Türüt, İsmail (* 1965), türkischer Volksmusiker

### Turv
- Turvey, Anna (* 1980), irische Radsportlerin
- Turvey, Oliver (* 1987), britischer Automobilrennfahrer
- Turvey, Samuel T. (* 1977), britischer Zoologe
- Turville-Petre, Francis (1901–1942), britischer Archäologe
- Turville-Petre, Gabriel (1908–1978), britischer skandinavistischer Mediävist
- Turville-Petre, Joan Elizabeth (1911–2006), britische Philologin

### Turx
- Turxanthos, Teilherrscher der Göktürken

### Tury
- Turyansky, Alexander, deutscher Pokerspieler
- Turymow, Serikbai (* 1964), kasachischer Politiker
- Turyn, Alexander (1900–1981), polnisch-US-amerikanischer Gräzist
- Turyna, Jan, polnischer Hochschullehrer
- Turysbek, Bauyrschan (* 1991), kasachischer Fußballspieler
- Turysbekow, Sauytbek (* 1951), kasachischer Diplomat und Politiker
- Turysbekow, Seken (* 1961), kasachischer Musiker und Komponist
- Turyschew, Sergei Anatoljewitsch (* 1985), russischer Skilangläufer
- Turyschewa, Jelena Leonidowna (* 1986), russische Skilangläuferin

### Turz
- Turza, Walter (1890–1961), österreichischer SS-Führer
- Turzáková, Júlia (* 1979), slowakische Badmintonspielerin
- Turzer, Harald (* 1960), deutscher Szenenbildner
- Turzer, Michael (* 1949), deutscher Maler und Objektkünstler
- Turzillo, Mary (* 1940), US-amerikanische Science-Fiction-Autorin
- Turzonovová, Božidara (* 1942), slowakische Schauspielerin und Synchronsprecherin
- Turzyński, Piotr (1964–2025), polnischer römisch-katholischer Geistlicher und Weihbischof in Radom